# Список депутатів Верховної Ради СРСР 3 скликання
Список депутатів III скликання Верховної Ради СРСР, вибраних 12 березня 1950 року (всього 1316 депутатів: 678 в Раду Союзу, 638 в Раду Національностей), а також дообраних замість вибулих депутатів з липня 1950 року по липень 1953 року (всього 48 депутатів: 29 в Раду Союзу, 19 в Раду Національностей).
| Прізвище, ім'я, по-батькові                | Де обраний                            | Виборчий округ                                        | Палата | Посада | Примітка                          |
| ------------------------------------------ | ------------------------------------- | ----------------------------------------------------- | ------ | --- | --------------------------------- |
| Абаджян Гарегін Михайлович                 | Вірменська РСР                        | Ахурянський                                           | Нац.   | машиніст Ленінаканского паровозного депо |                                   |
| Абаєв Олексій Євстахійович                 | Північно-Осетинська АРСР              | Коста-Хетагуровський                                  | Нац.   | голова колгоспу імені Сталіна Пригородного району |                                   |
| Абдуллаєв Ільяс Керім огли                 | Нахічеванська АРСР                    | Шахбузський                                           | Нац.   | заступник голови Ради Міністрів Азербайджанської РСР                                                                                                   |                                   |
| Абдуллаєв Міллібай                         | Узбецька РСР                          | Кокандський сільський                                 | Нац.   | голова колгоспу імені Сталіна Кокандського району |                                   |
| Абдуллаєв Юсіф Мірза огли                  | Азербайджанська РСР                   | Степанакертський                                      | Нац.   | голова Азербайджанського республіканського комітету Добровільного товариства сприяння армії (ДТСАРМ), полковник                                        |                                   |
| Абдурахманов Абдуджабар Абдуджабарович     | Узбецька РСР                          | Ферганський                                           | Нац.   | голова Ради Міністрів Узбецької РСР |                                   |
| Абзалон-Саксе Анна Оттівна                 | Латвійська РСР                        | Мадонський                                            | Союзу  | письменниця |                                   |
| Абілов Махмуд Абдул Рза огли               | Азербайджанська РСР                   | Нахічеванський                                        | Нац.   | командир 216-ї Азербайджанської стрілецької дивізії Закавказького військового округу, генерал-майор                                                    |                                   |
| Абільгазін Ахан                            | Казахська РСР                         | Кокчетавський                                         | Союзу  | завідувач Кудук-Агашської зооветдільниці Кокчетавської області                                                                                         |                                   |
| Абрамов Седрак Карапетович                 | Нагірно-Карабаська автономна область  | Шушинський                                            | Нац.   | 1-й секретар Нагірно-Карабаського обкому КП(б) Азербайджану                                                                                            |                                   |
| Абрамова Ганна Григорівна                  | Ярославська область                   | Ярославський міський                                  | Союзу  | редактор журналу «Работница» |                                   |
| Абрасимов Петро Андрійович                 | Білоруська РСР                        | Мозирський міський                                    | Нац.   | 1-й заступник голови Ради Міністрів Білоруської РСР |                                   |
| Авакян Фіруза Петросівна                   | Нагірно-Карабаська автономна область  | Мартунінський                                         | Нац.   | вчителька географії середньої школи селища Гіші |                                   |
| Аванесян Джавад Григорович                 | Нагірно-Карабаська автономна область  | Гадрутський                                           | Нац.   | | дообраний 30.09.1951              |
| Авдимова Огулькурбан                       | Туркменська РСР                       | Ашхабадський-Андрєєвський                             | Нац.   | ткаля Ашхабадської прядильно-ткацької фабрики імені Дзержинського                                                                                      |                                   |
| Авхімович Микола Єфремович                 | Білоруська РСР                        | Рогачовський                                          | Нац.   | 1-й секретар Гомельського обкому КП(б) Білорусії |                                   |
| Ага Юсуп Алі                               | Туркменська РСР                       | Байрам-Алійський                                      | Нац.   | голова колгоспу «Більшовик» Байрам-Алійського району Марийської області                                                                                |                                   |
| Агабабов Аршавір Аветисович                | Нагірно-Карабаська автономна область  | Гадрутський                                           | Нац.   | секретар Бакинського міськкому КП(б) Азербайджану | помер 5.07.1951                   |
| Агаджанян Єгіш Мінасович                   | Вірменська РСР                        | Октемберянський                                       | Нац.   | 1-й секретар Октемберянського райкому КП(б) Вірменії                                                                                                   |                                   |
| Агаєв Нуркулі                              | Туркменська РСР                       | Сталінський                                           | Нац.   | голова Сталінського райвиконкому |                                   |
| Агаларова Бахар Аміралі кизи               | Нахічеванська АРСР                    | Єнгіджинський                                         | Нац.   | директор Бакинського дитячого будинку № 11 | померла 16.02.1953                |
| Агафонов Петро Олександрович               | Челябінська область                   | Челябінський-Совєтський                               | Союзу  | машиніст паровозного депо станції Челябінськ |                                   |
| Агладзе Рафаель Ілліч                      | Грузинська РСР                        | Чіатурський                                           | Союзу  | віцепрезидент Академії наук Грузинської РСР, директор Інституту металу і гірничої справи АН Грузинської РСР                                            |                                   |
| Адаменко Галина Андріївна                  | Казахська РСР                         | Джамбульський                                         | Нац.   | директор Чуйської МТС Чуйського району Джамбульської області                                                                                           |                                   |
| Азізов Міргаріфан Замалійович              | Татарська АРСР                        | Ново-Шешмінський                                      | Нац.   | голова Ради Міністрів Татарської АРСР | дообраний 25.11.1951              |
| Айдинбеков Салам Мухтадирович              | Дагестанська АРСР                     | Дербентський                                          | Союзу  | голова Ради Міністрів Дагестанської АРСР | повноваження припинені 12.01.1952 |
| Айні Садриддін Саїдмурадович               | Таджицька РСР                         | Пенджикентський                                       | Нац.   | письменник |                                   |
| Акопов Єгіше Семенович                     | Нагірно-Карабаська автономна область  | Степанакертський                                      | Нац.   | голова Нагірно-Карабаського облвиконкому |                                   |
| Акрамова Ібадатхон                         | Узбецька РСР                          | Ферганський                                           | Союзу  | робітниця Маргеланського шовкомотального комбінату |                                   |
| Алавідзе Георгій Артемович                 | Грузинська РСР                        | Зестафонський                                         | Нац.   | міністр сільського господарства Грузинської РСР |                                   |
| Александрова Ганна Василівна               | Карело-Фінська РСР                    | Пряжинський                                           | Нац.   | голова колгоспу імені Байдукова |                                   |
| Александровська Лариса Помпеївна           | Бобруйська область                    | Осиповицький                                          | Союзу  | солістка Білоруського театру опери і балету |                                   |
| Алексєєв Віктор Петрович                   | Московська область                    | Ленінський                                            | Союзу  | 2-й секретар Московського обкому ВКП(б) |                                   |
| Алексєєв Степан Семенович                  | Тамбовська область                    | Жердєвський                                           | Союзу  | директор Каменської МТС Каменського району |                                   |
| Алекян Гегам Багратович                    | Вірменська РСР                        | Котайкський                                           | Нац.   | 2-й секретар Єреванського міськкому КП(б) Вірменії |                                   |
| Алібаєва Ханіфа                            | Казахська РСР                         | Чимкентський міський                                  | Союзу  | інженер |                                   |
| Алієв Азіз Мамед Керім огли                | Нахічеванська АРСР                    | Киврахський                                           | Нац.   | 1-й заступник голови Ради Міністрів Азербайджанської РСР                                                                                               |                                   |
| Алієв Гаджи Касум Шихмурзайович            | Дагестанська АРСР                     | Хасавюртівський                                       | Нац.   | 1-й секретар Хасав'юртівського райкому ВКП(б) |                                   |
| Алієв Гюль Бала Ага Бала огли              | Азербайджанська РСР                   | Бакинський-Шаумянівський                              | Нац.   | старший майстер капітального ремонту нафтових свердловин Бакинського тресту «Сталіннафта»                                                              |                                   |
| Алієв Муса Мірзойович                      | Азербайджанська РСР                   | Лачинський                                            | Нац.   | заступник голови Ради Міністрів Азербайджанської РСР, голова Держплану Азербайджанської РСР                                                            |                                   |
| Алієв Рустам Аллахверди огли               | Азербайджанська РСР                   | Кіровабадський                                        | Нац.   | голова колгоспу «Червоний Жовтень» Сафаралієвського району                                                                                             |                                   |
| Алімов Аріф                                | Узбецька РСР                          | Самаркандський сільський                              | Союзу  | 1-й секретар Самаркандського обкому КП(б) Узбекистану                                                                                                  |                                   |
| Алімов Давлят Алімович                     | Узбецька РСР                          | Самаркандський міський                                | Нац.   | доцент кафедри гістології Самаркандського медичного інституту імені Павлова                                                                            |                                   |
| Алімов Салі                                | Киргизька РСР                         | Джалал-Абадський                                      | Союзу  | голова колгоспу імені Кірова Сузакського району |                                   |
| Алімов Таїр                                | Дагестанська АРСР                     | Дербентський                                          | Союзу  | народний поет Дагестану | дообраний 27.04.1952              |
| Аллахвердієв Тофік Алі Гейдар огли         | Азербайджанська РСР                   | Євлахський                                            | Союзу  | голова Азербайджанської республіканської ради профспілок                                                                                               |                                   |
| Алтибаєва Бахти                            | Туркменська РСР                       | Чарджоуський                                          | Союзу  | міністр легкої промисловості Туркменської РСР |                                   |
| Алфьоров Павло Микитович                   | Владимирська область                  | Ковровський                                           | Союзу  | 1-й секретар Владимирського обкому ВКП(б) |                                   |
| Альохін Тихон Григорович                   | Башкирська АРСР                       | Уфимський сільський                                   | Нац.   | бригадир тракторної бригади Давлекановської МТС Давлекановського району                                                                                |                                   |
| Альошкін Іван Прохорович                   | Сталінградська область                | Сталінградський сільський                             | Союзу  | сталевар Сталінградського заводу «Красный Октябрь» |                                   |
| Аманова Бурі Фазилівна                     | Узбецька РСР                          | Бухарський міський                                    | Союзу  | заступник голови Бухарського облвиконкому |                                   |
| Амбарцумян Віктор Амазаспович              | Вірменська РСР                        | Ечміадзинський                                        | Союзу  | президент Академії наук Вірменської РСР |                                   |
| Амелін Петро Григорович                    | Українська РСР                        | Сталінський                                           | Нац.   | машиніст вугільного комбайну «Донбасс» шахти № 29 імені Сталіна тресту «Рутченковвугілля» комбінату «Сталінвугілля»                                    |                                   |
| Амірханян Амо Азізович                     | Нагірно-Карабаська автономна область  | Мардакертський                                        | Нац.   | відповідальний редактор газети «Комуніст» (на вірменській мові)                                                                                        |                                   |
| Аммосов Петро Васильович                   | Якутська АРСР                         | Таттинський                                           | Нац.   | голова Президії Верховної ради Якутської АРСР |                                   |
| Амосов Василь Матвійович                   | Челябінська область                   | Златоустівський                                       | Союзу  | сталевар мартенівського цеху Златоустівського металургійного заводу                                                                                    |                                   |
| Ананьєва Любов Іванівна                    | Московська область                    | Ногінський                                            | Союзу  | прядильниця Ново-Гребінної фабрики Глуховського текстильного комбінату імені Леніна                                                                    |                                   |
| Ангеліна Парасковія Микитівна              | Сталінська область                    | Амвросіївський                                        | Союзу  | бригадир тракторної бригади Старо-Бешевської опорно-показової МТС імені Жданова                                                                        |                                   |
| Андрєєв Андрій Андрійович                  | Туркменська РСР                       | Ашхабадський                                          | Союзу  | заступник голови Ради Міністрів СРСР, голова Ради у справах колгоспів при РМ СРСР                                                                      |                                   |
| Андрєєв Микита Васильович                  | Якутська АРСР                         | Колимський                                            | Нац.   | голова Середньо-Колимського райвиконкому |                                   |
| Андрєєва Зоя Ананіївна                     | Чуваська АРСР                         | Чебоксарський                                         | Союзу  | голова Президії Верховної ради Чуваської АРСР |                                   |
| Андріанов Василь Михайлович                | Ленінград                             | Невський                                              | Союзу  | 1-й секретар Ленінградського обкому ВКП(б) |                                   |
| Андріанов Леонід Олександрович             | Саратовська область                   | Аткарський                                            | Союзу  | голова Саратовського облвиконкому |                                   |
| Андронов Олександр Олександрович           | Горьковська область                   | Арзамаський                                           | Союзу  | академік АН СРСР, професор-фізик Горьковського державного університету                                                                                 | помер 31.10.1952                  |
| Андропов Юрій Володимирович                | Карело-Фінська РСР                    | Пудозький                                             | Нац.   | 2-й секретар ЦК КП(б) Карело-Фінської РСР |                                   |
| Анпілогов Олексій Федорович                | Воронезька область                    | Розсошанський                                         | Союзу  | 1-й секретар Розсошанського райкому ВКП(б) |                                   |
| Ансіп Освальд Янович                       | Естонська РСР                         | Йигеваський                                           | Нац.   | голова колгоспу «Уус Тєе» Йигевамаського повіту |                                   |
| Антипов Петро Тимофійович                  | Карело-Фінська РСР                    | Олонецький                                            | Нац.   | голова колгоспу «Искра» Олонецького району |                                   |
| Антонов Олексій Інокентійович              | Грузинська РСР                        | Боржомський                                           | Союзу  | командувач військ Закавказького військового округу, генерал армії                                                                                      |                                   |
| Антоновська Ганна Іванівна                 | Тульська область                      | Тульський сільський                                   | Союзу  | завідувачка Хом'яковської початкової школи Тульського району                                                                                           |                                   |
| Антонс Ріхард Йоганович                    | Естонська РСР                         | Тартуський                                            | Союзу  | проректор із навчальної частини Тартуського державного університету                                                                                    |                                   |
| Антонюк Євдокія Василівна                  | Узбецька РСР                          | Катта-Курганський                                     | Нац.   | головний агроном Самаркандського обласного управління сільського господарства                                                                          |                                   |
| Антонян Артем Агабекович                   | Вірменська РСР                        | Кафанський                                            | Нац.   | бурильник Комсомольських рудників | помер 25.07.1951                  |
| Антропова Тетяна Іванівна                  | Калінінська область                   | Вишньоволоцький                                       | Союзу  | директор Вишньоволоцької середньої школи № 6, заслужений вчитель РРФСР                                                                                 |                                   |
| Апольскіс Йонас Вінцович                   | Литовська РСР                         | Маріямпольський                                       | Нац.   | голова колгоспу «Артояс» Маріямпольського повіту |                                   |
| Аплаєв Петро Миколайович                   | Свердловська область                  | Красноуфимський                                       | Союзу  | бригадир тракторної бригади Манчажської МТС Артинського району                                                                                         | дообраний 18.02.1951              |
| Апушкіна Євдокія Андріївна                 | Тамбовська область                    | Моршанський                                           | Союзу  | вчителька Моршанської середньої школи |                                   |
| Арбузов Олександр Єрмінінгельдович         | Татарська АРСР                        | Зеленодольський                                       | Нац.   | голова Президії Казанського філіалу АН СРСР, академік АН СРСР                                                                                          |                                   |
| Ардзінба Григорій Шагович                  | Абхазька АРСР                         | Калдахварський                                        | Нац.   | голова колгоспу імені Берія села Дуріпш Гудаутського району                                                                                            |                                   |
| Аржевітіна Агафія Степанівна               | Челябінська область                   | Троїцький                                             | Союзу  | вчителька сільської школи |                                   |
| Арістов Оверкій Борисович                  | Красноярський край                    | Мінусінський                                          | Союзу  | 1-й секретар Красноярського крайкому ВКП(б) |                                   |
| Артем'єв Євген Іванович                    | Алтайський край                       | Барнаульський сільський                               | Союзу  | головний конструктор ВГК Барнаульського заводу транспортного машинобудування № 77                                                                      |                                   |
| Артем'єв Павло Артемійович                 | Московська область                    | Можайський                                            | Союзу  | командувач військ Московського військового округу, генерал-полковник                                                                                   |                                   |
| Артєєв Григорій Митрофанович               | Комі АРСР                             | Желєзнодорожний                                       | Нац.   | голова Комі обласної ради профспілок |                                   |
| Арутінов Григорій Артемійович              | Вірменська РСР                        | Єреванський                                           | Союзу  | 1-й секретар ЦК КП(б) Вірменії |                                   |
| Арутюнов Баграт Миколайович                | Ростовська область                    | Таганрозький                                          | Союзу  | начальник Кавказького округу залізниць | помер 24.01.1953                  |
| Арутюнян Арамаіс Багратович                | Вірменська РСР                        | Амасійський                                           | Нац.   | 1-й секретар Ленінаканського міськкому КП(б) Вірменії                                                                                                  |                                   |
| Архипова Таїсія Іванівна                   | РРФСР                                 | Курський                                              | Нац.   | секретар Курського обкому ВКП(б)? |                                   |
| Асадбекова Мойшугнон                       | Горно-Бадахшанська автономна область  | Хорогський                                            | Нац.   | вчителька |                                   |
| Аскєєва Куляш                              | Казахська РСР                         | Джамбульський                                         | Союзу  | 1-й секретар Красногорського райкому КП(б) Казахстану Джамбульської області                                                                            |                                   |
| Асланов Рза Алі Паша огли                  | Азербайджанська РСР                   | Шамхорський                                           | Нац.   | 1-й секретар Шамхорського райкому КП(б) Азербайджану                                                                                                   |                                   |
| Асланова Чимназ Абдул Алі кизи             | Азербайджанська РСР                   | Бакинський-Ленінський                                 | Нац.   | завідувач відділу по роботі серед жінок ЦК КП(б) Азербайджану                                                                                          |                                   |
| Астафьєва Любов Володимирівна              | Дагестанська АРСР                     | Дербентський                                          | Нац.   | вчителька |                                   |
| Атаджанова Анабібі                         | Узбецька РСР                          | Ургенчський                                           | Нац.   | зоотехнік Ургенчського районного відділу сільського господарства                                                                                       |                                   |
| Атакішиєв Ага Салім Ібрагім огли           | Нахічеванська АРСР                    | Нахічеванський міський                                | Нац.   | заступник міністра держбезпеки Азербайджанської РСР |                                   |
| Атамедов Гуванч                            | Туркменська РСР                       | Калінінський                                          | Нац.   | голова колгоспу «Третя п'ятирічка» Калінінського району                                                                                                |                                   |
| Афанасьєв Ігор Михайлович                  | Удмуртська АРСР                       | Сарапульський                                         | Нац.   | головний конструктор Сарапульського заводу імені Орджонікідзе                                                                                          |                                   |
| Афанасьєв Іларіон Панасович                | Чуваська АРСР                         | Чебоксарський                                         | Нац.   | голова Ради Міністрів Чуваської АРСР |                                   |
| Афонов Іван Ілліч                          | Тюменська область                     | Тюменський                                            | Союзу  | 1-й секретар Тюменського обкому ВКП(б) |                                   |
| Ахазов Тимофій Аркадійович                 | Чуваська АРСР                         | Алатирський                                           | Союзу  | 1-й секретар Чуваського обкому ВКП(б) |                                   |
| Ахмадалієва Машрапхон                      | Узбецька РСР                          | Андижанський                                          | Союзу  | голова колгоспу «Гайрат» Ворошиловського району Андижанської області                                                                                   |                                   |
| Ахмедов Ага Мірза Мірза Алі огли           | Азербайджанська РСР                   | Шемахинський                                          | Нац.   | 1-й секретар Кіровабадського міськкому КП(б) Азербайджану                                                                                              |                                   |
| Ахмедов Мірза Саїд                         | Узбецька РСР                          | Фархадський                                           | Союзу  | 1-й секретар Сир-Дар'їнського райкому КП(б) Узбекистану                                                                                                |                                   |
| Ахунбаєв Іса Конойович                     | Киргизька РСР                         | Таласький                                             | Нац.   | директор Киргизького державного медичного інституту, професор, хірург                                                                                  |                                   |
| Ахундова Рубаба Мамед кизи                 | Нахічеванська АРСР                    | Нахічеванський сільський                              | Нац.   | голова ЦК профспілки працівників початкових і середніх шкіл Азербайджанської РСР                                                                       |                                   |
| Ашихміна Віра Якимівна                     | Башкирська АРСР                       | Дуванський                                            | Нац.   | завідувач навчальної частини Аскінської середньої школи Аскінського району                                                                             |                                   |
| Аюбова Піста Ханум Мамед Рза кизи          | Азербайджанська РСР                   | Бакинський-Октябрський                                | Нац.   | майстер Бакинської швейної фабрики імені Володарського                                                                                                 |                                   |
| Бабаєв Сухан Бабайович                     | Туркменська РСР                       | Ташаузький                                            | Союзу  | голова Ради Міністрів Туркменської РСР |                                   |
| Бабаєвський Семен Петрович                 | Ставропольський край                  | П'ятигорський                                         | Союзу  | письменник |                                   |
| Бабенко Потап Васильович                   | Киргизька РСР                         | Калінінський                                          | Нац.   | голова колгоспу «За линию ЦК ВКП(б)» Панфіловського району                                                                                             | помер 29.11.1950                  |
| Бабич Василь Іванович                      | Кабардинська АРСР                     | Кабардинський                                         | Союзу  | 1-й секретар Кабардинського обкому ВКП(б) |                                   |
| Багдасарян Грант Бахшийович                | Вірменська РСР                        | Кафанський                                            | Нац.   | бурильник Зангезурського рудоуправління міста Кафан | дообраний 28.09.1952              |
| Багіров Мір Джафар Аббас огли              | Азербайджанська РСР                   | Бакинський-Сталінський                                | Союзу  | 1-й секретар ЦК КП(б) Азербайджану |                                   |
| Багірова Басті Масим кизи                  | Азербайджанська РСР                   | Касум-Ісмаїловський                                   | Нац.   | ланкова колгоспу імені Ворошилова Касум-Ісмаїловського району                                                                                          |                                   |
| Баграмян Іван Христофорович                | Латвійська РСР                        | Єлгавський                                            | Союзу  | командувач військ Прибалтійського військового округу, генерал армії                                                                                    |                                   |
| Бажан Микола Платонович                    | Вінницька область                     | Тульчинський                                          | Союзу  | письменник, академік АН УРСР |                                   |
| Бажов Павло Петрович                       | Свердловська область                  | Красноуфимський                                       | Союзу  | письменник, голова бюро Спілки радянських письменників Свердловської області                                                                           | помер 3.12.1950                   |
| Базанова Найля Уразгулівна                 | Казахська РСР                         | Семипалатинський                                      | Нац.   | директор Інституту експериментальної біології АН Казахської РСР, професор, доктор біологічних наук                                                     |                                   |
| Базекін Анатолій Федорович                 | Мордовська АРСР                       | Саранський міський                                    | Нац.   | слюсар Саранського заводу сільськогосподарського машинобудування                                                                                       |                                   |
| Байков Олексій Кіндратович                 | Ленінград                             | Кіровський                                            | Союзу  | старший майстер прокатного цеху Ленінградського Кіровського заводу                                                                                     |                                   |
| Байкова Раїса Миколаївна                   | Удмуртська АРСР                       | Граховський                                           | Нац.   | вчителька історії СРСР і російської мови семирічної школи села Старий Утчан Алнаського району                                                          |                                   |
| Байкузієв Рахім                            | Таджицька РСР                         | Ура-Тюбинський                                        | Нац.   | голова колгоспу «Більшовик» Ура-Тюбинського району |                                   |
| Байрамдурдиєв Таган                        | Туркменська РСР                       | Геок-Тепінський                                       | Нац.   | голова колгоспу «Більшовик» Геок-Тепінського району |                                   |
| Байузаков Хасен Байузакович                | Казахська РСР                         | Карагандинський сільський                             | Союзу  | голова Карагандинського облвиконкому | повноваження припинені 1951       |
| Бакрадзе Валеріан Мінайович                | Грузинська РСР                        | Кутаїський                                            | Союзу  | заступник голови Ради Міністрів Грузинської РСР, міністр харчової промисловості Грузинської РСР                                                        |                                   |
| Бакрадзе Давид Ілліч                       | Аджарська АРСР                        | Урехський                                             | Нац.   | заступник міністра місцевої промисловості Грузинської РСР, Герой Радянського Союзу                                                                     |                                   |
| Бакулєв Олександр Миколайович              | Москва                                | Ленінський                                            | Союзу  | завідувач кафедри хірургії 2-го Московського медичного інституту, професор, доктор медичних наук                                                       | дообраний 24.06.1951              |
| Балавадзе Максим Костянтинович             | Аджарська АРСР                        | Кедський                                              | Нац.   | завідувач транспортного відділу ЦК КП(б) Грузії |                                   |
| Балагуров Яків Олексійович                 | Карело-Фінська РСР                    | Біломорський міський                                  | Нац.   | завідувач кафедри історії СРСР Карело-Фінського державного університету                                                                                |                                   |
| Баламетов Баламет Юзахмед огли             | Нахічеванська АРСР                    | Абракуніський                                         | Нац.   | голова Ради Міністрів Нахічеванської АРСР |                                   |
| Балтушнікене Она Петрівна                  | Литовська РСР                         | Паневежський сільський                                | Нац.   | | дообрана 25.11.1951               |
| Барамія Михайло Іванович                   | Грузинська РСР                        | Потійський                                            | Союзу  | 2-й секретар ЦК КП(б) Грузії | репресований .11.1951             |
| Баранаускас Болесловас Антанович           | Литовська РСР                         | Таурагський                                           | Нац.   | голова Литовської республіканської ради профспілок |                                   |
| Баранов Олексій Олексійович                | Ставропольський край                  | Черкеський                                            | Союзу  | голова Ставропольського крайвиконкому |                                   |
| Баранов Сергій Федорович                   | Іркутська область                     | Тулунський                                            | Союзу  | завідувач кафедри літератури Іркутського педагогічного інституту, професор                                                                             |                                   |
| Баратова Кабілямо                          | Горно-Бадахшанська автономна область  | Ванчський                                             | Нац.   | голова колгоспу імені Сталіна Ванчського району |                                   |
| Бардін Іван Павлович                       | Татарська АРСР                        | Казанський міський                                    | Союзу  | віцепрезидент Академії наук СРСР |                                   |
| Бардіна Клавдія Платонівна                 | Удмуртська АРСР                       | Можгинський                                           | Нац.   | головний агроном Больше-Учинського районного відділу сільського господарства                                                                           |                                   |
| Басистий Микола Єфремович                  | Кримська область                      | Севастопольський                                      | Союзу  | командувач Чорноморського флоту, адмірал |                                   |
| Баскаков Михайло Іванович                  | Узбецька РСР                          | Ургенчський                                           | Союзу  | міністр держбезпеки Узбецької РСР |                                   |
| Батамиров Анатолій Михайлович              | Новосибірська область                 | Бердський                                             | Союзу  | голова Новосибірського облвиконкому |                                   |
| Батирмурзаєв Абдулгамід Нухайович          | Дагестанська АРСР                     | Махачкалинський міський                               | Нац.   | голова Президії Верховної ради Дагестанської АРСР |                                   |
| Батиров Шаджа Батирович                    | Туркменська РСР                       | Марийський                                            | Союзу  | 1-й секретар ЦК КП(б) Туркменії |                                   |
| Батраков Сергій Олександрович              | Воронезька область                    | Липецький                                             | Союзу  | токар інструментального цеху Липецького тракторного заводу                                                                                             | помер 23.06.1953                  |
| Бегельдінов Талгат Якубекович              | Казахська РСР                         | Молотовський                                          | Нац.   | командир авіаційної ескадрильї, гвардії капітан |                                   |
| Бегма Василь Андрійович                    | Кам'янець-Подільська область          | Проскурівський сільський                              | Союзу  | 1-й секретар Кам'янець-Подільського обкому КП(б) України                                                                                               |                                   |
| Бейсембаєв Абіль                           | Казахська РСР                         | Аягузький                                             | Нац.   | 1-й секретар Аягузького райкому КП(б) Казахстану |                                   |
| Бекерєв Георгій Гнатович                   | національні округи                    | Коряцький національний округ                          | Нац.   | голова Коряцького окрвиконкому | дообраний 29.03.1953              |
| Бектеміров Ісмаїл                          | Киргизька РСР                         | Наукатський                                           | Нац.   | 1-й секретар Янгі-Наукатського райкому КП(б) Киргизії                                                                                                  |                                   |
| Бельчусова Мотрона Володимирівна           | Якутська АРСР                         | Мегіно-Кангаласький                                   | Нац.   | 1-й секретар Якутського райкому ВКП(б) |                                   |
| Березін Іван Пилипович                     | Туркменська РСР                       | Марийський міський                                    | Нац.   | хірург, професор, завідувач кафедри госпітальної хірургії Туркменського державного медичного інституту                                                 |                                   |
| Берія Лаврентій Павлович                   | Грузинська РСР                        | Тбіліський-Сталінський                                | Союзу  | заступник голови Ради Міністрів СРСР, маршал СРСР | репресований 26.06.1953           |
| Бертель Ольга Андріївна                    | Гродненська область                   | Гродненський                                          | Союзу  | змінний майстер Гродненського шкіряного заводу № 4 |                                   |
| Беспалова Анісія Федорівна                 | Марійська АРСР                        | Сернурський                                           | Союзу  | слухач Ленінських курсів при ЦК ВКП(б) |                                   |
| Бечвая Кирило Георгійович                  | Грузинська РСР                        | Батумський                                            | Нац.   | 1-й секретар Аджарського обкому КП(б) Грузії | репресований 1952                 |
| Бєлан Роман Васильович                     | Кемеровська область                   | Сталінський                                           | Союзу  | директор Кузнецького металургійного комбінату імені Сталіна                                                                                            |                                   |
| Бєлих Ганна Григорівна                     | Кіровська область                     | Котельницький                                         | Союзу  | голова колгоспу «Колос» Котельницького району |                                   |
| Бєлобородов Опанас Павлантійович           | Військовий виборчий округ             |                                                       | Союзу  | командувач 39-ї армії, комендант Порт-Артура, генерал армії                                                                                            |                                   |
| Бєлов Павло Олексійович                    | Чкаловська область                    | Бузулуцький                                           | Союзу  | командувач військ Південно-Уральського військового округу, генерал-полковник                                                                           |                                   |
| Бєлоглазов Павло Никифорович               | Орловська область                     | Верховський                                           | Союзу  | начальник УМДБ по Орловській області |                                   |
| Бєлоусов Олексій Тимофійович               | Ставропольський край                  | Петровський                                           | Союзу  | директор Петровської МТС |                                   |
| Бєльченко Сергій Савич                     | Гродненська область                   | Волковиський                                          | Союзу  | міністр внутрішніх справ Білоруської РСР |                                   |
| Бєляєв Микола Ілліч                        | Алтайський край                       | Барнаульський міський                                 | Союзу  | 1-й секретар Алтайського крайкому ВКП(б) |                                   |
| Бєлянський Олександр Олександрович         | Куйбишевська область                  | Кіровський міський                                    | Союзу  | директор Куйбишевського механічного (авіаційного) заводу № 18, генерал-майор інженерно-авіаційної служби                                               |                                   |
| Бизов Олексій Петрович                     | Казахська РСР                         | Петропавлівський сільський                            | Нац.   | міністр держбезпеки Казахської РСР, генерал-майор |                                   |
| Биков Іван Тимофійович                     | Кіровська область                     | Кіровський міський                                    | Союзу  | 1-й секретар Кіровського обкому ВКП(б) |                                   |
| Биков Павло Борисович                      | Москва                                | Октябрьський                                          | Союзу  | токар Московського заводу шліфувальних верстатів |                                   |
| Бистрова Клавдія Дмитрівна                 | Якутська АРСР                         | Якутський                                             | Нац.   | лікар, завідувачка протитуберкульозного відділення Якутської республіканської лікарні                                                                  |                                   |
| Біганенко Никифор Ілліч                    | Військовий виборчий округ             |                                                       | Нац.   | командир полку, гвардії підполковник |                                   |
| Блаженов Віктор Григорович                 | Москва                                | Дзержинський                                          | Союзу  | старший машиніст депо Москва-Сортувальна Московсько-Рязанської залізниці                                                                               |                                   |
| Блінов Іван Петрович                       | Курганська область                    | Курганський                                           | Союзу  | старший машиніст Курганського депо Південно-Уральської залізниці                                                                                       |                                   |
| Блохін Микола Миколайович                  | РРФСР                                 | Горьковський                                          | Нац.   | директор і завідувач кафедри загальної хірургії Горьковського медичного інституту                                                                      | дообраний 8.07.1951               |
| Бобир Ілля Калинович                       | Єврейська автономна область           | Облученський сільський                                | Нац.   | машиніст паровоза депо станції Облуччя Амурської залізниці                                                                                             |                                   |
| Бобокаланов Пулат                          | Таджицька РСР                         | Ленінабадський сільський                              | Нац.   | голова колгоспу імені Сталіна Ленінабадського району                                                                                                   |                                   |
| Боборикін Анастас Лукич                    | Запорізька область                    | Запорізький перший                                    | Союзу  | директор Запорізького металургійного комбінату «Запоріжсталь»                                                                                          |                                   |
| Бобошина Наталія Мойсеївна                 | Свердловська область                  | Камишловський                                         | Союзу  | голова колгоспу «Зауралець» Богдановицького району |                                   |
| Богатир Захар Антонович                    | Житомирська область                   | Коростенський                                         | Союзу  | голова Житомирського облвиконкому |                                   |
| Богданов Микола Кузьмич                    | Московська область                    | Волоколамський                                        | Союзу  | начальник УМВС по Московській області |                                   |
| Богданов Семен Ілліч                       | Військовий виборчий округ             |                                                       | Союзу  | командувач бронетанкових і механізованих військ Збройних сил СРСР, маршал бронетанкових військ                                                         |                                   |
| Богданович Віктор Митрофанович             | Білоруська РСР                        | Слуцький                                              | Нац.   | бригадир тракторної бригади Рудобельської МТС Глуського району Мінської області                                                                        | дообраний 21.06.1953              |
| Боголюбов Микола Семенович                 | Киргизька РСР                         | Ошський                                               | Союзу  | 1-й секретар ЦК КП(б) Киргизії |                                   |
| Богомолов Михайло Антонович                | Сталінська область                    | Сталінський другий                                    | Союзу  | ректор Донецького політехнічного інституту, професор                                                                                                   | дообраний 24.05.1953              |
| Богославський Володимир Матвійович         | Сталінська область                    | Сталінський другий                                    | Союзу  | хірург Сталінської обласної центральної поліклініки, професор Сталінського медичного інституту                                                         | помер 16.03.1953                  |
| Божок Іван Єгорович                        | Приморський край                      | Ворошиловський                                        | Союзу  | шахтар-вибійник Артемівської шахти № 3Ц тресту «Сучануголь»                                                                                            |                                   |
| Бойкачов Григорій Мефодійович              | Великолуцька область                  | Великолуцький                                         | Союзу  | 1-й секретар Великолуцького обкому ВКП(б) |                                   |
| Бойцов Іван Павлович                       | Ставропольський край                  | Ставропольський                                       | Союзу  | 1-й секретар Ставропольського крайкому ВКП(б) |                                   |
| Боковелі Платон Семенович                  | Грузинська РСР                        | Чіатурський                                           | Нац.   | шахтар копальні імені Кагановича тресту «Чіатурмарганець» міста Чіатура                                                                                |                                   |
| Болдонова Ксенія Аполонівна                | національні округи                    | Усть-Ординський Бурят-Монгольський національний округ | Нац.   | голова колгоспу «Унгинский скотовод» села Закулей Нукутського аймаку                                                                                   |                                   |
| Болтенко Сава Панасович                    | Молдавська РСР                        | Бендерський                                           | Нац.   | голова колгоспу імені Сталіна |                                   |
| Большаков Дмитро Григорович                | Алтайський край                       | Бійський                                              | Союзу  | директор Барнаульського меланжевого комбінату |                                   |
| Бондар Іван Йосипович                      | Молдавська РСР                        | Окницький                                             | Нац.   | голова колгоспу імені Молотова Окницького району |                                   |
| Бондар Олексій Георгійович                 | Поліська область                      | Мозирський міський                                    | Союзу  | прокурор Білоруської РСР |                                   |
| Бондаренко Анатолій Степанович             | Латвійська РСР                        | Лудзенський                                           | Нац.   | начальник Латвійської залізниці |                                   |
| Боринський Данило Прокопович               | Тернопільська область                 | Тернопільський                                        | Союзу  | голова колгоспу «Заповіт Ілліча» Велико-Борківського району                                                                                            |                                   |
| Борисов Олександр Пилипович                | Челябінська область                   | Магнітогорський                                       | Союзу  | директор Магнітогорського металургійного комбінату імені Сталіна                                                                                       | дообраний 28.10.1951              |
| Борисов Семен Захарович                    | Якутська АРСР                         | Нюрбінський                                           | Нац.   | голова Ради Міністрів Якутської АРСР |                                   |
| Борков Геннадій Андрійович                 | Саратовська область                   | Саратовський-Сталінський                              | Союзу  | 1-й секретар Саратовського обкому ВКП(б) |                                   |
| Бочаров Іван Лазарович                     | Північно-Осетинська АРСР              | Моздоцький                                            | Нац.   | начальник дільниці контори буріння тресту «Малгобекнефть»                                                                                              |                                   |
| Бочкарьов Олександр Панкратович            | Ульяновська область                   | Ульяновський                                          | Союзу  | 1-й секретар Ульяновського обкому ВКП(б) |                                   |
| Бредюк Микола Никандрович                  | Чернігівська область                  | Щорський                                              | Союзу  | машиніст молотарки МК-1100 Березнянської МТС Менського району                                                                                          |                                   |
| Брежнєв Леонід Ілліч                       | Дніпропетровська область              | Ленінський                                            | Союзу  | 1-й секретар Дніпропетровського обкому КП(б) України                                                                                                   |                                   |
| Бриндін Петро Пилипович                    | Мордовська АРСР                       | Рибкинський                                           | Нац.   | голова колгоспу імені Челюскінців Рибкінського району                                                                                                  |                                   |
| Бровко Федір Григорович                    | Молдавська РСР                        | Бельцький міський                                     | Союзу  | голова Президії Верховної ради Молдавської РСР |                                   |
| Брума Юхим Микитович                       | Молдавська РСР                        | Сороцький                                             | Нац.   | завідувач дорожного відділу Сороцького райвиконкому |                                   |
| Бубновський Микита Дмитрович               | Київська область                      | Смілянський                                           | Союзу  | 1-й секретар Шполянського райкому КП(б) України |                                   |
| Будько Яків Калинович                      | Молодечненська область                | Поставський                                           | Союзу  | голова М'ядельського райвиконкому |                                   |
| Будьонний Семен Михайлович                 | Кам'янець-Подільська область          | Шепетівський                                          | Союзу  | командувач кавалерії Збройних сил СРСР, маршал СРСР |                                   |
| Буздін Василь Васильович                   | Брянська область                      | Новозибківський                                       | Союзу  | 1-й секретар Новозибківського райкому ВКП(б) | дообраний 6.08.1950               |
| Букін Михайло Панасович                    | Курська область                       | Валуйський                                            | Союзу  | директор Великомихайлівської МТС |                                   |
| Буков Єміліан Несторович                   | Молдавська РСР                        | Комратський                                           | Нац.   | письменник |                                   |
| Булавас Йонас Йонович                      | Литовська РСР                         | Кедайнський                                           | Нац.   | директор Литовської державної селекційної станції міста Дотнува                                                                                        |                                   |
| Булганін Микола Олександрович              | РРФСР                                 | Московський міський                                   | Нац.   | заступник голови Ради Міністрів СРСР, маршал СРСР |                                   |
| Булдигін Валентин Григорович               | Черкеська автономна область           | Черкеський міський                                    | Нац.   | начальник цеху Черкеського заводу «Молот» |                                   |
| Бурдаков Семен Миколайович                 | Іркутська область                     | Черемховський                                         | Союзу  | начальник Управління будівництва № 16 і Кітойського виправно-трудового табору МВС СРСР, генерал-лейтенант                                              |                                   |
| Буркацька Галина Євгенівна                 | Українська РСР                        | Уманський                                             | Нац.   | голова колгоспу імені Хрущова Черкаського району Київської області                                                                                     |                                   |
| Бутенко Григорій Прокопович                | Українська РСР                        | Красноградський                                       | Нац.   | міністр м'ясної і молочної промисловості Української РСР                                                                                               |                                   |
| Вавилов Сергій Іванович                    | Москва                                | Ленінський                                            | Союзу  | президент Академії наук СРСР | помер 25.01.1951                  |
| Вагапов Сабір Ахмедьянович                 | Башкирська АРСР                       | Дуванський                                            | Союзу  | 1-й секретар Башкирського обкому ВКП(б) |                                   |
| Вайчюнас Пятрас Йонович                    | Литовська РСР                         | Каунаський міський                                    | Нац.   | помічник майстра ткацького цеху Каунаської шовкоткацької фабрики «Кауно аудінай»                                                                       |                                   |
| Валєєв Ганій Нурмухаметович                | Башкирська АРСР                       | Туймазинський                                         | Союзу  | голова колгоспу «Кизил бабрак» Буздякського району |                                   |
| Валєєв Самігулл Хісматуллович              | Татарська АРСР                        | Кукморський                                           | Союзу  | директор Янильської МТС |                                   |
| Валігура Іван Трохимович                   | Сталінська область                    | Єнакіївський                                          | Союзу  | шахтар-вибійник шахти № 1/2 «Красний Октябрь» тресту «Орджонікідзевугілля» комбінату «Артемвугілля» міста Єнакієве                                     |                                   |
| Варницька Степанида Іванівна               | Чернівецька область                   | Чернівецький міський                                  | Союзу  | ткаля Чернівецької текстильної фабрики № 6 |                                   |
| Вартанян Єгіш Георгійович                  | Вірменська РСР                        | Єреванський-Молотовський                              | Нац.   | голова Єреванського міськвиконкому |                                   |
| Васалатій Олександра Савівна               | Українська РСР                        | Вінницький                                            | Нац.   | голова колгоспу імені Чапаєва Піщанського району |                                   |
| Василевська Ванда Львівна                  | Чернігівська область                  | Ніжинський                                            | Союзу  | письменниця |                                   |
| Василевська Віра Григорівна                | Смоленська область                    | Ярцевський                                            | Союзу  | старший агроном Сафоновської МТС |                                   |
| Василевський Олександр Михайлович          | РРФСР                                 | Воронезький                                           | Нац.   | міністр Збройних сил СРСР, маршал СРСР |                                   |
| Васильєв Олександр Михайлович              | Калінінська область                   | Ржевський                                             | Союзу  | начальник Калінінської залізниці | помер 2.01.1952                   |
| Васильєв Степан Інокентійович              | Якутська АРСР                         | Вілюйський                                            | Нац.   | голова колгоспу імені Молотова |                                   |
| Васильєв Федір Романович                   | Амурська область                      | Куйбишевський                                         | Союзу  | 1-й секретар Амурського обкому ВКП(б) |                                   |
| Васильєва Олена Василівна                  | Карело-Фінська РСР                    | Заріцький                                             | Нац.   | вчителька чоловічої середньої школи № 9 міста Петрозаводська                                                                                           |                                   |
| Васильєва Ольга Федорівна                  | Марійська АРСР                        | Волзький                                              | Нац.   | робітниця паперової фабрики Марійського паперового комбінату                                                                                           |                                   |
| Вахабов Мавлян Гафарович                   | Узбецька РСР                          | Ташкентський сільський                                | Союзу  | секретар ЦК КП(б) Узбекистану |                                   |
| Вахеоя Марія Юріївна                       | Естонська РСР                         | Вільяндський сільський                                | Нац.   | голова колгоспу «Есімене Май» Вільяндімаського повіту                                                                                                  |                                   |
| Вацек Іван Прокопович                      | Південно-Осетинська автономна область | Знаурський                                            | Нац.   | ветеран ВКП(б) | помер 27.03.1951                  |
| Ваш Іван Михайлович                        | Закарпатська область                  | Мукачівський                                          | Союзу  | секретар Закарпатського обкому КП(б) України |                                   |
| Везіров Сулейман Азад огли                 | Туркменська РСР                       | Небіт-Дагський                                        | Нац.   | начальник об'єднання «Туркменнафта» |                                   |
| Веймер Арнольд Тинувич                     | Естонська РСР                         | Ракверський                                           | Союзу  | голова Ради Міністрів Естонської РСР |                                   |
| Векілов Самед Вургун Юсіф огли             | Азербайджанська РСР                   | Кубинський                                            | Нац.   | поет, драматург, академік АН Азербайджанської РСР |                                   |
| Векілова Джеміле                           | Туркменська РСР                       | Чаршангинський                                        | Нац.   | вчителька початкової школи колгоспу імені Ворошилова Ходжамбаського району                                                                             |                                   |
| Величко Василь Миколайович                 | Чернівецька область                   | Хотинський                                            | Союзу  | голова колгоспу «Більшовик» села Круглик Хотинського району                                                                                            |                                   |
| Веліханова Сара Ібрагім кизи               | Азербайджанська РСР                   | Нахічеванський                                        | Союзу  | старший інженер цеху, начальник установки нафтопереробного заводу імені Вано Стуруа                                                                    |                                   |
| Велло Олександр Максимович                 | національні округи                    | Ямало-Ненецький національний округ                    | Нац.   | голова колгоспу імені Леніна Тазовського району |                                   |
| Венцлова Антанас Томасович                 | Литовська РСР                         | Алітуський                                            | Нац.   | письменник, доцент Каунаського державного університету                                                                                                 |                                   |
| Вердиш Дмитро Іванович                     | Молдавська РСР                        | Страшенський                                          | Нац.   | 1-й секретар Каларашського райкому КП(б) Молдавії |                                   |
| Веремчук Олександра Данилівна              | Ровенська область                     | Дубнівський                                           | Союзу  | помічник начальника політичного відділу Демидівської МТС з роботи серед жінок                                                                          |                                   |
| Веселіс Фелікс Феліксович                  | Латвійська РСР                        | Ілукстський                                           | Нац.   | голова колгоспу «Накотне» Акністського району |                                   |
| Вєтчинкін Кузьма Федорович                 | Молдавська РСР                        | Корнештський                                          | Нац.   | комендант прикордонної ділянки 20-го прикордонного загону, майор прикордонних військ МДБ                                                               |                                   |
| Винокуров Ілля Єгорович                    | Якутська АРСР                         | Якутський                                             | Союзу  | 1-й секретар Якутського обкому ВКП(б) |                                   |
| Вишневський Дмитро Костянтинович           | Таджицька РСР                         | Джилікульський                                        | Нац.   | міністр держбезпеки Таджицької РСР |                                   |
| Візгалова Євдокія Федорівна                | Узбецька РСР                          | Ташкентський-Орджонікідзевський міський               | Нац.   | ткаля 2-ї ткацької фабрики Ташкентського текстильного комбінату імені Сталіна                                                                          |                                   |
| Віткаускас Вінцас Юозович                  | Литовська РСР                         | Маріямпольський                                       | Союзу  | начальник військової кафедри Каунаського державного університету, генерал-лейтенант                                                                    |                                   |
| Владимирський Михайло Федорович            | РРФСР                                 | Горьковський                                          | Нац.   | голова Центральної ревізійної комісії ВКП(б) | помер 2.04.1951                   |
| Власов Михайло Калістратович               | Хабаровський край                     | Камчатський                                           | Союзу  | бригадир морського ставного невода Кіхчинського рибокомбінату Усть-Большерєцького району                                                               |                                   |
| Вовк Марія Федорівна                       | Волинська область                     | Володимир-Волинський                                  | Союзу  | голова колгоспу «Перемога» Устилузького району |                                   |
| Вокуєва Ольга Іванівна                     | Комі АРСР                             | Іжемський                                             | Нац.   | завідувачка молочнотоварної ферми колгоспу «Победа» села Діюр Іжемського району                                                                        |                                   |
| Волгіна Зінаїда Никифорівна                | Мордовська АРСР                       | Больше-Березниковський                                | Нац.   | вчителька |                                   |
| Волков Іван Олексійович                    | Тамбовська область                    | Тамбовський                                           | Союзу  | 1-й секретар Тамбовського обкому ВКП(б) |                                   |
| Волкова Ганна Олександрівна                | Киргизька РСР                         | Фрунзенський-Первомайський                            | Нац.   | завідувач кафедри часткової патології і терапії Киргизького сільськогосподарського інституту, кандидат ветеринарних наук                               |                                   |
| Волкова Марія Петрівна                     | Калінінська область                   | Кашинський                                            | Союзу  | голова колгоспу «Красное Тросухино» Кашинського району                                                                                                 |                                   |
| Волконська Марія Володимирівна             | Калінінська область                   | Калінінський міський                                  | Союзу  | ткаля Калінінської ткацької фабрики імені Ворошилова                                                                                                   |                                   |
| Володін Микола Павлович                    | Киргизька РСР                         | Пржевальський                                         | Нац.   | міністр держбезпеки Киргизької РСР |                                   |
| Волокітін Степан Федорович                 | Вологодська область                   | Велико-Устюзький                                      | Союзу  | голова колгоспу «Первое Мая» села Ворово Кічменгсько-Городецького району                                                                               | помер 28.03.1950                  |
| Волошин Іван Митрофанович                  | Харківська область                    | Ізюмський                                             | Союзу  | голова Харківського облвиконкому | помер 10.01.1954                  |
| Волошина Марія Яківна                      | Українська РСР                        | Кам'янець-Подільський                                 | Нац.   | вчителька, завідувачка Дяківської початкової школи Берездівського району                                                                               |                                   |
| Волчков Василь Васильович                  | Курська область                       | Касторненський                                        | Союзу  | голова Курського облвиконкому |                                   |
| Вольскіс Стасіс Антанович                  | Литовська РСР                         | Расейнський                                           | Нац.   | голова колгоспу імені Петраса Цвірка Юрбаркського повіту                                                                                               |                                   |
| Воробйов Володимир Ілліч                   | Кемеровська область                   | Прокоп'євський                                        | Союзу  | начальник комбінату «Кузбассуголь» |                                   |
| Вороков Люна Ордашукович                   | Кабардинська АРСР                     | Урванський                                            | Нац.   | голова колгоспу імені Сталіна Совєтського району |                                   |
| Воронов Геннадій Іванович                  | Читинська область                     | Читинський міський                                    | Союзу  | 1-й секретар Читинського обкому ВКП(б) |                                   |
| Ворончихін Семен Іванович                  | Удмуртська АРСР                       | Кезський                                              | Нац.   | директор Іжевського державного медичного інституту, лікар                                                                                              |                                   |
| Ворошилов Климент Єфремович                | Мінська область                       | Мінський міський                                      | Союзу  | заступник голови Ради Міністрів СРСР, маршал СРСР |                                   |
| Вотинцев Василь Петрович                   | Удмуртська АРСР                       | Воткінський                                           | Нац.   | голова Президії Верховної ради Удмуртської АРСР |                                   |
| Врубель Віра Вікентіївна                   | Кабардинська АРСР                     | Октябрський                                           | Нац.   | вчителька |                                   |
| Габдуллін Закій Габдуллович                | Татарська АРСР                        | Мензелінський                                         | Союзу  | голова колгоспу «Дамір» Актанишського району |                                   |
| Габдуллін Малік                            | Казахська РСР                         | Кокчетавський                                         | Нац.   | директор Інституту мови і літератури АН Казахської РСР                                                                                                 |                                   |
| Габітов Абдулла Гісматуллович              | Кабардинська АРСР                     | Сталінський                                           | Нац.   | міністр держбезпеки Кабардинської АРСР |                                   |
| Гавриленко Микола Георгійович              | Сталінська область                    | Ждановський                                           | Союзу  | директор Маріупольського металургійного заводу імені Ілліча                                                                                            |                                   |
| Гаврилюк Єфросинія Михайлівна              | Брестська область                     | Брестський                                            | Союзу  | голова виконкому Новосілківської сільської ради |                                   |
| Гаврищук Григорій Васильович               | Станіславська область                 | Коломийський                                          | Союзу  | голова Коломийського міськвиконкому |                                   |
| Гадлія Марія Володимирівна                 | Абхазька АРСР                         | Очемчирський                                          | Нац.   | завідувачка початкової школи села Тамиші Очамчирського району                                                                                          |                                   |
| Гадолієв Курбаншо                          | Таджицька РСР                         | Хорогський                                            | Нац.   | слухач Вищої партійної школи при ЦК ВКП(б) |                                   |
| Газзаєв Олексій Парсаданович               | Північно-Осетинська АРСР              | Алагірський                                           | Нац.   | голова Ради Міністрів Північно-Осетинської АРСР |                                   |
| Гайовий Антон Іванович                     | Ворошиловградська область             | Ворошиловський                                        | Союзу  | 1-й секретар Ворошиловградського обкому КП(б) України                                                                                                  |                                   |
| Гайовий Тимофій Володимирович              | Полтавська область                    | Полтавський                                           | Союзу  | директор Полтавського паровозоремонтного заводу |                                   |
| Галицький Кузьма Микитович                 | Львівська область                     | Городоцький                                           | Союзу  | командувач військ Прикарпатського військового округу, генерал-полковник                                                                                |                                   |
| Галкін Лев Федорович                       | Туркменська РСР                       | Кизил-Арватський                                      | Нац.   | міністр держбезпеки Туркменської РСР, полковник |                                   |
| Гапбаєв Іван Олександрович                 | Північно-Осетинська АРСР              | Дігорський                                            | Нац.   | 1-й секретар Дігорського райкому ВКП(б) |                                   |
| Гапій Дмитро Гаврилович                    | Чернівецька область                   | Чернівецький сільський                                | Союзу  | 1-й секретар Чернівецького обкому КП(б) України |                                   |
| Гарбенене Марія Юозівна                    | Литовська РСР                         | Шяуляйський міський                                   | Нац.   | закрійниця Шяуляйського шкіряно-взуттєвого комбінату «Ельіяс»                                                                                          |                                   |
| Гарєєв Муса Гайсинович                     | Башкирська АРСР                       | Бірський                                              | Нац.   | командир авіаційного полку, гвардії капітан |                                   |
| Гарібян Ребека Беніамінівна                | Вірменська РСР                        | Ечміадзинський                                        | Нац.   | голова колгоспу села Верхній Хатунарх Ечміадзинського району                                                                                           |                                   |
| Гармаєв Доржі Гармайович                   | Бурят-Монгольська АРСР                | Бічурський                                            | Нац.   | голова колгоспу імені Кірова улусу Харлун Бічурського аймаку                                                                                           |                                   |
| Гармаш Дарія Матвіївна                     | Рязанська область                     | Ряжський                                              | Союзу  | бригадир тракторної бригади Рибновської МТС Рибновського району                                                                                        |                                   |
| Гарцуєв Павло Миколайович                  | Ростовська область                    | Таганрозький                                          | Союзу  | начальник Північно-Кавказької залізниці | дообраний 29.03.1953              |
| Гасанов Гасан Мамед огли                   | Азербайджанська РСР                   | Ленкоранський                                         | Нац.   | секретар ЦК КП(б) Азербайджану з пропаганди і агітації                                                                                                 |                                   |
| Гафуров Бободжан Гафурович                 | Таджицька РСР                         | Сталінабадський сільський                             | Союзу  | 1-й секретар ЦК КП(б) Таджикистану |                                   |
| Гвішиані Михайло Максимович                | Куйбишевська область                  | Чапаєвський                                           | Союзу  | начальник УМДБ по Куйбишевській області, генерал-лейтенант                                                                                             |                                   |
| Гедвілас Мечисловас Олександрович          | Литовська РСР                         | Каунаський                                            | Союзу  | голова Ради Міністрів Литовської РСР |                                   |
| Гедегулов Мухаб Бідович                    | Черкеська автономна область           | Кувинський                                            | Нац.   | голова колгоспу «Вторая пятилетка» Кувинського району                                                                                                  |                                   |
| Гейдаров Назар Гейдар огли                 | Азербайджанська РСР                   | Сабірабадський                                        | Нац.   | голова Президії Верховної ради Азербайджанської РСР |                                   |
| Гейко Ганна Абрамівна                      | Казахська РСР                         | Павлодарський                                         | Нац.   | голова колгоспу «Веселый труд» Павлодарської області                                                                                                   |                                   |
| Генералов Федір Степанович                 | Московська область                    | Коломенський                                          | Союзу  | голова колгоспу імені Сталіна Луховицького району |                                   |
| Георгіу Наталія Костянтинівна              | Молдавська РСР                        | Кишиневський сільський                                | Нац.   | доцент Кишинівського державного медичного інституту |                                   |
| Герасимов Сергій Аполлінарійович           | Адигейська автономна область          | Майкопський міський                                   | Нац.   | кінорежисер, народний артист СРСР |                                   |
| Гірченко Євдокія Іванівна                  | Чернігівська область                  | Бахмацький                                            | Союзу  | вчителька школи села Шаповалівка Борзнянського району                                                                                                  |                                   |
| Гірченко Яків Архипович                    | Полтавська область                    | Миргородський                                         | Союзу  | голова колгоспу імені Сталіна Решетилівського району                                                                                                   |                                   |
| Гіталов Олександр Васильович               | Українська РСР                        | Кіровоградський                                       | Нац.   | бригадир тракторної бригади Мало-Помічнянської МТС Новоукраїнського району                                                                             |                                   |
| Глухих Андріан Максимович                  | Тюменська область                     | Тобольський                                           | Союзу  | головний агроном Тобольського районного відділу сільського господарства                                                                                |                                   |
| Говоров Леонід Олександрович               | Військовий виборчий округ             |                                                       | Нац.   | командувач військ протиповітряної оборони (ППО) СРСР, маршал СРСР                                                                                      |                                   |
| Гогітідзе Назіко Хасанівна                 | Аджарська АРСР                        | Кобулетський                                          | Нац.   | директор Мухаестатської середньої школи Кобулетського району                                                                                           |                                   |
| Гоглідзе Сергій Арсентійович               | Єврейська автономна область           | Облученський міський                                  | Нац.   | начальник УМДБ по Хабаровському краю | репресований .07.1953             |
| Гоголішвілі Мамія Олексійович              | Аджарська АРСР                        | Хулойський                                            | Нац.   | голова Ради Міністрів Аджарської АРСР |                                   |
| Гоголь Ганна Григорівна                    | Станіславська область                 | Станіславський                                        | Союзу  | завідувач Станіславського обласного відділу соціального забезпечення                                                                                   |                                   |
| Гогуа Василь Барнабович                    | Грузинська РСР                        | Батумський                                            | Союзу  | голова Президії Верховної ради Грузинської РСР |                                   |
| Годунов Сергій Васильович                  | Марійська АРСР                        | Звениговський                                         | Нац.   | міністр держбезпеки Марійської АРСР |                                   |
| Головатий Ферапонт Петрович                | Саратовська область                   | Балашовський                                          | Союзу  | голова колгоспу «Стахановец» Табуновської сільської ради Ново-Покровського району                                                                      | помер 25.07.1951                  |
| Головін Микола Михайлович                  | Ярославська область                   | Тутаєвський                                           | Союзу  | директор Чебаковської школи, член-кореспондент Академії педагогічних наук РРФСР                                                                        |                                   |
| Гольденберг Розалія Михайлівна             | Єврейська автономна область           | Біробіджанський                                       | Нац.   | головний лікар Біробіджанської міської лікарні |                                   |
| Гонтарєва Марія Григорівна                 | Чкаловська область                    | Чкаловський сільський                                 | Союзу  | директор насінницького радгоспу «Переволоцкий» |                                   |
| Гончаренко Сергій Степанович               | Хакаська автономна область            | Ширінський                                            | Нац.   | голова Хакаського облвиконкому |                                   |
| Горбатов Олександр Васильович              | Калінінградська область               | Черняховський                                         | Союзу  | командувач Повітряно-десантними військами СРСР, генерал армії                                                                                          |                                   |
| Горбачов Петро Георгійович                 | Карело-Фінська РСР                    | Кондопозький сільський                                | Нац.   | 1-й секретар Петровського райкому КП(б) Карело-Фінської РСР                                                                                            |                                   |
| Горбунов Тимофій Сазонович                 | Білоруська РСР                        | Поставський                                           | Нац.   | секретар ЦК КП(б) Білорусії | дообраний 28.12.1952              |
| Горбушин Іван Данилович                    | Удмуртська АРСР                       | Глазовський                                           | Союзу  | міністр сільського господарства Удмуртської АРСР |                                   |
| Горгонов Іван Іванович                     | Московська область                    | Каширський                                            | Союзу  | начальник УМДБ по Московській області |                                   |
| Горкін Олександр Федорович                 | Чуваська АРСР                         | Канашський                                            | Нац.   | секретар Президії Верховної ради СРСР |                                   |
| Горошко Василь Якович                      | Кам'янець-Подільська область          | Кам'янець-Подільський                                 | Союзу  | завідувач кафедри математики Кам'янець-Подільського педагогічного інституту, кандидат математичних наук                                                |                                   |
| Горячев Ілля Костянтинович                 | Марійська АРСР                        | Юрінський                                             | Нац.   | голова колгоспу «Искра» Шудугужської сільської ради Кілемарського району                                                                               | помер 3.03.1952                   |
| Готчієв Олексій Павлович                   | Карело-Фінська РСР                    | Медвежегорський                                       | Нац.   | бригадир поточної бригади Лобського лісопункту Медвежегорського ліспромгоспу                                                                           |                                   |
| Грабін Василь Гаврилович                   | Горьковська область                   | Горьковський-Свердловський                            | Союзу  | начальник і головний конструктор науково-дослідного артилерійського інституту, генерал-полковник технічних військ                                      |                                   |
| Гребенник Кузьма Євдокимович               | Тернопільська область                 | Бучацький                                             | Союзу  | начальник прикордонних військ МДБ Українського округу, генерал-майор                                                                                   |                                   |
| Гребенщиков Ілля Васильович                | Ленінград                             | Московський                                           | Союзу  | академік АН СРСР, хімік і технолог | помер 8.02.1953                   |
| Греков Борис Дмитрович                     | РРФСР                                 | Ростовський                                           | Нац.   | директор Інституту слов'янознавства, академік АН СРСР                                                                                                  | помер 9.09.1953                   |
| Грецька Лідія Андріївна                    | Полоцька область                      | Полоцький                                             | Союзу  | голова колгоспу «Красный пахарь» |                                   |
| Гречко Андрій Антонович                    | Київська область                      | Димерський                                            | Союзу  | командувач військ Київського військового округу, генерал-полковник                                                                                     |                                   |
| Гречуха Михайло Сергійович                 | Тернопільська область                 | Бережанський                                          | Союзу  | голова Президії Верховної ради Української РСР |                                   |
| Гриб Степанида Іванівна                    | Горно-Алтайська автономна область     | Горно-Алтайський                                      | Нац.   | головний зоотехнік Горно-Алтайського обласного земельного відділу                                                                                      |                                   |
| Грибовська Акулина Оксентіївна             | Вітебська область                     | Оршанський                                            | Союзу  | робітниця Оршанського льонокомбінату |                                   |
| Григорян Акоп Сіраканович                  | Вірменська РСР                        | Нор-Баязетський                                       | Нац.   | голова колгоспу «Кармір Октембер» села Ацарат Нор-Баязетського району                                                                                  |                                   |
| Григорян Берсабе Олександрівна             | Вірменська РСР                        | Беріївський                                           | Нац.   | 1-й секретар Сталінського райкому КП(б) Вірменії міста Єревана                                                                                         |                                   |
| Григорян Ваган Григорович                  | Аджарська АРСР                        | Батумі-Фрунзенський                                   | Нац.   | голова зовнішньополітичної комісії ЦК ВКП(б) |                                   |
| Гриза Олексій Андріанович                  | Київська область                      | Бориспільський                                        | Союзу  | 1-й секретар Київського обкому КП(б) України |                                   |
| Гринько Федір Митрофанович                 | Алтайський край                       | Ребрихинський                                         | Союзу  | голова колгоспу імені Молотова Шипуновського району |                                   |
| Гриценко Олександр Васильович              | Черкеська автономна область           | Ікон-Халковський                                      | Нац.   | 2-й секретар Ставропольського крайкому ВКП(б) |                                   |
| Гришин Віктор Васильович                   | Московська область                    | Орєхово-Зуєвський                                     | Союзу  | 2-й секретар Московського обкому КПРС | дообраний 26.07.1953              |
| Гришин Іван Тимофійович                    | Сталінградська область                | Сталінградський міський                               | Союзу  | 1-й секретар Сталінградського обкому ВКП(б) |                                   |
| Гришин Костянтин Миколайович               | Великолуцька область                  | Опочецький                                            | Союзу  | голова Великолуцького облвиконкому |                                   |
| Гришко Григорій Єлисейович                 | Херсонська область                    | Херсонський                                           | Союзу  | 1-й секретар Херсонського обкому КП(б) України |                                   |
| Грушецький Іван Самійлович                 | Українська РСР                        | Львівський                                            | Нац.   | 1-й секретар Львівського обкому КП(б) України |                                   |
| Губін Володимир Володимирович              | Кемеровська область                   | Осинніковський                                        | Союзу  | начальник УМВС по Кемеровській області, генерал-майор                                                                                                  |                                   |
| Гугучія Олександр Іларіонович              | Дагестанська АРСР                     | Махачкалинський сільський                             | Нац.   | міністр держбезпеки Дагестанської АРСР |                                   |
| Гудирьов Панас Миколайович                 | національні округи                    | Ненецький національний округ                          | Нац.   | 1-й секретар Ненецького окружкому ВКП(б) |                                   |
| Гулакян Армен Карапетович                  | Вірменська РСР                        | Іджеванський                                          | Нац.   | директор і головний режисер Вірменського державного драматичного театру імені Сундукяна                                                                |                                   |
| Гуляєв Матвій Трохимович                   | Новгородська область                  | Боровицький                                           | Союзу  | голова колгоспу «Буденновец» Боровицького району |                                   |
| Гуляєв Прокоп Васильович                   | Якутська АРСР                         | Алданський                                            | Нац.   | вибійник копальні «Нижній Куранах» тресту «Якутзолото»                                                                                                 |                                   |
| Гумаров Зулкарнай                          | Казахська РСР                         | Гур'ївський                                           | Союзу  | голова колгоспу «ІІІ Интернационал» Гур'ївської області                                                                                                |                                   |
| Гунібеков Мамед                            | Туркменська РСР                       | Ташаузький                                            | Нац.   | 1-й секретар Ташаузького обкому КП(б) Туркменії |                                   |
| Гуніна Любов Миколаївна                    | Ярославська область                   | Ярославський сільський                                | Союзу  | голова колгоспу «Красный коллективист» Некрасовського району                                                                                           |                                   |
| Гусаров Микола Іванович                    | Гомельська область                    | Гомельський міський                                   | Союзу  | 1-й секретар ЦК КП(б) Білорусії |                                   |
| Гусєв Микола Іванович                      | Військовий виборчий округ             |                                                       | Союзу  | командувач Окремої механізованої армії, генерал-полковник                                                                                              |                                   |
| Гусятникова Парасковія Василівна           | Київська область                      | Київський-Молотовський                                | Союзу  | начальник цеху № 5 Київського заводу «Укркабель» |                                   |
| Гутова Камсір Хасетівна                    | Кабардинська АРСР                     | Прималкинський                                        | Нац.   | завідувач відділу по роботі серед жінок Прималкинського райкому ВКП(б)                                                                                 |                                   |
| Гучмазов Іван Максимович                   | Північно-Осетинська АРСР              | Затеречний                                            | Нац.   | начальник цеху заводу «Электроцинк» |                                   |
| Давітадзе Дауд Алійович                    | Аджарська АРСР                        | Шаухевський                                           | Нац.   | голова Президії Верховної Ради Аджарської АРСР |                                   |
| Дамаскін Василь Никифорович                | Молдавська РСР                        | Єдинецький                                            | Нац.   | начальник Головного управління сільського і колгоспного будівництва при РМ Молдавської РСР                                                             |                                   |
| Дамберг Вольдемар Францевич                | Латвійська РСР                        | Мадонський                                            | Нац.   | командувач 29-ї окремої гвардійської стрілецької бригади, генерал-майор                                                                                |                                   |
| Данзанов Тогочі Данзанович                 | Бурят-Монгольська АРСР                | Джидинський                                           | Нац.   | заступник голови колгоспу імені Тельмана улусу Жергалантуй Селенгінського аймаку                                                                       |                                   |
| Данилова Лідія Петрівна                    | Українська РСР                        | Миколаївський                                         | Нац.   | завідувачка Новобузької початкової школи № 2 |                                   |
| Даніялов Абдурахман Даніялович             | Дагестанська АРСР                     | Буйнакський                                           | Союзу  | 1-й секретар Дагестанського обкому ВКП(б) |                                   |
| Дгебуадзе Ніна Калістратівна               | Грузинська РСР                        | Зугдідський                                           | Нац.   | старший науковий співробітник Зугдідської філії Всесоюзного НДІ чаю і субтропічних культур                                                             |                                   |
| Деглавс Арнольд Фрідрихович                | Латвійська РСР                        | Задвінський                                           | Нац.   | голова Ризького міськвиконкому |                                   |
| Деглавс Фріціс Юрійович                    | Латвійська РСР                        | Абренський                                            | Нац.   | голова Держплану при РМ Латвійської РСР |                                   |
| Дейкун Микола Олексійович                  | Новосибірська область                 | Купинський                                            | Союзу  | 1-й секретар Купинського райкому ВКП(б) |                                   |
| Делба Михайло Костянтинович                | Абхазька АРСР                         | Гудаутський                                           | Нац.   | голова Ради Міністрів Абхазької АРСР |                                   |
| Дербінов Василь Микитович                  | Вологодська область                   | Вологодський                                          | Союзу  | 1-й секретар Вологодського обкому ВКП(б) |                                   |
| Дєдов Опанас Лук'янович                    | Білоруська РСР                        | Вітебський                                            | Нац.   | заступник завідувача відділу партійних, профспілкових і комсомольських органів ЦК ВКП(б)                                                               |                                   |
| Джалілов Раджаб Алі                        | Таджицька РСР                         | Бальджуанський                                        | Нац.   | начальник політвідділу військкомату Таджицької РСР |                                   |
| Джаналієв Кадирали                         | Киргизька РСР                         | Токтогульський                                        | Нац.   | 1-й секретар Джалал-Абадського обкому КП(б) Киргизії                                                                                                   |                                   |
| Джанджгава Володимир Миколайович           | Грузинська РСР                        | Самтредський                                          | Нац.   | командир 10-ї гвардійської гірсько-стрілецької дивізії Закавказького військового округу, генерал-майор                                                 |                                   |
| Джафаров Алі Асад огли                     | Нахічеванська АРСР                    | Джульфинський                                         | Нац.   | начальник Азербайджанської залізниці |                                   |
| Джафаров Маїл Ісмаїл огли                  | Азербайджанська РСР                   | Казахський                                            | Нац.   | голова виконкому Янихлінської сільської ради Таузського району                                                                                         |                                   |
| Джафарова Зарбаф                           | Дагестанська АРСР                     | Ахтинський                                            | Нац.   | голова колгоспу «Правда» Касумкентського району |                                   |
| Джумаєв Сайдалі                            | Таджицька РСР                         | Таджикабадський                                       | Нац.   | 1-й секретар Таджикабадського райкому КП(б) Таджикистану                                                                                               |                                   |
| Джумаєва Махпірат                          | Узбецька РСР                          | Каршинський                                           | Нац.   | голова колгоспу «Худжум» Каршинського району Кашкадар'їнської області                                                                                  |                                   |
| Джуманазаров Матеке                        | Кара-Калпацька АРСР                   | Кегейлінський                                         | Нац.   | голова Президії Верховної Ради Кара-Калпацької АРСР |                                   |
| Джураєв Мухидін                            | Таджицька РСР                         | Захматабадський                                       | Нац.   | голова колгоспу імені Маленкова Захматабадського району                                                                                                |                                   |
| Дзокаєв Костянтин Хаматканович             | Північно-Осетинська АРСР              | Ленінський                                            | Нац.   | директор Північно-Осетинського науково-дослідного інституту історії, мови і літератури, доктор економічних наук                                        |                                   |
| Дикань Василь Павлович                     | Харківська область                    | Харківський-Краснозаводський                          | Союзу  | токар Харківського тракторного заводу імені Серго Орджонікідзе                                                                                         |                                   |
| Дікамбаєв Кази Дікамбайович                | Киргизька РСР                         | Базар-Курганський                                     | Нац.   | секретар ЦК КП(б) Киргизії |                                   |
| Дінмухаметов Галей Афзалетдінович          | Татарська АРСР                        | Ново-Шешмінський                                      | Нац.   | голова Президії Верховної ради Татарської АРСР | помер 20.08.1951                  |
| Діордіца Олександр Пилипович               | Молдавська РСР                        | Флорештський                                          | Нац.   | міністр фінансів Молдавської РСР |                                   |
| Длугашевський Костянтин Наумович           | Білоруська РСР                        | Мінський міський                                      | Нац.   | голова Мінського міськвиконкому |                                   |
| Добронравіна Пелагія Іванівна              | Ленінградська область                 | Кінгісепський                                         | Союзу  | директор Волосовської середньої школи |                                   |
| Додхудоєв Назаршо                          | Горно-Бадахшанська автономна область  | Мургабський                                           | Нац.   | голова Горно-Бадахшанського облвиконкому |                                   |
| Додь Феодосій Леонтійович                  | Українська РСР                        | Ровенський                                            | Нац.   | голова Ровенського облвиконкому |                                   |
| Долгих Іван Ілліч                          | Казахська РСР                         | Алма-Атинський сільський                              | Нац.   | міністр внутрішніх справ Казахської РСР, генерал-лейтенант                                                                                             |                                   |
| Домахіна Марія Олексіївна                  | Горьковська область                   | Лукоянівський                                         | Союзу  | голова колгоспу |                                   |
| Донець Оксана Петрівна                     | Харківська область                    | Богодухівський                                        | Союзу  | дільничний агроном Лютівської МТС Золочівського району                                                                                                 |                                   |
| Доржулдай Монгуш Омбу                      | Тувинська автономна область           | Чаданський                                            | Нац.   | голова колгоспу імені Сталіна Дзун-Хемчицького району                                                                                                  |                                   |
| Доспаєва Балганим Нуртасівна               | Казахська РСР                         | Гур'ївський                                           | Нац.   | майстер з видобутку нафти промислу «Байчунас» |                                   |
| Дрампян Каріне Мелконівна                  | Вірменська РСР                        | Єреванський-Спандарянський                            | Нац.   | вчителька школи |                                   |
| Дружинін Володимир Миколайович             | Тернопільська область                 | Чортківський                                          | Союзу  | 1-й секретар Тернопільського обкому КП(б) України |                                   |
| Дубінкін Павло Семенович                   | Пензенська область                    | Сердобський                                           | Союзу  | 1-й секретар Сердобського райкому ВКП(б) | дообраний 1.07.1951               |
| Дубковецький Федір Іванович                | Київська область                      | Уманський                                             | Союзу  | голова колгоспу «Здобуток Жовтня» Тальнівського району                                                                                                 |                                   |
| Дубровіна Людмила Вікторівна               | Рязанська область                     | Чаплигінський                                         | Союзу  | заступник міністра освіти Російської РФСР |                                   |
| Дудінов Олімпій Аврамович                  | Киргизька РСР                         | Ошський сільський                                     | Нац.   | завідувач кафедри очних хворіб Киргизького державного медичного інституту                                                                              |                                   |
| Дунц Альберт Адамович                      | Латвійська РСР                        | Бауський                                              | Нац.   | 1-й секретар Бауського райкому КП(б) Латвії |                                   |
| Дурдиєва Бернагуль                         | Туркменська РСР                       | Іолотанський                                          | Нац.   | голова виконкому сільської ради Іолотанського району Марийської області                                                                                |                                   |
| Духанін Юхим Іванович                      | Ростовська область                    | Шахтинський                                           | Союзу  | шахтар, машиніст врубової машини шахти імені ОГПУ |                                   |
| Дюдяєв Микола Васильович                   | Рязанська область                     | Сасовський                                            | Союзу  | голова колгоспу імені Сталіна Шацького району |                                   |
| Егнаташвілі Василь Якович                  | Грузинська РСР                        | Горійський                                            | Союзу  | секретар Президії Верховної ради Грузинської РСР | репресований .05.1953             |
| Еолян Рубен Осипович                       | Вірменська РСР                        | Ахтинський                                            | Нац.   | професор Єреванського державного медичного інституту, хірург                                                                                           |                                   |
| Еренбург Ілля Григорович                   | Латвійська РСР                        | Сталінський                                           | Нац.   | письменник |                                   |
| Ерсариєв Оразгельди                        | Туркменська РСР                       | Ільялінський                                          | Нац.   | голова колгоспу імені Тельмана Ленінського району Ташаузької області                                                                                   |                                   |
| Євдокимова Олександра Іванівна             | Костромська область                   | Костромський                                          | Союзу  | голова колгоспу «Пятилетка» Костромського району |                                   |
| Єгоров Іван Степанович                     | Московська область                    | Дмитровський                                          | Союзу  | голова колгоспу «Победа» села Настасьїно Дмитровського району                                                                                          |                                   |
| Єгоров Олександр Миколайович               | Брянська область                      | Брянський                                             | Союзу  | 1-й секретар Брянського обкому ВКП(б) |                                   |
| Єгоров Олексій Андрійович                  | Калінінградська область               | Калінінградський сільський                            | Союзу  | голова Калінінградського облвиконкому |                                   |
| Єлькіна Ганна Михайлівна                   | Комі АРСР                             | Сиктивдінський                                        | Нац.   | голова Президії Верховної ради Комі АРСР |                                   |
| Ємельянов Іван Абрамович                   | Горьковська область                   | Семенівський                                          | Союзу  | голова колгоспу імені Тімірязєва Городецького району                                                                                                   |                                   |
| Ємельянов Олександр Йосипович              | Сахалінська область                   | Холмський                                             | Союзу  | голова Сахалінського облвиконкому | помер 24.06.1953                  |
| Ємельянов Степан Федорович                 | Азербайджанська РСР                   | Степанакертський                                      | Союзу  | міністр держбезпеки Азербайджанської РСР, генерал-майор                                                                                                |                                   |
| Ємцов Василь Якович                        | Узбецька РСР                          | Турткульський                                         | Нац.   | заступник голови Президії Верховної ради Узбецької РСР                                                                                                 |                                   |
| Єнютін Георгій Васильович                  | Запорізька область                    | Пологський                                            | Союзу  | 1-й секретар Запорізького обкому КП(б) України |                                   |
| Єпішев Олексій Олексійович                 | Одеська область                       | Котовський                                            | Союзу  | 1-й секретар Одеського обкому КП(б) України |                                   |
| Єременко Андрій Іванович                   | РРФСР                                 | Новосибірський                                        | Нац.   | командувач військ Західно-Сибірського військового округу, генерал армії                                                                                |                                   |
| Єрікеєв Ахмед Фазилович                    | Татарська АРСР                        | Зеленодольський                                       | Союзу  | письменник, голова правління Спілки письменників Татарської АРСР                                                                                       |                                   |
| Єрлепесов Мухамеджан Ногайович             | Казахська РСР                         | Чимкентський сільський                                | Союзу  | 1-й секретар Південно-Казахстанського обкому КП(б) Казахстану                                                                                          | повноваження припинені 18.02.1953 |
| Єрмеков Байбек                             | Казахська РСР                         | Чимкентський сільський                                | Нац.   | голова колгоспу «Кзил-Аскер» Келеського району Південно-Казахстанської області                                                                         |                                   |
| Єршова Тамара Іванівна                     | Комі АРСР                             | Кожвинський                                           | Нац.   | секретар ЦК ВЛКСМ |                                   |
| Єфимчук-Дячук Уляна Василівна              | Ровенська область                     | Ровенський                                            | Союзу  | слухач Вищої партійної школи при ЦК КП(б)У |                                   |
| Єфімов Олександр Павлович                  | Хабаровський край                     | Хабаровський міський                                  | Союзу  | 1-й секретар Хабаровського крайкому ВКП(б) |                                   |
| Єфімова Віра Григорівна                    | Чуваська АРСР                         | Урмарський                                            | Нац.   | лікар, заступник міністра охорони здоров'я Чуваської АРСР                                                                                              |                                   |
| Єфремов Леонід Миколайович                 | Куйбишевська область                  | Сизранський                                           | Союзу  | голова Куйбишевського облвиконкому | дообраний 24.06.1951              |
| Єфремов Олександр Іларіонович              | Московська область                    | Єгор'євський                                          | Союзу  | заступник голови Ради Міністрів СРСР | помер 23.11.1951                  |
| Жанбаєв Сагалбай                           | Казахська РСР                         | Амангельдинський                                      | Нац.   | 1-й секретар Кустанайського обкому КП(б) Казахстану |                                   |
| Жапаков Науруз                             | Кара-Калпацька АРСР                   | Турткульський міський                                 | Нац.   | голова Ради Міністрів Кара-Калпацької АРСР |                                   |
| Жардан Дмитро Прокопович                   | Молдавська РСР                        | Ніспоренський                                         | Нац.   | голова колгоспу імені Котовського Ніспоренського району                                                                                                |                                   |
| Жданов Леонід Панасович                    | Ростовська область                    | Ростовський сільський                                 | Союзу  | селекціонер, науковий керівник Донської зональної селекційної дослідної станції олійних культур, академік ВАСГНІЛ                                      |                                   |
| Жданова Ніна Олександрівна                 | Архангельська область                 | Котласький                                            | Союзу  | вчителька Лімендської середньої школи № 1 міста Котласа                                                                                                |                                   |
| Жегалін Іван Кузьмич                       | Грозненська область                   | Грозненський міський                                  | Союзу  | 1-й секретар Грозненського обкому ВКП(б) |                                   |
| Жибуркус Іван Йосипович                    | Литовська РСР                         | Каунаський сільський                                  | Нац.   | командувач 16-ї Литовської стрілецької дивізії, генерал-майор артилерії                                                                                |                                   |
| Жигарєв Павло Федорович                    | Військовий виборчий округ             |                                                       | Нац.   | головнокомандувач Військово-повітряних сил СРСР, генерал-полковник авіації                                                                             |                                   |
| Жилянін Яким Олександрович                 | Білоруська РСР                        | Климовицький                                          | Нац.   | голова Могильовського облвиконкому |                                   |
| Жубаназарова Сарсенкуль                    | Казахська РСР                         | Кзил-Ординський                                       | Нац.   | ветеринарний технік Тереньузякської центральної зооветдільниці                                                                                         |                                   |
| Жуков Георгій Костянтинович                | Свердловська область                  | Ірбітський                                            | Союзу  | командувач військ Уральського військового округу, маршал СРСР                                                                                          |                                   |
| Жуков Костянтин Павлович                   | Воронезька область                    | Семилуцький                                           | Союзу  | 1-й секретар Воронезького обкому ВКП(б) |                                   |
| Журавльов Олексій Петрович                 | Московська область                    | Електростальський                                     | Союзу  | сталевар заводу «Електросталь» |                                   |
| Журжіу Федір Степанович                    | Молдавська РСР                        | Бельцький                                             | Нац.   | начальник цеху Бельцького млинзаводу № 7 |                                   |
| Загафуранов Файзрахман Загафуранович       | Башкирська АРСР                       | Бєлоріцький                                           | Нац.   | 1-й секретар Баймакського райкому ВКП(б) |                                   |
| Заговельєв Олександр Петрович              | Казахська РСР                         | Петропавловський міський                              | Нац.   | 1-й заступник голови Ради Міністрів Казахської РСР |                                   |
| Задоєнко Іван Кирилович                    | Кабардинська АРСР                     | Прохладненський                                       | Нац.   | |                                   |
| Заїкін Іван Михайлович                     | Латвійська РСР                        | Єлгавський                                            | Нац.   | 1-й секретар Єлгавського райкому КП(б) Латвії |                                   |
| Зайцев Василь Васильович                   | Чуваська АРСР                         | Чкаловський                                           | Нац.   | голова колгоспу імені Ворошилова Яльчикського району                                                                                                   |                                   |
| Закурдаєв Василь Іванович                  | Барановицька область                  | Барановицький                                         | Союзу  | секретар ЦК КП(б) Білорусії |                                   |
| Закурдаєв Олександр Семенович              | Мордовська АРСР                       | Атяшевський                                           | Нац.   | бригадир тракторної бригади Чухальської МТС Козловського району                                                                                        |                                   |
| Замбахідзе Григорій Никифорович            | Грузинська РСР                        | Тбіліський міський                                    | Нац.   | 2-й секретар Тбіліського міськкому КП(б) Грузії |                                   |
| Зарінь Вероніка Кіндратівна                | Латвійська РСР                        | Пролетарський                                         | Нац.   | начальник цеху Ризького м'ясоконсервного заводу |                                   |
| Звієдріс Мірдза Едуардівна                 | Латвійська РСР                        | Кулдигський                                           | Нац.   | директор Кулдігської МТС |                                   |
| Зимінь Марта Янівна                        | Латвійська РСР                        | Ризький сільський                                     | Нац.   | голова колгоспу імені 1-го Травня Сігулдського району                                                                                                  |                                   |
| Зимовець Серафим Микитович                 | Ростовська область                    | Сальський                                             | Союзу  | голова колгоспу імені Сталіна Сальського району |                                   |
| Зимянін Михайло Васильович                 | Білоруська РСР                        | Молодечненський                                       | Нац.   | 2-й секретар ЦК КП(б) Білорусії |                                   |
| Зоделава Івліан Самсонович                 | Абхазька АРСР                         | Гальський центральний                                 | Нац.   | 1-й секретар ЦК ЛКСМ Грузії |                                   |
| Зуєва Тетяна Михайлівна                    | Калінінська область                   | Бежецький                                             | Союзу  | заступник голови Ради Міністрів Російської РФСР |                                   |
| Ібрагімов Джунус                           | Кара-Калпацька АРСР                   | Турткульський сільський                               | Нац.   | 1-й секретар Турткульського міськкому КП(б) Узбекистану                                                                                                |                                   |
| Ібрагімов Мірза Аждар огли                 | Азербайджанська РСР                   | Нухинський                                            | Нац.   | заступник голови Ради Міністрів Азербайджанської РСР, письменник, голова Спілки радянських письменників Азербайджану, академік АН Азербайджанської РСР |                                   |
| Ібрагімова Хатима Ахмедзянівна             | Татарська АРСР                        | Казанський сільський                                  | Нац.   | вчителька школи № 49 Кіровського району міста Казані                                                                                                   |                                   |
| Іванов Василь Іванович                     | Хабаровський край                     | Хабаровський сільський                                | Союзу  | голова Хабаровського крайвиконкому |                                   |
| Іванов Ілля Іванович                       | Сумська область                       | Сумський                                              | Союзу  | слухач курсів перепідготовки при ЦК ВКП(б) |                                   |
| Іванов Олексій Андрійович                  | Башкирська АРСР                       | Черніковський                                         | Союзу  | завідувач Охлебінінської лікарні Іглінського району |                                   |
| Іванов Соломон Матвійович                  | Бурят-Монгольська АРСР                | Улан-Уденський сільський                              | Союзу  | голова Ради Міністрів Бурят-Монгольської АРСР |                                   |
| Іванов Яніс Андрійович                     | Латвійська РСР                        | Даугавпілський                                        | Союзу  | голова правління Спілки композиторів Латвійської РСР, композитор, диригент                                                                             |                                   |
| Іванова Антоніна Дементіївна               | Кемеровська область                   | Маріїнський                                           | Союзу  | голова виконкому Ял-Боріковської сільської ради Іжморського району                                                                                     |                                   |
| Іванова Ганна Федорівна                    | Калузька область                      | Кіровський                                            | Союзу  | вчителька Барятинської середньої школи |                                   |
| Іванова Марія Іванівна                     | Чуваська АРСР                         | Цивільський                                           | Нац.   | голова виконкому Нижньо-Кібексинської сільської ради Цивільського району                                                                               |                                   |
| Івашутін Петро Іванович                    | Вінницька область                     | Козятинський                                          | Союзу  | міністр держбезпеки Української РСР, генерал-лейтенант                                                                                                 | дообраний 7.12.1952               |
| Ігнатенко Григорій Миколайович             | Пінська область                       | Пінський                                              | Союзу  | 1-й секретар Ленінського райкому КП(б) Білорусії |                                   |
| Ігнатов Микола Григорович                  | Краснодарський край                   | Краснодарський міський                                | Союзу  | 1-й секретар Краснодарського крайкому ВКП(б) |                                   |
| Ігнатов Степан Андрійович                  | Амурська область                      | Сковородинський                                       | Союзу  | голова Амурського облвиконкому |                                   |
| Ігнатьєв Семен Денисович                   | Узбецька РСР                          | Самаркандський міський                                | Союзу  | секретар Середньоазіатського Бюро ЦК ВКП(б) і уповноважений ЦК ВКП(б) по Узбецькій РСР                                                                 |                                   |
| Ієвлєв Василь Васильович                   | Черкеська автономна область           | Черкеський сільський                                  | Нац.   | 1-й секретар Черкеського обкому ВКП(б) |                                   |
| Іллісон Леонхард Фрідріх Адович            | Естонська РСР                         | Харьюський західний                                   | Нац.   | голова Естонської республіканської ради профспілок |                                   |
| Ільюшин Сергій Володимирович               | Мордовська АРСР                       | Рузаєвський                                           | Нац.   | головний конструктор ОКБ авіаційного заводу імені Менжинського                                                                                         |                                   |
| Іманалієв Абулмаджин                       | Киргизька РСР                         | Ляйлякський                                           | Нац.   | завідувач адміністративного відділу ЦК КП(б) Киргизії; 1-й секретар Ошського обкому КП(б) Киргизії                                                     |                                   |
| Іманалієв Шадикан                          | Киргизька РСР                         | Баликчинський                                         | Нац.   | 1-й секретар Іссик-Кульського обкому КП(б) Киргизії |                                   |
| Імнадзе Акакій Габріелович                 | Південно-Осетинська автономна область | Сталінірський міський                                 | Нац.   | 1-й секретар Південно-Осетинського обкому КП(б) Грузії                                                                                                 |                                   |
| Іргужиєва Багіла Тулегенівна               | Казахська РСР                         | Актюбинський                                          | Союзу  | директор Магаджанівського радгоспу |                                   |
| Ісабекова Зейне                            | Казахська РСР                         | Туркестанський                                        | Союзу  | робітниця Ачисайського поліметалічного комбінату Південно-Казахстанської області                                                                       |                                   |
| Ісаєв Магомед Ісайович                     | Дагестанська АРСР                     | Андалалський                                          | Нац.   | голова колгоспу імені Молотова Акушинського району |                                   |
| Ісак Карл Оттович                          | Естонська РСР                         | Вируський східний                                     | Нац.   | бригадир рільничої бригади радгоспу «Симерпалу» Вируського повіту                                                                                      |                                   |
| Іскандаров Джурабек                        | Таджицька РСР                         | Файзабадський                                         | Нац.   | завідувач транспортного відділу ЦК КП(б) Таджикистану                                                                                                  |                                   |
| Іслам-заде Іслам Мамедович                 | Азербайджанська РСР                   | Євлахський                                            | Нац.   | начальник будівництва Мінгечаурської ГЕС |                                   |
| Ішантураєва Сара                           | Узбецька РСР                          | Чимбайський                                           | Нац.   | актриса Державного узбецького театру драми імені Хамзи                                                                                                 |                                   |
| Ішханов Сергій Мартинович                  | Грузинська РСР                        | Ахалкалакський                                        | Нац.   | заступник голови Ради Міністрів Грузинської РСР |                                   |
| Кабанов Павло Андрійович                   | Узбецька РСР                          | Каршинський                                           | Союзу  | заступник голови Ради Міністрів Узбецької РСР |                                   |
| Кавалерс Карл Едуардович                   | Латвійська РСР                        | Московський                                           | Нац.   | директор Ризького вагонобудівного заводу |                                   |
| Каверзнєв Михайло Кирилович                | Краснодарський край                   | Тихорецький                                           | Союзу  | начальник УМДБ по Краснодарському краю, генерал-майор                                                                                                  |                                   |
| Каганович Лазар Мойсейович                 | Узбецька РСР                          | Ташкентський-Ленінський                               | Союзу  | заступник голови Ради Міністрів СРСР |                                   |
| Каде Халід Баткерійович                    | Адигейська автономна область          | Красногвардєйський                                    | Нац.   | 1-й секретар Адигейського обкому ВКП(б) |                                   |
| Кадимова Седа Ризаївна                     | Вірменська РСР                        | Мартунінський                                         | Нац.   | відповідальний секретар редакції газети «Совет Ерменістан»                                                                                             |                                   |
| Казакевічюс Алоїзас Ігнович                | Литовська РСР                         | Шяуляйський сільський                                 | Нац.   | голова колгоспу «Віршитіс» Іонишського повіту |                                   |
| Казаковська Ганна Андріївна                | Пензенська область                    | Кузнецький                                            | Союзу  | фрезерувальниця Кузнецького заводу текстильного машинобудування                                                                                        |                                   |
| Казарян Єнок Семенович                     | Вірменська РСР                        | Горіський                                             | Нац.   | міністр сільського господарства Вірменської РСР |                                   |
| Казмахов Ізраїл Муссович                   | Кабардинська АРСР                     | Терський                                              | Нац.   | голова Ради Міністрів Кабардинської АРСР |                                   |
| Каїров Іван Андрійович                     | РРФСР                                 | Калінінський                                          | Нац.   | міністр освіти РРФСР, президент Академії педагогічних наук РРФСР                                                                                       |                                   |
| Кайназарова Суракан                        | Киргизька РСР                         | Сталінський                                           | Нац.   | голова колгоспу імені Калініна Кагановицького району Фрунзенської області                                                                              |                                   |
| Калашников Михайло Тимофійович             | Удмуртська АРСР                       | Іжевський-Пастуховський                               | Нац.   | провідний конструктор зброї Іжевського машинобудівного заводу                                                                                          |                                   |
| Калінін Петро Захарович                    | Гродненська область                   | Лідський                                              | Союзу  | заступник голови Ради Міністрів Білоруської РСР |                                   |
| Калінінський Михайло Іванович              | Північно-Осетинська АРСР              | Правобережний                                         | Нац.   | міністр держбезпеки Північно-Осетинської АРСР |                                   |
| Калласте Олександр                         | Естонська РСР                         | Пярнуський сільський                                  | Нац.   | голова Пярнумаського повітового виконкому |                                   |
| Калнберзін Ян Едуардович                   | Латвійська РСР                        | Ризький міський                                       | Союзу  | 1-й секретар ЦК КП(б) Латвії |                                   |
| Калугер Ганна Іліївна                      | Молдавська РСР                        | Теленештський                                         | Нац.   | завідувач відділу соціального забезпечення Бравицького райвиконкому                                                                                    |                                   |
| Кальченко Никифор Тимофійович              | Житомирська область                   | Житомирський сільський                                | Союзу  | міністр сільського господарства Української РСР |                                   |
| Камалов Сабір                              | Узбецька РСР                          | Кокандський                                           | Союзу  | 1-й секретар Ферганського обкому КП(б) Узбекистану |                                   |
| Камбаров Мурадалі                          | Таджицька РСР                         | Октябрський                                           | Нац.   | голова колгоспу «Більшовик» Кагановичабадського району                                                                                                 |                                   |
| Камбаров Турсун                            | Узбецька РСР                          | Турткульський                                         | Союзу  | 1-й секретар Кара-Калпацького обкому КП(б) Узбекистану                                                                                                 |                                   |
| Каменщиков Іван Фролович                   | Гомельська область                    | Гомельський сільський                                 | Союзу  | начальник паровозного депо |                                   |
| Канапін Амір Канапінович                   | Казахська РСР                         | Кустанайський                                         | Союзу  | 1-й секретар ЦК ЛКСМ Казахстану |                                   |
| Канаш Сергій Степанович                    | Узбецька РСР                          | Ленінський                                            | Союзу  | директор Туркестанської селекційної станції, академік ВАСГНІЛ                                                                                          |                                   |
| Капітонов Іван Васильович                  | Московська область                    | Єгор'євський                                          | Союзу  | 2-й секретар Московського обкому ВКП(б) | дообраний 24.02.1952              |
| Капралов Петро Михайлович                  | Литовська РСР                         | Швенченський                                          | Нац.   | міністр держбезпеки Литовської РСР, генерал-майор |                                   |
| Каптагаєв Мухтар                           | Казахська РСР                         | Талди-Курганський                                     | Нац.   | машиніст паровоза станції Матай Туркестано-Сибірської залізниці                                                                                        |                                   |
| Караєв Джума Дурди                         | Туркменська РСР                       | Керкінський                                           | Нац.   | міністр сільського господарства Туркменської РСР |                                   |
| Каранадзе Григорій Теофілович              | Грузинська РСР                        | Гурджаанський                                         | Нац.   | міністр внутрішніх справ Грузинської РСР, генерал-лейтенант                                                                                            | репресований .04.1952             |
| Карапетян Саак Карапетович                 | Вірменська РСР                        | Нор-Баязетський                                       | Союзу  | голова Ради Міністрів Вірменської РСР |                                   |
| Карасьов Гнат Андрійович                   | Комі АРСР                             | Ухтинський                                            | Нац.   | начальник Ухто-Іжемського виправно-трудового табору (ВТТ) і начальник Ухтинського комбінату МВС СРСР, полковник                                        |                                   |
| Карасьов Олександр Петрович                | Азербайджанська РСР                   | Бакинський-Ворошиловський                             | Нац.   | начальник об'єднання «Азнафта» |                                   |
| Карачев Багомед                            | Дагестанська АРСР                     | Сергокалинський                                       | Нац.   | голова колгоспу імені Сталіна аулу Урахі |                                   |
| Карданов Шагір Потович                     | Кабардинська АРСР                     | Нагорний                                              | Нац.   | голова колгоспу імені Орджонікідзе села Сармаково Зольського району                                                                                    |                                   |
| Кардович Йосип Митрофанович                | Вітебська область                     | Лепельський                                           | Союзу  | голова Вітебського облвиконкому |                                   |
| Карецкас Пятрас Йонович                    | Литовська РСР                         | Вільнюський західний                                  | Нац.   | голова Вільнюського міськвиконкому |                                   |
| Каржаубаєв Габдулла Шалкарович             | Казахська РСР                         | Зайсанський                                           | Нац.   | секретар ЦК КП(б) Казахстану |                                   |
| Каринбаєв Сібугатулла Рискалійович         | Казахська РСР                         | Усть-Каменогорський                                   | Нац.   | міністр охорони здоров'я Казахської РСР |                                   |
| Карімова Турсуной Рахматуллаївна           | Узбецька РСР                          | Ленінський                                            | Нац.   | голова колгоспу імені Сталіна Ленінського району Андижанської області; 1-й секретар Ходжіабадського райкому КП(б) Узбекистану Андижанської області     |                                   |
| Каротамм Микола Георгійович                | Естонська РСР                         | Таллінський                                           | Союзу  | 1-й секретар ЦК КП(б) Естонії |                                   |
| Карпова Дарія Кузьмівна                    | Карело-Фінська РСР                    | Ругозерський                                          | Нац.   | актриса Карело-Фінського національного драматичного театру                                                                                             |                                   |
| Касимов Дмитро Васильович                  | Башкирська АРСР                       | Стерлітамацький                                       | Союзу  | міністр держбезпеки Башкирської АРСР |                                   |
| Катков Федір Григорович                    | Татарська АРСР                        | Тетюшський                                            | Союзу  | начальник Вищої бронетанкової школи, генерал-лейтенант танкових військ                                                                                 |                                   |
| Каунайте Марія Пранівна                    | Литовська РСР                         | Таурагський                                           | Союзу  | завідувач відділу з роботи серед жінок ЦК КП(б) Литви                                                                                                  |                                   |
| Кафар-заде Султан Асадулла огли            | Нахічеванська АРСР                    | Тазакендський                                         | Нац.   | секретар ЦК КП(б) Азербайджану |                                   |
| Качкеєв Кадиркул                           | Киргизька РСР                         | Ошський міський                                       | Нац.   | голова Ошського облвиконкому, міністр бавовництва Киргизької РСР                                                                                       |                                   |
| Кашников Пилип Іванович                    | Молдавська РСР                        | Сороцький                                             | Союзу  | секретар ЦК КП(б) Молдавії |                                   |
| Квасов Григорій Васильович                 | Молдавська РСР                        | Тираспольський                                        | Союзу  | завідувач відділу ЦК КП(б) Молдавії |                                   |
| Кебін Іван Густавович                      | Естонська РСР                         | Вільяндський міський                                  | Нац.   | секретар ЦК КП(б) Естонії |                                   |
| Кельмяшкін Олексій Максимович              | Мордовська АРСР                       | Ковилкінський                                         | Нац.   | голова колгоспу імені Рози Люксембург Ковилкінського району                                                                                            |                                   |
| Керефов Камбулат Наурзович                 | Кабардинська АРСР                     | Баксанський                                           | Нац.   | директор Нальчицької селекційної станції, доктор сільськогосподарських наук                                                                            |                                   |
| Керімбаєв Даніял                           | Казахська РСР                         | Павлодарський                                         | Союзу  | голова Президії Верховної ради Казахської РСР |                                   |
| Керімов Алі Габіб огли                     | Азербайджанська РСР                   | Агдамський                                            | Нац.   | 1-й секретар ЦК ЛКСМ Азербайджану |                                   |
| Кецховелі Захарій Миколайович              | Грузинська РСР                        | Сталінірський                                         | Нац.   | 1-й заступник голови Ради Міністрів Грузинської РСР |                                   |
| Кидирбаєва Урінгуль                        | Кара-Калпацька АРСР                   | Нукуський                                             | Нац.   | викладач історії Кара-Калпацького педагогічного інституту                                                                                              |                                   |
| Кириленко Андрій Павлович                  | Миколаївська область                  | Вознесенський                                         | Союзу  | 1-й секретар Миколаївського обкому КП(б) України |                                   |
| Кирилова Марія Григорівна                  | Карело-Фінська РСР                    | Заонезький                                            | Нац.   | заступник завідувача відділу агітації і пропаганди ЦК КП(б) Карело-Фінської РСР                                                                        |                                   |
| Кириченко Олексій Іларіонович              | Одеська область                       | Первомайський                                         | Союзу  | 2-й секретар ЦК КП(б) України |                                   |
| Кисельов Віктор Іванович                   | Калінінська область                   | Ржевський                                             | Союзу  | 1-й секретар Калінінського обкому ВКП(б) | дообраний 23.03.1952              |
| Кисельов Іван Олександрович                | Військовий виборчий округ             |                                                       | Союзу  | командир дивізії, полковник |                                   |
| Кисельов Кузьма Венедиктович               | Полоцька область                      | Глубоцький                                            | Союзу  | заступник голови Ради Міністрів і міністр закордонних справ Білоруської РСР                                                                            |                                   |
| Кисельов Микола Васильович                 | Омська область                        | Омський-центральний                                   | Союзу  | 1-й секретар Омського обкому ВКП(б) |                                   |
| Китаєв Михайло Іларіонович                 | Саратовська область                   | Єршовський                                            | Союзу  | голова колгоспу імені Ворошилова Новоузенського району                                                                                                 |                                   |
| Кияк Григорій Степанович                   | Львівська область                     | Львівський міський                                    | Союзу  | завідувач кафедри рослинництва і луківництва Львівського сільськогосподарського інституту, професор, доктор сільськогосподарських наук                 | дообраний 25.02.1951              |
| Кідін Олександр Миколайович                | Смоленська область                    | Вяземський                                            | Союзу  | голова Смоленського облвиконкому |                                   |
| Кізатов Жалел Кізатович                    | Казахська РСР                         | Петропавловський                                      | Союзу  | голова Ленінського райвиконкому Північно-Казахстанської області                                                                                        |                                   |
| Кікнадзе Григорій Семенович                | Аджарська АРСР                        | Батумі-Берія                                          | Нац.   | начальник Закавказької залізниці |                                   |
| Кінжаєв Ході Ісабайович                    | Таджицька РСР                         | Орджонікідзеабадський                                 | Нац.   | голова виконкому Костакозької сільської ради |                                   |
| Кіпшидзе Микола Андрійович                 | Аджарська АРСР                        | Хелвачаурський                                        | Нац.   | професор, завідувач кафедри внутрішніх хвороб Тбіліського медичного інституту, академік АН Грузинської РСР                                             |                                   |
| Кірсанов Яків Михайлович                   | Азербайджанська РСР                   | Бакинський-Дзержинський                               | Нац.   | 2-й секретар Бакинського міськкому КП(б) Азербайджану                                                                                                  |                                   |
| Кірхенштейн Аугуст Мартинович              | Латвійська РСР                        | Цесіський                                             | Нац.   | голова Президії Верховної ради Латвійської РСР |                                   |
| Клещов Олексій Юхимович                    | Вітебська область                     | Вітебський                                            | Союзу  | голова Ради Міністрів Білоруської РСР |                                   |
| Клименко Василь Костянтинович              | Сталінська область                    | Артемівський                                          | Союзу  | 2-й секретар Сталінського обкому КП(б) України |                                   |
| Клюкін Микола Михайлович                   | Кіровська область                     | Слобідський                                           | Союзу  | директор Кіровського електромашинобудівного заводу імені Лепсе                                                                                         |                                   |
| Ключенко Віра Петрівна                     | Кримська область                      | Керченський                                           | Союзу  | голова Приморського райвиконкому |                                   |
| Князєва Ганна Василівна                    | Удмуртська АРСР                       | Іжевський                                             | Союзу  | вчителька російської мови і літератури середньої школи № 27 міста Іжевська                                                                             |                                   |
| Коваленко Георгій Єфремович                | Грозненська область                   | Грозненський сільський                                | Союзу  | голова Грозненського облвиконкому |                                   |
| Коваль Микола Григорович                   | Молдавська РСР                        | Оргіївський                                           | Нац.   | 1-й секретар ЦК КП(б) Молдавії |                                   |
| Коваль Олексій Григорович                  | Полтавська область                    | Пирятинський                                          | Союзу  | заступник голови Ради Міністрів Української РСР |                                   |
| Ковальов Герман Васильович                 | Вінницька область                     | Козятинський                                          | Союзу  | начальник Південно-Західного округу залізниць | помер 10.08.1952                  |
| Ковальов Олексій Родіонович                | Карело-Фінська РСР                    | Желєзнодорожний                                       | Нац.   | машиніст паровозного депо Петрозаводськ |                                   |
| Ковальова Серафима Григорівна              | Білоруська РСР                        | Могильовський                                         | Нац.   | контролер відділу технічного контролю Могильовської фабрики штучного шовку імені Куйбишева                                                             |                                   |
| Ковальчук Микола Кузьмич                   | Кам'янець-Подільська область          | Старо-Костянтинівський                                | Союзу  | міністр держбезпеки Української РСР, генерал-лейтенант                                                                                                 |                                   |
| Ковпак Сидір Артемович                     | Сумська область                       | Глухівський                                           | Союзу  | заступник голови Президії Верховної Ради Української РСР, генерал-майор                                                                                |                                   |
| Коденко Кирило Гаврилович                  | Ворошиловградська область             | Ворошиловградський                                    | Союзу  | сверлильник тендерно-механічного цеху Ворошиловградського паровозобудівного заводу імені Жовтневої революції                                           |                                   |
| Кожалепесова Бегзада                       | Кара-Калпацька АРСР                   | Чимбайський                                           | Нац.   | голова колгоспу імені Орджонікідзе Чимбайського району                                                                                                 |                                   |
| Кожевников Степан Пилипович                | Кіровоградська область                | Олександрійський                                      | Союзу  | гірничий майстер Олександрійської шахти № 3 «Байдаківська»                                                                                             |                                   |
| Кожедуб Іван Микитович                     | Сумська область                       | Шосткинський                                          | Союзу  | заступник командира 324-ї винищувальної авіаційної дивізії, підполковник авіації                                                                       |                                   |
| Козак Семен Антонович                      | Молдавська РСР                        | Оргіївський                                           | Союзу  | командир 10-го гвардійського стрілецького корпусу Одеського військового округу, генерал-лейтенант                                                      | помер 24.12.1953                  |
| Козел Олександр Костянтинович              | Білоруська РСР                        | Слуцький                                              | Нац.   | бригадир тракторної бригади Копильської МТС Бобруйської області                                                                                        | помер 16.02.1953                  |
| Козиков Федір Олександрович                | Марійська АРСР                        | Горно-Марійський                                      | Нац.   | голова колгоспу «Смена» села Коротні Горно-Марійського району                                                                                          |                                   |
| Козланюк Петро Степанович                  | Львівська область                     | Бродівський                                           | Союзу  | голова Львівського облвиконкому, письменник | дообраний 29.06.1952              |
| Козлов Василь Іванович                     | Бобруйська область                    | Слуцький                                              | Союзу  | голова Президії Верховної ради Білоруської РСР |                                   |
| Козлов Олексій Іванович                    | Казахська РСР                         | Усть-Каменогорський                                   | Союзу  | завідувач сільськогосподарського відділу ЦК ВКП(б) |                                   |
| Козлов Фрол Романович                      | Ленінград                             | Октябрський                                           | Союзу  | 1-й секретар Ленінградського міськкому ВКП(б) |                                   |
| Козлова Олена Борисівна                    | Одеська область                       | Одеський-Ворошиловський                               | Союзу  | прядильниця прядильного цеху Одеської джутової фабрики імені Хворостіна                                                                                |                                   |
| Кокая Григорій Нестерович                  | Грузинська РСР                        | Потійський                                            | Нац.   | 1-й секретар Потійського міськкому КП(б) Грузії |                                   |
| Кокорєв Павло Антонович                    | Мордовська АРСР                       | Красносободський                                      | Союзу  | голова Ради Міністрів Мордовської АРСР |                                   |
| Колишев Євген Федорович                    | Кемеровська область                   | Кемеровський                                          | Союзу  | 1-й секретар Кемеровського обкому ВКП(б) | помер 28.04.1952                  |
| Коломиченко Василь Панасович               | Курська область                       | Бєлгородський                                         | Союзу  | машиніст паровоза депо Бєлгород |                                   |
| Колпаков Влас Іванович                     | Хакаська автономна область            | Усть-Абаканський                                      | Нац.   | 1-й секретар Усть-Абаканського райкому ВКП(б) |                                   |
| Колущинський Євген Петрович                | Красноярський край                    | Ачинський                                             | Союзу  | голова Красноярського крайвиконкому |                                   |
| Компанець Іван Данилович                   | Закарпатська область                  | Хустський                                             | Союзу  | 1-й секретар Закарпатського обкому КП(б) України |                                   |
| Кондаков Олександр Андрійович              | Карело-Фінська РСР                    | Петрозаводський                                       | Союзу  | 1-й секретар ЦК КП(б) Карело-Фінської РСР |                                   |
| Кондратенко Андрій Павлович                | Сумська область                       | Лебединський                                          | Союзу  | 1-й секретар Сумського обкому КП(б) України |                                   |
| Кондратьєв Григорій Іванович               | Марійська АРСР                        | Йошкар-Олинський                                      | Союзу  | 1-й секретар Марійського обкому ВКП(б) |                                   |
| Кондратьєва Марія Олексіївна               | Ульяновська область                   | Радищевський                                          | Союзу  | вчителька |                                   |
| Конєв Іван Степанович                      | Військовий виборчий округ             |                                                       | Союзу  | заступник міністра Збройних сил СРСР, маршал СРСР |                                   |
| Коновалов Микола Семенович                 | Калінінська область                   | Новоторжський                                         | Союзу  | 1-й секретар Калінінського обкому ВКП(б) |                                   |
| Кононенко Парасковія Іванівна              | Українська РСР                        | Чернігівський                                         | Нац.   | голова колгоспу «Більшовик» Прилуцького району |                                   |
| Кононов Семен Костянтинович                | Якутська АРСР                         | Намський                                              | Нац.   | голова виконкому наслєга (сільради) Тіт-Ари |                                   |
| Константинов Георгій Степанович            | Єврейська автономна область           | Ленінський-Сталінський                                | Нац.   | секретар Сталінського райкому ВКП(б) |                                   |
| Корепанов Павло Петрович                   | Вологодська область                   | Харовський                                            | Союзу  | голова Вологодського облвиконкому |                                   |
| Корепанова Марія Іванівна                  | Удмуртська АРСР                       | Ярський                                               | Нац.   | завідувач тваринницькими фермами колгоспу «Земледелец» Ярського району                                                                                 |                                   |
| Корнєєв Микола Степанович                  | Молдавська РСР                        | Бельцький сільський                                   | Союзу  | 1-й заступник голови Ради Міністрів Молдавської РСР |                                   |
| Корнієць Леонід Романович                  | Волинська область                     | Камінь-Каширський                                     | Союзу  | 1-й заступник голови Ради Міністрів Української РСР |                                   |
| Корнійчук Олександр Євдокимович            | Київська область                      | Київський сільський                                   | Союзу  | письменник, голова Спілки радянських письменників України                                                                                              |                                   |
| Корнілов Микола Михайлович                 | Якутська АРСР                         | Олекминський                                          | Нац.   | вчитель, директор 2-ї Нерюктяїнської середньої школи Олекминського улусу                                                                               |                                   |
| Коробов Іван Григорович                    | Сталінська область                    | Макіївський                                           | Союзу  | обер-майстер доменного цеху Макіївського металургійного заводу імені Кірова                                                                            | помер 28.01.1952                  |
| Коротеєв Костянтин Аполлонович             | Читинська область                     | Борзенський                                           | Союзу  | командувач військ Забайкальського військового округу, генерал-полковник                                                                                | помер 4.01.1953                   |
| Коротков Сергій Ксенофонтович              | Чуваська АРСР                         | Шумерлінський                                         | Союзу  | голова колгоспу імені Сталіна Вурнарського району |                                   |
| Коротченко Дем'ян Сергійович               | Дніпропетровська область              | Амур-Нижньодніпровський                               | Союзу  | голова Ради Міністрів Української РСР |                                   |
| Корхмазян Сергій Аркадійович               | Вірменська РСР                        | Діліжанський                                          | Нац.   | міністр держбезпеки Вірменської РСР, полковник |                                   |
| Корчагін Павло Миколайович                 | Чкаловська область                    | Чкаловський міський                                   | Союзу  | 1-й секретар Чкаловського обкому ВКП(б) |                                   |
| Косарєва Ганна Василівна                   | Орловська область                     | Орловський міський                                    | Союзу  | вчителька |                                   |
| Косигін Олексій Миколайович                | РРФСР                                 | Івановський                                           | Нац.   | заступник голови Ради Міністрів СРСР, міністр легкої промисловості СРСР                                                                                |                                   |
| Костенко Петро Іванович                    | Красноярський край                    | Красноярський                                         | Союзу  | начальник цеху Красноярського паровозовагоноремонтного заводу                                                                                          |                                   |
| Костогриз Сергій Андрійович                | Українська РСР                        | Ворошиловградський                                    | Нац.   | 1-й секретар Кадіївського міськкому КП(б) України |                                   |
| Костюк Самуїл Семенович                    | Білоруська РСР                        | Глубоцький                                            | Нац.   | міністр сільського господарства Білоруської РСР |                                   |
| Костюченко Сергій Пилипович                | Житомирська область                   | Житомирський міський                                  | Союзу  | 1-й секретар Житомирського обкому КП(б) України |                                   |
| Котельникова Зінаїда Василівна             | Молотовська область                   | Осинський                                             | Союзу  | агроном колгоспу «Ильич» Осинського району |                                   |
| Кохреїдзе Шалва Федорович                  | Грузинська РСР                        | Тбіліський-Ленінський                                 | Нац.   | машиніст-інструктор паровозного депо Тбілісі Закавказької залізниці                                                                                    |                                   |
| Кочергов Василь Микитович                  | Краснодарський край                   | Новоросійський                                        | Союзу  | начальник об'єднання «Краснодарнефть» |                                   |
| Кочінян Антон Ервандович                   | Вірменська РСР                        | Ленінаканський                                        | Союзу  | голова Ради Міністрів Вірменської РСР | дообраний 22.03.1953              |
| Кочламазашвілі Йосип Дмитрович             | Аджарська АРСР                        | Батумі-Шаумянський                                    | Нац.   | голова Грузинської республіканської ради профспілок |                                   |
| Кочубей Антон Самійлович                   | Станіславська область                 | Печеніжинський                                        | Союзу  | 1-й секретар Чернелицького райкому КП(б)У |                                   |
| Кошкін Микола Олександрович                | Хабаровський край                     | Амурсько-Колимський                                   | Союзу  | 1-й секретар Охотського райкому ВКП(б) |                                   |
| Крамаренко Меланія Іванівна                | Ростовська область                    | Ростовський-Ленінський                                | Союзу  | лікар четвертої поліклініки міста Ростова-на-Дону |                                   |
| Крапівін Іван Миколайович                  | Свердловська область                  | Первоуральський                                       | Союзу  | майстер прокату Первоуральського новотрубного заводу імені Сталіна                                                                                     |                                   |
| Красенков Борис Васильович                 | Омська область                        | Омський-Молотовський                                  | Союзу  | майстер-штампувальник Омського машинобудівного заводу                                                                                                  |                                   |
| Кривонос Петро Федорович                   | Українська РСР                        | Артемівський                                          | Нац.   | начальник Донецького округу залізниць |                                   |
| Крилов Леонід Іванович                     | Орловська область                     | Орловський сільський                                  | Союзу  | 1-й секретар Орловського обкому ВКП(б) |                                   |
| Крилов Микола Іванович                     | Сахалінська область                   | Южно-Сахалінський                                     | Союзу  | заступник командувач військ Далекосхідного військового округу, генерал армії                                                                           |                                   |
| Крилов Митрофан Григорович                 | Татарська АРСР                        | Чистопольський                                        | Союзу  | машиніст Юдінського паровозного депо | помер 28.04.1953                  |
| Криштофович Мирон Омелянович               | Брестська область                     | Кобринський                                           | Союзу  | голова Брестського облвиконкому |                                   |
| Круглов Сергій Іванович                    | Казахська РСР                         | Семипалатинський                                      | Союзу  | 2-й секретар ЦК КП(б) Казахстану |                                   |
| Кружков Володимир Семенович                | Курська область                       | Щигровський                                           | Союзу  | 1-й заступник завідувача відділу пропаганди і агітації ЦК ВКП(б)                                                                                       |                                   |
| Крукліс Антон Юліанович                    | Латвійська РСР                        | Даугавпілський                                        | Нац.   | слюсар паровозного депо станції Даугавпілс |                                   |
| Круміньш Віліс Карлович                    | Латвійська РСР                        | Краславський                                          | Нац.   | 1-й секретар ЦК ЛКСМ Латвії |                                   |
| Крупеня Василь Микитович                   | Башкирська АРСР                       | Стерлітамацький                                       | Нац.   | 1-й секретар Стерлітамацького райкому ВКП(б) |                                   |
| Крюков Дмитро Миколайович                  | Тюменська область                     | Ішимський                                             | Союзу  | голова Тюменського облвиконкому |                                   |
| Крюндель Август Францович                  | Естонська РСР                         | Таллінський-Ниммеський                                | Нац.   | 1-й секретар Таллінського міськкому КП(б) Естонії |                                   |
| Куанишпаєв Калібек                         | Казахська РСР                         | Кустанайський                                         | Нац.   | актор Казахського державного академічного театру драми                                                                                                 |                                   |
| Кувикін Степан Іванович                    | Башкирська АРСР                       | Уфимський міський                                     | Союзу  | начальник об'єднання «Башнефть» |                                   |
| Кувшинов Петро Іванович                    | Миколаївська область                  | Миколаївський                                         | Союзу  | майстер, начальник дільниці Миколаївського механічного заводу                                                                                          |                                   |
| Кугушева Ганна Володимирівна               | Чуваська АРСР                         | Чебоксарський сільський                               | Нац.   | старший інженер з техніки безпеки відділу головного технолога Чебоксарського заводу резинотехнічних виробів                                            |                                   |
| Кудайбергенов Утеу                         | Казахська РСР                         | Актюбинський                                          | Нац.   | голова колгоспу «Карасай» Іргизького району Актюбинської області                                                                                       |                                   |
| Кудайбердиєва Кали                         | Киргизька РСР                         | Іссик-Кульський                                       | Нац.   | голова виконкому Теміровської сільської ради Іссик-Кульського району                                                                                   |                                   |
| Куджіашвілі Іван Петрович                  | Грузинська РСР                        | Горійський                                            | Нац.   | 1-й секретар Горійського райкому КП(б) Грузії |                                   |
| Кудрявцев Олександр Васильович             | Бурят-Монгольська АРСР                | Улан-Уденський міський                                | Союзу  | 1-й секретар Бурят-Монгольського обкому ВКП(б) |                                   |
| Кудрявцева Катерина Олександрівна          | Карело-Фінська РСР                    | Сегежський міський                                    | Нац.   | заступник голови Сегежського райвиконкому |                                   |
| Кудряєв Володимир Георгійович              | Білоруська РСР                        | Оршанський                                            | Нац.   | 1-й секретар Вітебського обкому КП(б) Білорусії |                                   |
| Кудряшов Геннадій Якович                   | Костромська область                   | Шар'їнський                                           | Союзу  | лісоруб, бригадир бригади електропильників |                                   |
| Кудь Мусій Васильович                      | Полтавська область                    | Золотоніський                                         | Союзу  | голова колгоспу імені XVIII партз'їзду села Мутихи Іркліївського району                                                                                |                                   |
| Кузик Леонід Іванович                      | Омська область                        | Тарський                                              | Союзу  | голова Омського облвиконкому |                                   |
| Кузнецов Андрій Олексійович                | Ленінград                             | Ждановський                                           | Союзу  | голова Ленінградського міськвиконкому |                                   |
| Кузнецов Василь Васильович                 | РРФСР                                 | Сталінградський                                       | Нац.   | голова ВЦРПС |                                   |
| Кузнецов Василь Миколайович                | Мордовська АРСР                       | Рузаївський                                           | Союзу  | машиніст паровозного депо станції Рузаївка |                                   |
| Кузнецов Іван Петрович                     | Воронезька область                    | Борисоглібський                                       | Союзу  | голова Воронезького облвиконкому |                                   |
| Кузнецов Іван Степанович                   | Костромська область                   | Галицький                                             | Союзу  | 1-й секретар Костромського обкому ВКП(б) |                                   |
| Кузнецов Олександр Олексійович             | РРФСР                                 | Сєверний                                              | Нац.   | начальник Головного управління Північного морського шляху                                                                                              |                                   |
| Кузнецова Клавдія Степанівна               | Брянська область                      | Клинцовський                                          | Союзу  | секретар ВЦРПС |                                   |
| Кузьмінський Олександр Михайлович          | Вологодська область                   | Велико-Устюзький                                      | Союзу  | 1-й секретар Велико-Устюзького райкому ВКП(б) | дообраний 16.07.1950              |
| Кузьмін Михайло Васильович                 | Комі АРСР                             | Воркутинський                                         | Нац.   | начальник топогеодезичної контори комбінату «Воркутауголь», інженер-майор військ МВС СРСР                                                              |                                   |
| Кулаков Федір Давидович                    | Пензенська область                    | Пензенський сільський                                 | Союзу  | голова Пензенського облвиконкому |                                   |
| Кулатов Турабай                            | Киргизька РСР                         | Узгенський                                            | Нац.   | голова Президії Верховної ради Киргизької РСР |                                   |
| Кулієв Теймур Імам Кулі огли               | Азербайджанська РСР                   | Сабірабадський                                        | Союзу  | голова Ради Міністрів Азербайджанської РСР |                                   |
| Кулов Кубаді Дмитрович                     | Північно-Осетинська АРСР              | Північно-Осетинський                                  | Союзу  | 1-й секретар Північно-Осетинського обкому ВКП(б) |                                   |
| Кулумбекова Марія Григорівна               | Північно-Осетинська АРСР              | Архонський                                            | Нац.   | секретар Північно-Осетинського обкому ВЛКСМ |                                   |
| Кулухов Ілля Давидович                     | Південно-Осетинська автономна область | Джавський                                             | Нац.   | голова Південно-Осетинського облвиконкому |                                   |
| Кульмамедов Аман                           | Туркменська РСР                       | Туркмен-Калінський                                    | Нац.   | режисер Туркменського драматичного театру імені Сталіна                                                                                                |                                   |
| Кумець Ганна Трохимівна                    | Білоруська РСР                        | Новогрудський                                         | Нац.   | голова колгоспу імені Кірова Любчанського району |                                   |
| Кунаєв Дінмухамед Ахмедович                | Казахська РСР                         | Чимкентський сільський                                | Союзу  | президент Академії наук Казахської РСР | дообраний 29.03.1953              |
| Купрадзе Віктор Дмитрович                  | Південно-Осетинська автономна область | Знаурський                                            | Нац.   | міністр освіти Грузинської РСР, академік АН Грузинської РСР                                                                                            | дообраний 24.06.1951              |
| Купріянова Пелагія Іванівна                | Чуваська АРСР                         | Ібресинський                                          | Нац.   | вчителька Сігачинської неповної середньої школи |                                   |
| Курбанаєва Халіма Абдулівна                | Башкирська АРСР                       | Уфимський міський                                     | Нац.   | вчителька Уфимської школи-інтернату |                                   |
| Курбанов Аман Мамедович                    | Туркменська РСР                       | Красноводський                                        | Нац.   | 1-й секретар Небіт-Дагського міськкому КП(б) Туркменії                                                                                                 |                                   |
| Курбанова Мумінат                          | Дагестанська АРСР                     | Буйнакський                                           | Нац.   | голова колгоспу імені Леніна аулу Убехі Цудахарського району                                                                                           |                                   |
| Курганова Марія Яківна                     | Башкирська АРСР                       | Мелеузівський                                         | Союзу  | начальник Федоровської районної державної насіннєвої інспекції                                                                                         |                                   |
| Курмашева Асьма Карабеківна                | Казахська РСР                         | Акмолинський                                          | Нац.   | вчителька жіночої середньої школи міста Акмолинська |                                   |
| Курочкін Євген Григорович                  | Бурят-Монгольська АРСР                | Улан-Уденський паровозобудівний                       | Нац.   | стругальник Улан-Уденського паровозо-вагонного заводу                                                                                                  |                                   |
| Курчатов Ігор Васильович                   | Свердловська область                  | Свердловський-Ленінський                              | Союзу  | академік АН СРСР, директор Інституту атомної енергії АН СРСР                                                                                           |                                   |
| Кутирьов Олексій Михайлович                | Мурманська область                    | Кандалакшський                                        | Союзу  | 1-й секретар Мурманського обкому ВКП(б) |                                   |
| Кутлиєв Нобат                              | Туркменська РСР                       | Чарджоуський міський                                  | Нац.   | голова колгоспу імені Жданова Ястепінської аулради Чарджоуського району Чарджоуської області                                                           |                                   |
| Кутлушин Ахмадіша Кутлушинович             | Башкирська АРСР                       | Туймазинський                                         | Нац.   | голова колгоспу «Тугаряк» Шаранського району |                                   |
| Куусінен Отто Вільгельмович                | Карело-Фінська РСР                    | Куркійокський                                         | Нац.   | голова Президії Верховної ради Карело-Фінської РСР |                                   |
| Кучава Митрофан Іонович                    | Грузинська РСР                        | Сухумський міський                                    | Нац.   | завідувач адміністративного відділу ЦК КП(б) Грузії | дообраний 27.05.1951              |
| Лааз Тамара Карлівна                       | Естонська РСР                         | Таллінський-Морський                                  | Нац.   | завідувач навчальної частини Таллінської середньої школи № 21                                                                                          |                                   |
| Лавочкін Семен Олексійович                 | Горьковська область                   | Горьковський-Сталінський                              | Союзу  | генеральний конструктор авіаційної техніки |                                   |
| Лаврентьєва Ганна Петрівна                 | Тувинська автономна область           | Шагонарський                                          | Нац.   | вчителька Кизилської середньої школи |                                   |
| Лаврентьєва Наталія Іванівна               | Татарська АРСР                        | Єлабузький                                            | Союзу  | ткаля Казанського льонокомбінату імені Леніна |                                   |
| Ладанов Петро Федорович                    | Ленінградська область                 | Волховський                                           | Союзу  | голова Ленінградського міськвиконкому | дообраний 23.03.1952              |
| Лайвіньш Вільгельм Янович                  | Латвійська РСР                        | Ризький сільський                                     | Союзу  | голова Ризького райвиконкому |                                   |
| Ланцов Петро Якимович                      | Брянська область                      | Бежецький                                             | Союзу  | головний інженер Брянського машинобудівного заводу |                                   |
| Лапшин Антон Прокопович                    | Комі АРСР                             | Сисольський                                           | Нац.   | лісоруб Чухломського лісопункту Сисольського ліспромгоспу                                                                                              |                                   |
| Ларін Яків Васильович                      | Сталінградська область                | Михайловський                                         | Союзу  | голова Сталінградського облвиконкому |                                   |
| Ларіонов Олексій Миколайович               | Рязанська область                     | Рязанський міський                                    | Союзу  | 1-й секретар Рязанського обкому ВКП(б) |                                   |
| Латкіна Людмила Іванівна                   | Комі АРСР                             | Сиктивкарський                                        | Нац.   | вчителька початкових класів, завуч Сиктивкарської середньої школи № 1                                                                                  |                                   |
| Латунов Іван Сергійович                    | Архангельська область                 | Архангельський міський                                | Союзу  | 1-й секретар Архангельського обкому ВКП(б) |                                   |
| Лаурістін Ольга Антонівна                  | Естонська РСР                         | Харьюський східний                                    | Нац.   | міністр кінематографії Естонської РСР |                                   |
| Лацис Віліс Тенісович                      | Латвійська РСР                        | Кіровський                                            | Нац.   | голова Ради Міністрів Латвійської РСР |                                   |
| Лебедєв Іван Кононович                     | Пензенська область                    | Пензенський міський                                   | Союзу  | 1-й секретар Пензенського обкому ВКП(б) |                                   |
| Лебедєв Йосип Дмитрович                    | Узбецька РСР                          | Шахрисябзький                                         | Нац.   | гідротехник, головний інженер тресту «Середньоазводпроект»                                                                                             |                                   |
| Лебедєв Олександр Олексійович              | Ленінград                             | Московський                                           | Союзу  | завідувач кафедри електрофізики Ленінградського державного університету, академік АН СРСР                                                              | дообраний 31.05.1953              |
| Лебедєва Зінаїда Олександрівна             | Москва                                | Сокольницький                                         | Союзу  | директор Центрального туберкульозного інституту |                                   |
| Лебедков Андрій Дмитрович                  | Московська область                    | Сталіногорський                                       | Союзу  | начальник комбінату «Москвавугілля» |                                   |
| Левицька Марія Яківна                      | Кіровоградська область                | Ново-Український                                      | Союзу  | ланкова колгоспу імені Ворошилова Ново-Українського району                                                                                             |                                   |
| Левкова Тетяна Василівна                   | Пензенська область                    | Нижньо-Ломовський                                     | Союзу  | голова колгоспу «Сталинский путь» Пачелмського району                                                                                                  |                                   |
| Левоєва Ганна Андріївна                    | Карело-Фінська РСР                    | Прионезький                                           | Нац.   | голова виконкому Вехручейської сільської ради Шелтозерсього району                                                                                     |                                   |
| Лееде Вальдар Янович                       | Естонська РСР                         | Тартуський міський                                    | Нац.   | 1-й секретар Тартуського міськкому КП(б) Естонії |                                   |
| Лежнін Тимофій Іванович                    | Марійська АРСР                        | Марі-Турекський                                       | Нац.   | бригадир тракторної бригади Косолаповської МТС |                                   |
| Леїньш Пауліс Янович                       | Латвійська РСР                        | Талсинський                                           | Нац.   | президент Академії наук Латвійської РСР, професор сільськогосподарської академії Латвійської РСР                                                       |                                   |
| Лелашвілі Михайло Михайлович               | Грузинська РСР                        | Тбіліський-ім.26 комісарів                            | Нац.   | голова Тбіліського міськвиконкому |                                   |
| Ленчевський Костянтин Миколайович          | Башкирська АРСР                       | Белебеєвський                                         | Нац.   | голова колгоспу імені Леніна Белебеєвського району |                                   |
| Леонов Василь Антонович                    | Білоруська РСР                        | Горецький                                             | Нац.   | завідувач кафедри дитячих хворіб Мінського медичного інституту, академік АН Білоруської РСР                                                            |                                   |
| Леонов Леонід Максимович                   | Московська область                    | Загорський                                            | Союзу  | письменник, секретар правління Спілки письменників СРСР                                                                                                |                                   |
| Леськова Марія Антонівна                   | Кам'янець-Подільська область          | Проскурівський міський                                | Союзу  | голова колгоспу імені Калініна Меджибізького району |                                   |
| Липка Федір Филимонович                    | Тернопільська область                 | Крем'янецький                                         | Союзу  | голова виконкому Кордишівської сільської ради |                                   |
| Лисенко Марія Григорівна                   | Київська область                      | Богуславський                                         | Союзу  | голова колгоспу «Соціалістична перемога» села Матвіївки Старченківського району                                                                        |                                   |
| Лисенко Трохим Денисович                   | Одеська область                       | Одеський сільський                                    | Союзу  | президент Всесоюзної сільськогосподарської академії імені Леніна, академік АН СРСР                                                                     |                                   |
| Лисов Петро Миколайович                    | Удмуртська АРСР                       | Сарапульський                                         | Союзу  | 1-й секретар Удмуртського обкому ВКП(б) |                                   |
| Литвинов Павло Андрійович                  | Вологодська область                   | Череповецький                                         | Союзу  | головний агроном Череповецького районного сільськогосподарського відділу                                                                               |                                   |
| Литовченко Григорій Павлович               | Херсонська область                    | Каховський                                            | Союзу  | голова колгоспу імені Сталіна села Рівне Генічеського району                                                                                           |                                   |
| Лихачов Дмитро Іванович                    | Курська область                       | Старо-Оскольський                                     | Союзу  | голова колгоспу «Мировая революция» Старо-Оскольського району                                                                                          |                                   |
| Лихачов Іван Олексійович                   | Московська область                    | Митищинський                                          | Союзу  | директор Московського автомобільного заводу імені Сталіна                                                                                              |                                   |
| Лихачова Євдокія Василівна                 | Вірменська РСР                        | Ленінаканський                                        | Нац.   | прядильниця Ленінаканського текстильного комбінату |                                   |
| Личук Юстин Тодорович                      | Українська РСР                        | Станіславський                                        | Нац.   | голова колгоспу «Перше травня» села Стецева Снятинського району                                                                                        |                                   |
| Лобанок Володимир Єлисейович               | Білоруська РСР                        | Мозирський сільський                                  | Нац.   | 1-й секретар Поліського обкому КП(б) Білорусії |                                   |
| Лобастов Іван Гур'янович                   | Красноярський край                    | Єнісейський                                           | Союзу  | капітан річкового теплоходу «Иосиф Сталин» |                                   |
| Лобсанов Будажап Лобсанович                | Бурят-Монгольська АРСР                | Баргузинський                                         | Нац.   | 2-й секретар Бурят-Монгольського обкому ВКП(б) |                                   |
| Логвиненко Михайло Ілліч                   | Сталінська область                    | Горлівський                                           | Союзу  | начальник Горлівської шахти № 1/3 «Кочегарка» |                                   |
| Логінова Ганна Яківна                      | Карело-Фінська РСР                    | Сортавальський сільський                              | Нац.   | завідувачка Піртіпохської початкової школи Сортавальського району                                                                                      |                                   |
| Ломбак Йоган Якович                        | Естонська РСР                         | Тартуський південний                                  | Нац.   | військовий комісар Естонської РСР, генерал-майор |                                   |
| Лукашевич Олексій Петрович                 | Воронезька область                    | Богучарський                                          | Союзу  | головний агроном Верхнє-Мамонського районного відділу сільського господарства                                                                          |                                   |
| Лук'янов Володимир Васильович              | Івановська область                    | Шуйський                                              | Союзу  | 1-й секретар Івановського обкому ВКП(б) |                                   |
| Лучинський Олександр Олександрович         | РРФСР                                 | Ленінградський сільський                              | Нац.   | командувач військ Ленінградського військового округу, генерал армії                                                                                    |                                   |
| Львова Парасковія Федорівна                | Воронезька область                    | Новохоперський                                        | Союзу  | старший науковий співробітники Інституту землеробства Центрально-Чорноземної полоси імені Докучаєва, кандидат біологічних наук                         |                                   |
| Людников Іван Ілліч                        | Військовий виборчий округ             |                                                       | Нац.   | заступник головнокомандувача Групи радянських окупаційних військ в Німеччині, генерал-полковник                                                        |                                   |
| Люскова Олександра Євгенівна               | Вологодська область                   | Сокольський                                           | Союзу  | завідувачка племінної свиноферми колгоспу «Будённовец» Междурєченського району                                                                         |                                   |
| Лялікова Надія Іванівна                    | Курганська область                    | Шумахинський                                          | Союзу  | завідувачка Чумлякського сільського лікувального пункту Щучанського району                                                                             |                                   |
| Ляудіс Казимир Францович                   | Литовська РСР                         | Утенський                                             | Нац.   | заступник голови Ради Міністрів Литовської РСР, міністр сільського господарства Литовської РСР                                                         |                                   |
| Ляшко Марія Феофанівна                     | Дніпропетровська область              | Ново-Московський                                      | Союзу  | зоотехнік колгоспу імені Петровського Царичанського району                                                                                             |                                   |
| Мавлянов Абдуразак                         | Узбецька РСР                          | Наманганський міський                                 | Нац.   | секретар ЦК КП(б) Узбекистану |                                   |
| Магомаєв Джамаледдін Муслімович            | Азербайджанська РСР                   | Сальянський                                           | Нац.   | заступник голови Ради Міністрів Азербайджанської РСР                                                                                                   |                                   |
| Магомедова Айшат Магомедівна               | Дагестанська АРСР                     | Ботліхський                                           | Нац.   | 2-й секретар Гергебільського райкому ВКП(б) |                                   |
| Маджидова Рабія                            | Узбецька РСР                          | Бухарський сільський                                  | Нац.   | голова колгоспу імені Стаханова Гіждуванського району Бухарської області                                                                               |                                   |
| Мажиєв Бальжиніма                          | національні округи                    | Агінський Бурят-Монгольський національний округ       | Нац.   | голова колгоспу імені Кірова Могойтуйського району |                                   |
| Мазуров Кирило Трохимович                  | Пінська область                       | Дрогичинський                                         | Союзу  | 1-й секретар Мінського міськкому КП(б) Білорусії |                                   |
| Максимов Федір Павлович                    | Курська область                       | Льговський                                            | Союзу  | голова колгоспу «Красный Октябрь» Рильського району |                                   |
| Малахов Микола Микитович                   | Приморський край                      | Приморський                                           | Союзу  | капітан турбоелектроходу «Вячеслав Молотов» |                                   |
| Маленков Георгій Максиміліанович           | Москва                                | Ленінградський                                        | Союзу  | секретар ЦК ВКП(б), заступник голови Ради Міністрів СРСР                                                                                               |                                   |
| Малехоньков Григорій Андрійович            | Куйбишевська область                  | Сергіївський                                          | Союзу  | голова Куйбишевського облвиконкому |                                   |
| Малиновський Родіон Якович                 | РРФСР                                 | Далеко-Східний                                        | Нац.   | головнокомандувач військ на Далекому Сході, маршал СРСР                                                                                                |                                   |
| Малишев В'ячеслав Олександрович            | Московська область                    | Кунцевський                                           | Союзу  | заступник голови Ради Міністрів СРСР |                                   |
| Малінін Михайло Сергійович                 | Військовий виборчий округ             |                                                       | Нац.   | начальник Головного штабу - заступник головнокомандувача Сухопутних військ СРСР, генерал-полковник                                                     |                                   |
| Мальбахов Тімбора Кубатійович              | Кабардинська АРСР                     | Майський                                              | Нац.   | секретар Кабардинського обкому ВКП(б) |                                   |
| Мальцев Микола Ілліч                       | Казахська РСР                         | Карагандинський міський                               | Союзу  | начальник Карагандинської шахти імені Жданова |                                   |
| Мальцев Михайло Васильович                 | Татарська АРСР                        | Бугульмінський                                        | Нац.   | головний геолог об'єднання «Татнефть» |                                   |
| Мальцев Терентій Семенович                 | Курганська область                    | Шадринський                                           | Союзу  | директор Шадринської дослідної станції колгоспу «Заветы Ленина» Шадринського району                                                                    |                                   |
| Малютін Андрій Миронович                   | Азербайджанська РСР                   | Бакинський-Кіровський                                 | Союзу  | завідувач відділу ЦК КП(б) Азербайджану |                                   |
| Мамаєв Роман Михайлович                    | Марійська АРСР                        | Оршанський                                            | Нац.   | голова Президії Верховної ради Марійської АРСР |                                   |
| Мамбетов Болот Мамбетович                  | Киргизька РСР                         | Канський                                              | Нац.   | 1-й секретар Фрунзенського обкому КП(б) Киргизії |                                   |
| Мамедов Газанфар Джафар огли               | Азербайджанська РСР                   | Геокчайський                                          | Нац.   | секретар ЦК КП(б) Азербайджану |                                   |
| Мамедов Джебраїл Ібрагім огли              | Нахічеванська АРСР                    | Джагринський                                          | Нац.   | голова Президії Верховної ради Нахічеванської АРСР |                                   |
| Мамедова Джерен                            | Туркменська РСР                       | Тахтинський                                           | Нац.   | секретар, 1-й секретар ЦК ЛКСМ Туркменії |                                   |
| Мамедсеїдова Гульджан                      | Туркменська РСР                       | Чарджоуський сільський                                | Нац.   | голова виконкому Ходжа-Кенепсинської сільської ради Дейнауського району                                                                                |                                   |
| Мамієв Мойсей Ілліч                        | Північно-Осетинська АРСР              | Ірафський                                             | Нац.   | міністр внутрішніх справ Північно-Осетинської АРСР |                                   |
| Мамулов Степан Соломонович                 | Абхазька АРСР                         | Сухумський міський                                    | Нац.   | заступник міністра внутрішніх справ СРСР, генерал-лейтенант                                                                                            | репресований 29.07.1953           |
| Мануїльський Дмитро Захарович              | Ровенська область                     | Костопільський                                        | Союзу  | заступник голови Ради Міністрів Української РСР, міністр закордонних справ Української РСР                                                             |                                   |
| Маргарян Сінот Оганесович                  | Вірменська РСР                        | Арташатський                                          | Нац.   | 1-й секретар Арташатського райкому КП(б) Вірменії |                                   |
| Мардєєв Хузій Шаймарданович                | Татарська АРСР                        | Єлабузький                                            | Нац.   | голова колгоспу імені Молотова Чіліїнського району |                                   |
| Маркарян Рубен Амбарцумович                | Дагестанська АРСР                     | Дербентський                                          | Союзу  | міністр внутрішніх справ Дагестанської АРСР, генерал-лейтенант                                                                                         |                                   |
| Марков Василь Сергійович                   | Полтавська область                    | Лубенський                                            | Союзу  | 1-й секретар Полтавського обкому КП(б) України |                                   |
| Мартиненко Іван Михайлович                 | Полтавська область                    | Гадяцький                                             | Союзу  | голова Полтавського облвиконкому |                                   |
| Мартинов Григорій Олексійович              | Чуваська АРСР                         | Вурнарський                                           | Нац.   | завідувач сільськогосподарського відділу Чуваського обкому ВКП(б)                                                                                      |                                   |
| Мартиросян Майрам Петросівна               | Вірменська РСР                        | Артикський                                            | Нац.   | студентка агротехнічного факультету Єреванського сільськогосподарського інституту                                                                      |                                   |
| Мартьянова Катерина Василівна              | Москва                                | Фрунзенський                                          | Союзу  | директор середньої школи № 29 імені Грибоєдова міста Москви                                                                                            |                                   |
| Марфенков Іван Гаврилович                  | Смоленська область                    | Смоленський сільський                                 | Союзу  | машиніст паровозного депо Смоленськ-Сортувальна |                                   |
| Марченко Павло Омелянович                  | Красноярський край                    | Канський                                              | Союзу  | голова колгоспу імені Ворошилова |                                   |
| Матвєєва Людмила Сергіївна                 | Московська область                    | Подольський                                           | Союзу  | вчителька російської мови і літератури чоловічої середньої школи № 3 міста Подольська                                                                  |                                   |
| Материкова Марія Прокопівна                | РРФСР                                 | Ленінградський міський                                | Нац.   | ткаля Ленінградської прядильно-ткацької фабрики «Рабочий»                                                                                              |                                   |
| Матіашвілі Тамара Михайлівна               | Грузинська РСР                        | Тбіліський-Орджонікідзевський                         | Нац.   | вчителька, директор жіночої середньої школи № 23 міста Тбілісі                                                                                         |                                   |
| Матуліс Юозас Юозович                      | Литовська РСР                         | Мажейкський                                           | Нац.   | президент Академії наук Литовської РСР |                                   |
| Махль Ріхард Томасович                     | Естонська РСР                         | Ракверський південний                                 | Нац.   | директор Таллінського політехнічного інституту |                                   |
| Махмудов Насир                             | Кара-Калпацька АРСР                   | Шаббазький                                            | Нац.   | слухач Вищої партійної школи при ЦК ВКП(б) |                                   |
| Махмудов Хамро                             | Узбецька РСР                          | Бухарський міський                                    | Нац.   | голова Бухарського облвиконкому |                                   |
| Маціяускас Іван Іванович (Йонас Йонович)   | Литовська РСР                         | Утенський                                             | Союзу  | військовий комісар Литовської РСР, генерал-майор |                                   |
| Мацкевич Володимир Володимирович           | Кіровоградська область                | Ново-Георгіївський                                    | Союзу  | 1-й заступник голови Ради Міністрів Української РСР |                                   |
| Машеров Петро Миронович                    | Могильовська область                  | Горецький                                             | Союзу  | 1-й секретар ЦК ЛКСМ Білорусії |                                   |
| Мгеладзе Акакій Іванович                   | Грузинська РСР                        | Сухумський                                            | Союзу  | 1-й секретар Абхазького обкому КП(б) Грузії |                                   |
| Медведєв Дементій Леонтійович              | Кіровська область                     | Совєтський                                            | Союзу  | 1-й секретар Молотовського сільського райкому ВКП(б)                                                                                                   |                                   |
| Меджидов Магомед Меджидович                | Дагестанська АРСР                     | Хунзахський                                           | Нац.   | голова Ради Міністрів Дагестанської АРСР | дообраний 30.09.1951              |
| Медін Михайло Семенович                    | Рязанська область                     | Рязанський сільський                                  | Союзу  | бригадир монтажників |                                   |
| Межова Варвара Василівна                   | Чкаловська область                    | Орський                                               | Союзу  | кочегар котельного цеху Орської ТЕЦ |                                   |
| Мельник Дмитро Никанорович                 | Сахалінська область                   | Олександрівський                                      | Союзу  | 1-й секретар Сахалінського обкому ВКП(б) |                                   |
| Мельников Леонід Георгійович               | Київська область                      | Київський-Ленінський                                  | Союзу  | 1-й секретар ЦК КП(б) України |                                   |
| Мельников Роман Юхимович                   | Узбецька РСР                          | Бухарський сільський                                  | Союзу  | 2-й секретар ЦК КП(б) Узбекистану |                                   |
| Мерденова Клавдія Урусівна                 | Північно-Осетинська АРСР              | Кіровський                                            | Нац.   | голова колгоспу імені Молотова Кіровського району |                                   |
| Мередова Амандурсун                        | Туркменська РСР                       | Марийський сільський                                  | Нац.   | голова колгоспу «Шатлик» Сагар-Чагінського району Марийської області                                                                                   |                                   |
| Мерецков Кирило Панасович                  | Карело-Фінська РСР                    | Кемський                                              | Союзу  | командувач військ Біломорського військового округу, маршал СРСР                                                                                        |                                   |
| Меркушкін Григорій Якович                  | Мордовська АРСР                       | Саранський сільський                                  | Нац.   | міністр освіти Мордовської АРСР |                                   |
| Метляєв Павло Кузьмич                      | Бурят-Монгольська АРСР                | Тарбагатайський                                       | Нац.   | головний агроном Заіграєвського аймачного сільськогосподарського відділу                                                                               |                                   |
| Мехнєцов Федір Сергійович                  | Вологодська область                   | Бабаєвський                                           | Союзу  | лісоруб-моторист електропили, бригадир поточної лінії Бєлоручейського ліспромгоспу Витєгорського району                                                |                                   |
| Мєхоношин Панас Петрович                   | національні округи                    | Комі-Пермяцький національний округ                    | Нац.   | голова колгоспу імені Ворошилова Кудимкарського району                                                                                                 |                                   |
| Мироненко Парасковія Іванівна              | Українська РСР                        | Полтавський                                           | Нац.   | зоотехнік, завідувачка тваринницьких ферм колгоспу імені Тельмана Оболонського району                                                                  |                                   |
| Миронов Ліверій Євграфович                 | Кабардинська АРСР                     | Ельбруський                                           | Нац.   | начальник високогірної шахти рудника Джиддінського гірничо-металургійного комбінату                                                                    |                                   |
| Михайлов Микола Олександрович              | РРФСР                                 | Ставропольський                                       | Нац.   | 1-й секретар ЦК ВЛКСМ |                                   |
| Михайлов Михайло Григорович                | Ленінградська область                 | Гатчинський                                           | Союзу  | голова колгоспу імені Кірова Гатчинського району |                                   |
| Михайлов Федір Мойсейович                  | Молдавська РСР                        | Дубосарський                                          | Нац.   | голова колгоспу імені Котовського Дубосарського району                                                                                                 |                                   |
| Михайлова Катерина Марківна                | Ленінградська область                 | Волховський                                           | Союзу  | завідувач Кіриської районної амбулаторії (смт. Будогощ)                                                                                                | померла 6.12.1951                 |
| Мікаелян Сурен Агасійович                  | Вірменська РСР                        | Апаранський                                           | Нац.   | міністр освіти Вірменської РСР |                                   |
| Мікоян Анастас Іванович                    | Вірменська РСР                        | Єреванський-Сталінський                               | Нац.   | заступник голови Ради Міністрів СРСР |                                   |
| Мікоян Артем Іванович                      | РРФСР                                 | Казанський                                            | Нац.   | авіаконструктор, головний конструктор ОКБ |                                   |
| Мінін Петро Васильович                     | Архангельська область                 | Архангельський-Приморський                            | Союзу  | голова Архангельського облвиконкому |                                   |
| Мірза-Ахмедов Мансур Зіяйович              | Узбецька РСР                          | Андижанський міський                                  | Нац.   | 1-й секретар Андижанського обкому КП(б) Узбекистану |                                   |
| Мірзаєв Тішабай                            | Узбецька РСР                          | Андижанський сільський                                | Нац.   | голова колгоспу імені Дзержинського Андижанського району Андижанської області                                                                          | помер 1950                        |
| Міркасимов Мір Асадулла Мір Алескер огли   | Азербайджанська РСР                   | Хачмазький                                            | Нац.   | академік Академії наук Азербайджанської РСР, доктор медичних наук, професор-хірург                                                                     |                                   |
| Мірцхулава Олександр Йорданович            | Абхазька АРСР                         | Гальський сільський                                   | Нац.   | слухач Вищої партійної школи при ЦК ВКП(б) | репресований .03.1952             |
| Мітін Марк Борисович                       | РРФСР                                 | Іркутський                                            | Нац.   | заступник голови Всесоюзного товариства із розповсюдження політичних і наукових знань, академік АН СРСР                                                |                                   |
| Мітюшев Дмитро Васильович                  | Комі АРСР                             | Усть-Вимський                                         | Нац.   | директор Усть-Вимської МТС |                                   |
| Міцкевич Костянтин Михайлович (Якуб Колас) | Барановицька область                  | Новогрудський                                         | Союзу  | письменник |                                   |
| Мокрушин Василь Михайлович                 | Кемеровська область                   | Кемеровський                                          | Союзу  | 1-й секретар Кемеровського обкому ВКП(б) | дообраний 29.06.1952              |
| Молотов В'ячеслав Михайлович               | Москва                                | Молотовський                                          | Союзу  | заступник голови Ради Міністрів СРСР |                                   |
| Мордовець Йосип Лаврентійович              | Молдавська РСР                        | Бендерський                                           | Союзу  | міністр держбезпеки Молдавської РСР, генерал-майор |                                   |
| Морозов Петро Федорович                    | Тамбовська область                    | Кірсановський                                         | Союзу  | голова Тамбовського облвиконкому |                                   |
| Москаленко Валентин Іванович               | Естонська РСР                         | Пайдеський                                            | Нац.   | міністр держбезпеки Естонської РСР |                                   |
| Москаленко Кирило Семенович                | Станіславська область                 | Надвірнянський                                        | Союзу  | командувач військ Московського району протиповітряної оборони (ППО) СРСР, генерал-полковник                                                            |                                   |
| Москвін Василь Арсентійович                | Кемеровська область                   | Анжеро-Судженський                                    | Союзу  | голова Кемеровського облвиконкому |                                   |
| Мошенський Пилип Савелійович               | Омська область                        | Омський сільський                                     | Союзу  | голова колгоспу імені Войкова Одеського району |                                   |
| Мошников Іван Васильович                   | Ленінградська область                 | Лодейнопольський                                      | Союзу  | капітан річкового пароплаву «Володарський» |                                   |
| Музруков Борис Глібович                    | РРФСР                                 | Челябінський                                          | Нац.   | начальник комбінату № 817 (місто Челябінськ-40), генерал-майор інженерно-танкової служби                                                               |                                   |
| Мулькамонов Джифон                         | Горно-Бадахшанська автономна область  | Рушанський                                            | Нац.   | 1-й секретар Шугнанського райкому КП(б) Таджикистану                                                                                                   |                                   |
| Мулявко Августа Матвіївна                  | Казахська РСР                         | Талди-Курганський                                     | Союзу  | головний агроном Каратальського районного відділу сільського господарства                                                                              |                                   |
| Муратов Зіннят Ібетович                    | Татарська АРСР                        | Казанський сільський                                  | Союзу  | 1-й секретар Татарського обкому ВКП(б) |                                   |
| Муратов Федір Миколайович                  | Астраханська область                  | Астраханський міський                                 | Союзу  | 1-й секретар Астраханського обкому ВКП(б) |                                   |
| Мустафаєв Імам Дашдемір огли               | Азербайджанська РСР                   | Хачмазський                                           | Союзу  | міністр сільського господарства Азербайджанської РСР                                                                                                   |                                   |
| Мусхелішвілі Микола Іванович               | Грузинська РСР                        | Тбіліський сільський                                  | Союзу  | президент Академії наук Грузинської РСР |                                   |
| Мухіна Парасковія Іванівна                 | Горьковська область                   | Дзержинський                                          | Союзу  | старший майстер Дзержинського заводу імені Свердлова                                                                                                   |                                   |
| Мухітдінов Нуритдін Акрамович              | Узбецька РСР                          | Наманганський сільський                               | Нац.   | 1-й секретар Наманганського обкому КП(б) Узбекистану                                                                                                   |                                   |
| Мятієв Сеїдназар                           | Туркменська РСР                       | Каахкинський                                          | Нац.   | 1-й секретар Ашхабадського обкому КП(б) Туркменії |                                   |
| Набієв Малік Расулович                     | Узбецька РСР                          | Термезький                                            | Нац.   | головний агроном Джар-Курганського районного відділу сільського господарства                                                                           |                                   |
| Надирбабаєва Она                           | Таджицька РСР                         | Науський                                              | Нац.   | голова колгоспу «Кзил Аскер» Пролетарського району |                                   |
| Назаренко Іван Дмитрович                   | Чернігівська область                  | Прилуцький                                            | Союзу  | секретар ЦК КП(б)У |                                   |
| Назаров Павло Назарович                    | Чуваська АРСР                         | Канашський                                            | Союзу  | машиніст депо станції Канаш Казанської залізниці |                                   |
| Назаров Сафаралі                           | Таджицька РСР                         | Шуроабадський                                         | Нац.   | голова колгоспу імені Орджонікідзе Шуроабадського району                                                                                               |                                   |
| Назарова Ніна Степанівна                   | Дніпропетровська область              | Дніпродзержинський                                    | Союзу  | конструктор Дніпровського металургійного заводу імені Дзержинського                                                                                    |                                   |
| Назірова Міна Башир кизи                   | Азербайджанська РСР                   | Закатальський                                         | Нац.   | голова виконкому Сувагільської сільської ради Закатальського району                                                                                    |                                   |
| Намсараєв Хоца Намсарайович                | Бурят-Монгольська АРСР                | Кяхтінський                                           | Нац.   | письменник |                                   |
| Нарсія Григорій Овсійович                  | Грузинська РСР                        | Кутаїський                                            | Нац.   | 1-й секретар Кутаїського міськкому КП(б) Грузії |                                   |
| Натрошвілі Арчил Георгійович               | Грузинська РСР                        | Сігнахський                                           | Нац.   | директор Грузинського науково-дослідного інституту (НДІ) тваринництва                                                                                  |                                   |
| Наумкін Никанор Зотович                    | Башкирська АРСР                       | Мелеузівський                                         | Нац.   | голова колгоспу імені Максима Горького села Волостновки Юмагузінського району                                                                          |                                   |
| Недосєкін Віктор Іванович                  | Свердловська область                  | Свердловський-Сталінський                             | Союзу  | 1-й секретар Свердловського обкому ВКП(б) |                                   |
| Немежиков Тарас Миколайович                | Красноярський край                    | Абаканський                                           | Союзу  | 1-й секретар Хакаського обкому ВКП(б) |                                   |
| Немчинов Микола Матвійович                 | Карело-Фінська РСР                    | Кемський міський                                      | Нац.   | голова колгоспу «12-я годовщина Октября» |                                   |
| Нерсесян Степан Сергійович                 | Вірменська РСР                        | Єреванський-Кіровський                                | Нац.   | завідувач кафедри історії давнього світу Єреванського державного університету імені Молотова                                                           |                                   |
| Несмєянов Олександр Миколайович            | Москва                                | Совєтський                                            | Союзу  | ректор Московського державного університету, академік АН СРСР                                                                                          |                                   |
| Ниммік Валло Юханович                      | Естонська РСР                         | Ракверський північний                                 | Нац.   | змінний майстер цементного заводу «Пунане Кунда» |                                   |
| Нікітін Костянтин Іванович                 | Туркменська РСР                       | Тедженський                                           | Нац.   | міністр фінансів Туркменської РСР |                                   |
| Нікітін Павло Миколайович                  | Удмуртська АРСР                       | Можгинський                                           | Союзу  | голова Ради Міністрів Удмуртської АРСР |                                   |
| Ніколаєв Борис Федорович                   | Ленінградська область                 | Виборзький                                            | Союзу  | 2-й секретар Ленінградського обкому ВКП(б) |                                   |
| Ніколаєв Костянтин Кузьмич                 | Свердловська область                  | Сєровський                                            | Союзу  | голова Свердловського облвиконкому |                                   |
| Нікольський Інокентій Михайлович           | Іркутська область                     | Іркутський північний                                  | Союзу  | голова Іркутського облвиконкому |                                   |
| Ніязов Амін Ірматович                      | Узбецька РСР                          | Наманганський сільський                               | Союзу  | голова Президії Верховної ради Узбецької РСР |                                   |
| Новик Альфонс Андрійович                   | Латвійська РСР                        | Резекненський                                         | Союзу  | міністр держбезпеки Латвійської РСР |                                   |
| Нормурадова Іхболь                         | Таджицька РСР                         | Сталінабадський сільський                             | Нац.   | бригадир ватного цеху Сталінабадської швейної фабрики                                                                                                  |                                   |
| Носов Григорій Іванович                    | Челябінська область                   | Магнітогорський                                       | Союзу  | директор Магнітогорського металургійного комбінату імені Сталіна                                                                                       | помер 7.08.1951                   |
| Нургазієва Фатіма Нургазіївна              | Киргизька РСР                         | Караванський                                          | Нац.   | міністр охорони здоров'я Киргизької РСР |                                   |
| Нурутдінов Сіродж                          | Кара-Калпацька АРСР                   | Куйбишевський                                         | Нац.   | секретар ЦК КП(б) Узбекистану |                                   |
| Нюнка Владас Юозович                       | Литовська РСР                         | Укмергський                                           | Союзу  | секретар ЦК КП(б) Литви |                                   |
| Обносов Петро Степанович                   | Таджицька РСР                         | Ленінабадський міський                                | Нац.   | 1-й секретар Ленінабадського обкому КП(б) Таджикистану                                                                                                 |                                   |
| Обухов Макар Михайлович                    | національні округи                    | Коряцький національний округ                          | Нац.   | голова Коряцького окрвиконкому | помер 31.12.1952                  |
| Оглоблін Олексій Олексійович               | Смоленська область                    | Рославльський                                         | Союзу  | завідувач кафедри госпітальної хірургії Смоленського медичного інституту, професор                                                                     |                                   |
| Одар Георг Олександрович                   | Естонська РСР                         | Ківіиліський                                          | Нац.   | прохідник шахти «Кукрезе» |                                   |
| Озарський Едуард Йосипович                 | Литовська РСР                         | Паневежський міський                                  | Нац.   | секретар ЦК КП(б) Литви |                                   |
| Озолінь Карл Мартинович                    | Латвійська РСР                        | Валмієрський                                          | Нац.   | відповідальний редактор газети «Циня» |                                   |
| Олексенко Степан Антонович                 | Українська РСР                        | Дрогобицький                                          | Нац.   | 1-й секретар Дрогобицького обкому КП(б) України |                                   |
| Олійник Захар Федорович                    | Київська область                      | Таращанський                                          | Союзу  | голова Київського облвиконкому | помер 16.10.1951                  |
| Омаров Ільяс Омарович                      | Казахська РСР                         | Чимкентський міський                                  | Нац.   | секретар ЦК КП(б) Казахстану з пропаганди і агітації                                                                                                   |                                   |
| Ондар Сєрее Караолович                     | Тувинська автономна область           | Кизилський міський                                    | Нац.   | слюсар-моторист Кизилських авторемонтних майстерент |                                   |
| Оніка Раїса Діонісіївна                    | Молдавська РСР                        | Кишинівський сільський                                | Союзу  | студентка Кишинівського державного університету |                                   |
| Органов Микола Миколайович                 | Приморський край                      | Владивостоцький                                       | Союзу  | 1-й секретар Приморського крайкому ВКП(б) |                                   |
| Орлов Григорій Васильович                  | Саратовська область                   | Балашовський                                          | Союзу  | | дообраний 28.10.1951              |
| Орлов Олексій Петрович                     | Пензенська область                    | Сердобський                                           | Союзу  | хірург, головний лікар Сердобської районної лікарні | помер 19.04.1951                  |
| Орлова Зіновія Олексіївна                  | Ленінград                             | Смольнинський                                         | Союзу  | вчителька російської мови середньої школи № 166 міста Ленінграда                                                                                       |                                   |
| Орловський Кирило Прокопович               | Бобруйська область                    | Бобруйський                                           | Союзу  | голова колгоспу «Рассвет» Кіровського району |                                   |
| Оруджев Сабіт Атайович                     | Нахічеванська АРСР                    | Єнгіджинський                                         | Нац.   | начальник Головного управління з видобутку нафти в західних районах (Головзахіднафтовидобутку) Міністерства нафтової промисловості СРСР                | дообраний 24.05.1953              |
| Осипов Георгій Іванович                    | Комі АРСР                             | Сиктивкарський                                        | Союзу  | 1-й секретар Комі обкому ВКП(б) |                                   |
| Осипов Іван Васильович                     | Мордовська АРСР                       | Ардатовський                                          | Нац.   | 1-й секретар Ардатовського райкому ВКП(б) |                                   |
| Осипов Олександр Петрович                  | Карело-Фінська РСР                    | Суоярвський                                           | Нац.   | секретар ВЦРПС |                                   |
| Осипов Петро Дмитрович                     | Воронезька область                    | Воронезький міський                                   | Союзу  | голова Воронезького міськвиконкому |                                   |
| Остров Ян Петрович                         | Латвійська РСР                        | Кулдігський                                           | Союзу  | заступник голови Ради Міністрів Латвійської РСР |                                   |
| Отке                                       | національні округи                    | Чукотський національний округ                         | Нац.   | голова Чукотського окрвиконкому |                                   |
| Оя Вольдемар Карлович                      | Естонська РСР                         | Пярнуський міський                                    | Нац.   | директор неповної середньої школи волості Тистамаа Пярнумаського повіту                                                                                |                                   |
| Павленко Петро Андрійович                  | РРФСР                                 | Краснодарський                                        | Нац.   | письменник, член редколегії журналу «Знамя» | помер 16.06.1951                  |
| Павлов Яків Кузьмич                        | Чуваська АРСР                         | Ядринський                                            | Нац.   | секретар Чуваського обкому ВКП(б) |                                   |
| Павловський Євген Никанорович              | Таджицька РСР                         | Сталінабадський міський                               | Нац.   | голова президії Таджицького філіалу Академії наук СРСР, директор Інституту зоології АН СРСР                                                            |                                   |
| Павлюк Ольга Мефодіївна                    | Краснодарський край                   | Єйський                                               | Союзу  | директор Єйського плодоовочевого радгоспу |                                   |
| Пазіков Хабір Мухарамович                  | Казахська РСР                         | Зайсанський                                           | Союзу  | 1-й секретар Східно-Казахстанського обкому КП(б) Казахстану                                                                                            |                                   |
| Пакуль Ельфріда Янівна                     | Латвійська РСР                        | Тукумський                                            | Нац.   | солістка Латвійського державного театру опери і балету                                                                                                 |                                   |
| Палдинь Єва Янівна                         | Латвійська РСР                        | Вентспілський                                         | Нац.   | міністр соціального забезпечення Латвійської РСР |                                   |
| Палецкіс Юстас Ігнович                     | Литовська РСР                         | Тельшяйський                                          | Союзу  | голова Президії Верховної ради Литовської РСР |                                   |
| Палладін Олександр Володимирович           | Полтавська область                    | Кременчуцький                                         | Союзу  | президент Академії наук Української РСР, академік АН СРСР                                                                                              |                                   |
| Паллас Паул Тімотхеосович                  | Естонська РСР                         | Саареський                                            | Нац.   | рибак риболовного колгоспу «Пихьяраннік» Сааремаського повіту                                                                                          |                                   |
| Панеш Гошсох Малахівна                     | Адигейська автономна область          | Тахтамукайський                                       | Нац.   | вчителька Кончукохабльської семирічної школи |                                   |
| Панов Борис Іванович                       | Калузька область                      | Сухиницький                                           | Союзу  | 1-й секретар Калузького обкому ВКП(б) |                                   |
| Паноєв Атомамад                            | Горно-Бадахшанська автономна область  | Ішкашимський                                          | Нац.   | завідувач відділу Горно-Бадахшанського обласного комітету КП(б) Таджикистану?                                                                          |                                   |
| Пантиков Петро Петрович                    | Краснодарський край                   | Майкопський                                           | Союзу  | голова Краснодарського крайвиконкому |                                   |
| Панферов Федір Іванович                    | Кіровська область                     | Омутнинський                                          | Союзу  | письменник, головний редактор журналу «Октябрь» |                                   |
| Панюков Олександр Олексійович              | національні округи                    | Таймирський національний округ                        | Нац.   | начальник Єнісейбуду МВС СРСР, генерал-майор |                                   |
| Папоян Ісак Олександрович                  | Вірменська РСР                        | Алавердський                                          | Нац.   | робітник-мідеплавильник |                                   |
| Папян Мацак Петросович                     | Вірменська РСР                        | Степанаванський                                       | Нац.   | голова Президії Верховної ради Вірменської РСР |                                   |
| Парамонов Микола Петрович                  | Таджицька РСР                         | Курган-Тюбинський                                     | Нац.   | 1-й секретар Курган-Тюбинського райкому КП(б) Таджикистану                                                                                             |                                   |
| Паращенко Микита Іванович                  | Білоруська РСР                        | Борисовський                                          | Нац.   | голова Мінського облвиконкому |                                   |
| Пасинков Іван Іванович                     | Марійська АРСР                        | Семеновський                                          | Нац.   | лісоруб-електропильник Суслонського ліспромгоспу |                                   |
| Пастухов Василь Лаврентійович              | Чуваська АРСР                         | Чебоксарський                                         | Нац.   | столяр Шумерлінського меблевого комбінату |                                   |
| Пастушенко Петро Микитович                 | Ростовська область                    | Каменський                                            | Союзу  | голова Ростовського облвиконкому |                                   |
| Патоличев Микола Семенович                 | Ростовська область                    | Ростовський-Пролетарський                             | Союзу  | 1-й секретар Ростовського обкому ВКП(б) |                                   |
| Патон Євген Оскарович                      | Харківська область                    | Харківський-Дзержинський                              | Союзу  | віцепрезидент Академії наук Української РСР | помер 12.08.1953                  |
| Пахтєєв Павло Агапович                     | Свердловська область                  | Нижньо-Тагільський                                    | Союзу  | майстер прокатного цеху Нижньо-Тагільського заводу імені Куйбишева                                                                                     |                                   |
| Пашкін Микола Семенович                    | Ярославська область                   | Ростовський                                           | Союзу  | голова Ярославського облвиконкому |                                   |
| Пашков Григорій Йосипович                  | Челябінська область                   | Челябінський сільський                                | Союзу  | голова колгоспу «Новый путь» Багаряцького району |                                   |
| Пегов Микола Михайлович                    | Молотовська область                   | Кунгурський                                           | Союзу  | секретар Президії Верховної ради СРСР | дообраний 21.06.1953              |
| Пелехатий Кузьма Миколайович               | Львівська область                     | Бродівський                                           | Союзу  | голова Львівського облвиконкому, письменник | помер 28.03.1952                  |
| Пельше Арвід Янович                        | Латвійська РСР                        | Резекненський                                         | Нац.   | секретар ЦК КП(б) Латвії з пропаганди і агітації |                                   |
| Первухін Михайло Георгійович               | Молотовська область                   | Ворошиловський                                        | Союзу  | заступник голови Ради Міністрів СРСР |                                   |
| Переверзєв Микита Петрович                 | Ставропольський край                  | Будьоннівський                                        | Союзу  | голова колгоспу імені Кагановича Благодарненського району                                                                                              |                                   |
| Перова Феодосія Стефанівна                 | Ворошиловградська область             | Старобільський                                        | Союзу  | бригадир тракторної бригади Ново-Айдарської МТС |                                   |
| Петров Іван Петрович                       | Ленінград                             | Петроградський                                        | Союзу  | 1-й секретар Петроградського райкому ВКП(б) міста Ленінграда                                                                                           |                                   |
| Петров Іван Юхимович                       | Узбецька РСР                          | Сурхан-Дар'їнський                                    | Союзу  | командувач військ Туркестанського військового округу, генерал армії                                                                                    |                                   |
| Петров Олександр Михайлович                | Астраханська область                  | Астраханський сільський                               | Союзу  | голова Астраханського облвиконкому |                                   |
| Петряєва Ганна Романівна                   | Куйбишевська область                  | Куйбишевський міський                                 | Союзу  | шліфувальниця Куйбишевського заводу «Автотрактородеталь»                                                                                               |                                   |
| Петряков Олексій Миколайович               | Молотовська область                   | Кізеловський                                          | Союзу  | шахтар-прохідник шахти імені Калініна комбінату «Молотовуголь» міста Губахи                                                                            |                                   |
| Печищев Олександр Іванович                 | Молотовська область                   | Молотовський міський                                  | Союзу  | слюсар Молотовського заводу |                                   |
| Пир'єв Іван Олександрович                  | Хакаська автономна область            | Абаканський                                           | Нац.   | кінорежисер, заступник голови Великої художньої ради Міністерства кінематографії СРСР                                                                  |                                   |
| Писарєв Василь Ілліч                       | Литовська РСР                         | Вільнюський сільський                                 | Нац.   | 1-й заступник голови Ради міністрів Литовської РСР |                                   |
| Писін Костянтин Георгійович                | Алтайський край                       | Каменський                                            | Союзу  | голова Алтайського крайвиконкому |                                   |
| Пігурнов Панас Петрович                    | Військовий виборчий округ             |                                                       | Нац.   | член Військової ради Групи радянських окупаційних військ в Німеччині, генерал-лейтенант                                                                |                                   |
| Пізнак Федір Іванович                      | Дрогобицька область                   | Добромильський                                        | Союзу  | слухач Вищої партійної школи при ЦК КП(б)У |                                   |
| Пійльберг Роберт Олександрович             | Естонська РСР                         | Таллінський-Центральний                               | Нац.   | фрезерувальник Таллінського машинобудівного заводу |                                   |
| Піксін Іван Олексійович                    | Мордовська АРСР                       | Саранський                                            | Союзу  | 1-й секретар Мордовського обкому ВКП(б) |                                   |
| Пінков Федір Максимович                    | Ульяновська область                   | Мелекеський                                           | Союзу  | голова колгоспу «МОПР» Ніколо-Черемшанського району |                                   |
| Пірузян Арам Сергійович                    | Вірменська РСР                        | Мікоянівський                                         | Нац.   | 1-й заступник голови Ради Міністрів Вірменської РСР |                                   |
| Плесумс Петро Петрович                     | Латвійська РСР                        | Єкабпілський                                          | Нац.   | секретар Партколегії при ЦК КП(б) Латвії |                                   |
| Плієв Ісса Олександрович                   | Азербайджанська РСР                   | Кіровабадський                                        | Союзу  | командувач 4-ї армії Закавказького військового округу, генерал-полковник                                                                               |                                   |
| Плєська Ольга Титівна                      | Білоруська РСР                        | Гомельський                                           | Нац.   | вчителька, директор школи |                                   |
| Погосов Арутюн Варосович                   | Вірменська РСР                        | Ленінаканський                                        | Союзу  | 2-й секретар ЦК КП(б) Вірменії | повноваження припинені 24.12.1952 |
| Погудіна Надія Олександрівна               | Кіровська область                     | Кіровський сільський                                  | Союзу  | голова виконкому Вахрушевської сільської ради Просницького району                                                                                      |                                   |
| Подгаєвський Віталій Васильович            | Якутська АРСР                         | Аллах-Юнський                                         | Нац.   | керуючий тресту «Джугджурзолото», генерал-майор |                                   |
| Подольський Микола Тимофійович             | Кам'янець-Подільська область          | Городоцький                                           | Союзу  | 1-й секретар Ярмолинецького райкому КП(б) України |                                   |
| Позаненко Василь Васильович                | Кіровоградська область                | Кіровоградський                                       | Союзу  | 1-й секретар Кіровоградського обкому КП(б) України |                                   |
| Покришев Петро Опанасович                  | Ленінградська область                 | Ленінградський сільський                              | Союзу  | командир 44-ї винищувальної авіаційної дивізії ППО, полковник                                                                                          |                                   |
| Покришкін Олександр Іванович               | Новосибірська область                 | Татарський                                            | Союзу  | командир авіаційного з'єднання, гвардії полковник |                                   |
| Полєщук Ганна Антонівна                    | Білоруська РСР                        | Лідський                                              | Нац.   | голова колгоспу «Красная заря» Зельвенського району |                                   |
| Поліщук Євгенія Федорівна                  | Житомирська область                   | Бердичівський                                         | Союзу  | директор Любарської МТС |                                   |
| Половков Іван Сергійович                   | Запорізька область                    | Мелітопольський                                       | Союзу  | голова колгоспу імені Ворошилова Кам'янсько-Дніпровського району                                                                                       | помер 11.01.1951                  |
| Половков Савелій Федорович                 | Запорізька область                    | Мелітопольський                                       | Союзу  | бригадир колгоспу імені Ворошилова Кам'янсько-Дніпровського району                                                                                     | дообраний 27.05.1951              |
| Полоз Петро Матвійович                     | Молдавська РСР                        | Каушанський                                           | Нац.   | голова Бендерського міськвиконкому |                                   |
| Пономаренко Василь Микитович               | Українська РСР                        | Запорізький                                           | Нац.   | голова Запорізького облвиконкому |                                   |
| Пономаренко Пантелеймон Кіндратович        | Мінська область                       | Мінський сільський                                    | Союзу  | секретар ЦК ВКП(б) |                                   |
| Попов Василь Якович                        | Алтайський край                       | Алейський                                             | Союзу  | старший майстер Алтайського тракторного заводу імені Калініна                                                                                          |                                   |
| Попов Іван Тимофійович                     | Псковська область                     | Порховський                                           | Союзу  | голова колгоспу «Красная заря» Больше-Храпської сільської ради Дєдовицького району                                                                     |                                   |
| Попов Лазар Іванович                       | Горьковська область                   | Павловський                                           | Союзу  | 1-й секретар Павловського райкому ВКП(б) |                                   |
| Попов Маркіан Михайлович                   | Запорізька область                    | Запорізький другий                                    | Союзу  | командувач військ Таврійського військового округу, генерал-полковник                                                                                   |                                   |
| Попова Марія Степанівна                    | Алтайський край                       | Рубцовський                                           | Союзу  | старший агроном радгоспу «12 лет Октября» Поспєліхинського району                                                                                      |                                   |
| Попова Ніна Антонівна                      | Кемеровська область                   | Ленінськ-Кузнецький                                   | Союзу  | вчителька неповної середньої школи № 13 міста Ленінськ-Кузнецький                                                                                      |                                   |
| Попова Ніна Василівна                      | Івановська область                    | Кінешемський                                          | Союзу  | секретар ВЦРПС, голова Антифашистського комітету радянських жінок                                                                                      |                                   |
| Поскрьобишев Олександр Миколайович         | Башкирська АРСР                       | Белебеєвський                                         | Союзу  | завідувач особливого сектора ЦК ВКП(б) |                                   |
| Поспєлов Петро Миколайович                 | Курська область                       | Обоянський                                            | Союзу  | директор Інституту Маркса-Енгельса-Леніна |                                   |
| Постникова Євдокія Миколаївна              | Запорізька область                    | Осипенківський                                        | Союзу  | вчителька Осипенківської середньої школи |                                   |
| Постовалов Сергій Осипович                 | Кримська область                      | Сімферопольський сільський                            | Союзу  | голова Кримського облвиконкому |                                   |
| Потапов Семен Іванович                     | Молдавська РСР                        | Кагульський                                           | Союзу  | 1-й секретар Чадир-Лунзького райкому КП(б) Молдавії |                                   |
| Похиленко Валентина Іванівна               | Ізмаїльська область                   | Білгород-Дністровський                                | Союзу  | бригадир коптильного цеху Білгород-Дністровського рибоконсервного заводу                                                                               |                                   |
| Поян Микола Олексійович                    | Молдавська РСР                        | Кишинівський міський                                  | Нац.   | майстер, начальник цеху Кишинівського керамічного заводу                                                                                               |                                   |
| Праздников Петро Андрійович                | Башкирська АРСР                       | Бєлоріцький                                           | Союзу  | обер-майстер мартенівського цеху Бєлорєцького металургійного заводу                                                                                    |                                   |
| Прасс Пилип Михайлович                     | Молотовська область                   | Сталінський                                           | Союзу  | 1-й секретар Молотовського обкому ВКП(б) |                                   |
| Предтеченський Олександр Михайлович        | Івановська область                    | Тейковський                                           | Союзу  | професор Івановського медичного інституту, доктор медичних наук                                                                                        |                                   |
| Прейкшас Казіс Казович                     | Литовська РСР                         | Рокишкський                                           | Нац.   | заступник голови Ради Міністрів Литовської РСР |                                   |
| Проос Каті Петрівна                        | Естонська РСР                         | Таллінський-Калінінський                              | Нац.   | шишельниця Копліського машинобудівного заводу |                                   |
| Прибиткова Яніна Леонтіївна                | Білоруська РСР                        | Мінський сільський                                    | Нац.   | секретар Мінського міського комітету ЛКСМ Білорусії |                                   |
| Приймачук Ганна Йосипівна                  | Волинська область                     | Ковельський                                           | Союзу  | машиніст крана Ковельського паровозного депо |                                   |
| Притицький Сергій Осипович                 | Білоруська РСР                        | Гродненський                                          | Нац.   | 1-й секретар Гродненського обкому КП(б) Білорусії |                                   |
| Прімов Кашакбай                            | Казахська РСР                         | Кзил-Ординський                                       | Союзу  | голова колгоспу «Кзил-ту» Казалінського району |                                   |
| Прокконен Павло Степанович                 | Карело-Фінська РСР                    | Піткярантський                                        | Нац.   | голова Ради Міністрів Карело-Фінської РСР |                                   |
| Протодьяконов Василь Андрійович            | Якутська АРСР                         | Булунський                                            | Нац.   | слухач Вищих курсів при ЦК ВКП(б) |                                   |
| Профатілов Ілля Іванович                   | Волинська область                     | Луцький                                               | Союзу  | 1-й секретар Волинського обкому КП(б) України |                                   |
| Пузанов Олександр Михайлович               | Куйбишевська область                  | Кінельський                                           | Союзу  | 1-й секретар Куйбишевського обкому ВКП(б) |                                   |
| Пурцхванідзе Шалва Єстатійович             | Грузинська РСР                        | Амбролаурський                                        | Нац.   | шахтар-вибійник шахти імені Сталіна тресту «Ткібулвугілля»                                                                                             |                                   |
| Пустіка Ірина Йосипівна                    | Молдавська РСР                        | Рибницький                                            | Нац.   | голова колгоспу імені Кірова села Гідірім Рибницького району                                                                                           |                                   |
| Пухльонкіна Хіонія Петрівна                | національні округи                    | Ханти-Мансійський національний округ                  | Нац.   | вчителька Нізямської початкової школи Мікояновського району                                                                                            |                                   |
| Пухов Микола Павлович                      | Одеська область                       | Андрієво-Іванівський                                  | Союзу  | командувач військ Одеського військового округу, генерал-полковник                                                                                      |                                   |
| Пялль Едуард Миколайович                   | Естонська РСР                         | Вируський                                             | Нац.   | голова Президії Верховної ради Естонської РСР |                                   |
| Рагімов Махмуд Джафар Кулі огли            | Азербайджанська РСР                   | Масаллинський                                         | Нац.   | начальник нафтоналивного пароплавства «Касптанкер» |                                   |
| Рагуотіс Антанас Владиславович             | Литовська РСР                         | Паневежський                                          | Союзу  | 1-й секретар ЦК ЛКСМ Литви |                                   |
| Раззаков Ісхак Раззакович                  | Киргизька РСР                         | Фрунзенський сільський                                | Союзу  | голова Ради Міністрів Киргизької РСР |                                   |
| Ракіцкене Она Миколівна                    | Литовська РСР                         | Біржайський                                           | Нац.   | голова колгоспу «Пергале» Пасвальського повіту |                                   |
| Раманаускайте Анеле Ігнівна                | Литовська РСР                         | Клайпедський                                          | Нац.   | робітниця фабрики «Тринічяй» |                                   |
| Расулов Джабар Расулович                   | Таджицька РСР                         | Кулябський                                            | Союзу  | голова Ради Міністрів Таджицької РСР |                                   |
| Рахімов Касим                              | Кара-Калпацька АРСР                   | Кунградський                                          | Нац.   | міністр сільського господарства Узбецької РСР |                                   |
| Рахімова Курбанбібі                        | Таджицька РСР                         | Кокташський                                           | Нац.   | голова колгоспу імені Андрєєва Гіссарського району |                                   |
| Рахімова Саодат                            | Узбецька РСР                          | Наманганський міський                                 | Союзу  | агроном Чустського районного відділу сільського господарства                                                                                           |                                   |
| Рашидов Шараф Рашидович                    | Узбецька РСР                          | Джизацький                                            | Нац.   | голова Спілки радянських письменників Узбекистану |                                   |
| Решетников Сергій Андрійович               | Марійська АРСР                        | Сернурський                                           | Нац.   | хірург, головний лікар Сернурської районної лікарні |                                   |
| Решетняк Пилип Нестерович                  | Ворошиловградська область             | Ровеньківський                                        | Союзу  | голова Ворошиловградського облвиконкому |                                   |
| Рєзчик Петро Харитонович                   | Казахська РСР                         | Алма-Атинський міський                                | Нац.   | директор Алма-Атинського машинобудівного заводу № 175 імені Кірова                                                                                     |                                   |
| Рильський Максим Тадейович                 | Українська РСР                        | Житомирський                                          | Нац.   | письменник, директор Інституту мистецтвознавства, фольклору та етнографії АН Української РСР                                                           |                                   |
| Різаєв Довлет                              | Туркменська РСР                       | Куня-Ургенчський                                      | Нац.   | 1-й секретар Куня-Ургенчського райкому КП(б) Туркменії                                                                                                 |                                   |
| Рогинець Михайло Георгійович               | Чернігівська область                  | Чернігівський                                         | Союзу  | 1-й секретар Чернігівського обкому КП(б) України |                                   |
| Родимцев Олександр Ілліч                   | Калінінська область                   | Калінінський сільський                                | Союзу  | командир 11-го гвардійського стрілецького корпусу, генерал-лейтенант                                                                                   |                                   |
| Рожко Георгій Дем'янович                   | Молдавська РСР                        | Кагульський                                           | Нац.   | головний агроном Баймаклійського районного сільськогосподарського відділу                                                                              |                                   |
| Розова Віра Василівна                      | Татарська АРСР                        | Лаїшевський                                           | Нац.   | вчителька Янкінської початкової школи Куйбишевського району                                                                                            |                                   |
| Романов Григорій Григорович                | Татарська АРСР                        | Ново-Шешмінський                                      | Союзу  | 1-й секретар Аксубаївського райкому ВКП(б) |                                   |
| Романова Ольга Василівна                   | Марійська АРСР                        | Моркинський                                           | Нац.   | секретар Марійського обкому ВКП(б) |                                   |
| Романовський Володимир Захарович           | Ростовська область                    | Новочеркаський                                        | Союзу  | командувач військ Донського військового округу, генерал-полковник                                                                                      |                                   |
| Романюк Устина Никифорівна                 | Вінницька область                     | Гайсинський                                           | Союзу  | голова колгоспу імені Сталіна села Степашки Гайсинського району                                                                                        |                                   |
| Романяк Мирослав Йосипович                 | Дрогобицька область                   | Дрогобицький                                          | Союзу  | головний хірург Дрогобицької області, завідувач хірургічного відділення Дрогобицької обласної лікарні                                                  |                                   |
| Ромашин Михайло Петрович                   | Брянська область                      | Трубчевський                                          | Союзу  | голова Брянської обласної ради профспілок |                                   |
| Російський Микола Олексійович              | Москва                                | Щербаковський                                         | Союзу  | старший майстер цеху мікрометрів Московського заводу «Калібр»                                                                                          |                                   |
| Руденко Роман Андрійович                   | Ворошиловградська область             | Лисичанський                                          | Союзу  | прокурор Української РСР |                                   |
| Рудь Герасим Якович                        | Молдавська РСР                        | Дрокіївський                                          | Нац.   | голова Ради Міністрів Молдавської РСР |                                   |
| Рум'янцев Іван Іванович                    | Москва                                | Київський                                             | Союзу  | 1-й секретар Московського міськкому ВКП(б) |                                   |
| Рухадзе Микола Максимович                  | Грузинська РСР                        | Самтредський                                          | Союзу  | міністр держбезпеки Грузинської РСР | репресований .07.1952             |
| Рухікян Корюн Оганесович                   | Вірменська РСР                        | Кіроваканський                                        | Нац.   | директор Єреванського заводу імені Кірова; міністр торгівлі Вірменської РСР                                                                            |                                   |
| Сабітова Зуліха Нігметівна                 | Казахська РСР                         | Карагандинський міський                               | Нац.   | інженер-металург Балхаського заводу кольорового прокату                                                                                                |                                   |
| Сабуров Максим Захарович                   | Курська область                       | Дмитріївський                                         | Союзу  | заступник голови Ради Міністрів СРСР, голова Держплану РМ СРСР                                                                                         |                                   |
| Сабуров Олександр Миколайович              | Дрогобицька область                   | Самбірський                                           | Союзу  | начальник УМВС по Дрогобицькій області, генерал-майор                                                                                                  |                                   |
| Саввін Олександр Іванович                  | Воронезька область                    | Острогозький                                          | Союзу  | 1-й секретар Острогозького райкому ВКП(б) |                                   |
| Савіних Андрій Григорович                  | Томська область                       | Томський міський                                      | Союзу  | завідувач кафедри Томського медичного інституту, професор, доктор медичних наук                                                                        |                                   |
| Садовий Василь Григорович                  | Львівська область                     | Львівський міський                                    | Союзу  | голова Шевченківського райвиконкому міста Львова | помер 3.12.1950                   |
| Садовников Микола Григорович               | Чуваська АРСР                         | Алатирський                                           | Нац.   | токар Алатирського паровозоремонтного заводу |                                   |
| Садовников Олександр Іванович              | Калінінська область                   | Лихославський                                         | Союзу  | голова Калінінського облвиконкому |                                   |
| Саєвич Платон Васильович                   | Білоруська РСР                        | Поставський                                           | Нац.   | міністр освіти Білоруської РСР | репресований .05.1951             |
| Саїдшаріпова Зебо                          | Таджицька РСР                         | Гармський                                             | Нац.   | голова виконкому Шульмацької кишлачної ради Гармського району                                                                                          |                                   |
| Саланов Олексій Михайлович                 | Горьковська область                   | Арзамаський                                           | Союзу  | голова Горьковського облвиконкому | дообраний 25.01.1953              |
| Салієв Ульмас                              | Таджицька РСР                         | Ісфаринський                                          | Нац.   | бригадир вибійників шахти № 2 рудника «Шурабвугілля» тресту «Таджиквугілля»                                                                            |                                   |
| Салін Мінайдар Салімович                   | Казахська РСР                         | Уральський                                            | Нац.   | 1-й секретар Західно-Казахстанського обкому КП(б) Казахстану                                                                                           |                                   |
| Саллінен Іван Устинович                    | Карело-Фінська РСР                    | Кемський сільський                                    | Нац.   | візник Ухтинського ліспромгоспу |                                   |
| Самарханов Хафіз Ідіатович                 | Татарська АРСР                        | Тетюшський                                            | Нац.   | голова виконкому Кайбицької сільської ради Буїнського району                                                                                           |                                   |
| Сампілов Циренжап Сампілович               | Бурят-Монгольська АРСР                | Тункинський                                           | Нац.   | голова Спілки радянських художників Бурят-Монгольської АРСР                                                                                            | помер 31.07.1953                  |
| Самсонкіна Марія Яківна                    | Мордовська АРСР                       | Краснослободський                                     | Нац.   | вчителька, заступник директора Краснослободської допоміжної школи                                                                                      | дообрана 29.07.1951               |
| Самсонов Борис Іванович                    | Московська область                    | Ухтомський                                            | Союзу  | формувальник-модельник Люберецького заводу сільськогосподарського машинобудування імені Ухтомського                                                    |                                   |
| Санакоєва Тамара Федорівна                 | Південно-Осетинська автономна область | Сталінірський сільський                               | Нац.   | завідувач сільськогосподарського відділу Південно-Осетинського обкому КП(б) Грузії                                                                     |                                   |
| Сапожков Петро Тимофійович                 | Воронезька область                    | Анненський                                            | Союзу  | голова колгоспу імені Карла Маркса Анненського району                                                                                                  |                                   |
| Сариєв Акмамед                             | Туркменська РСР                       | Кагановицький                                         | Нац.   | голова Президії Верховної ради Туркменської РСР |                                   |
| Сариков Керімберди                         | Киргизька РСР                         | Джалал-Абадський                                      | Нац.   | шахтар шахти «Капітальна» |                                   |
| Саримсаков Ташмухамед Алійович             | Узбецька РСР                          | Самаркандський сільський                              | Нац.   | президент Академії наук Узбецької РСР |                                   |
| Сар'ян Мартірос Сергійович                 | Вірменська РСР                        | Кіроваканський                                        | Союзу  | народний художник Вірменської РСР |                                   |
| Сатпаєв Каниш Імантайович                  | Казахська РСР                         | Карагандинський сільський                             | Нац.   | президент Академії наук Казахської РСР |                                   |
| Сафаралієва Койкеб Кяміл кизи              | Азербайджанська РСР                   | Бакинський-Ленінський                                 | Союзу  | піаністка, директор Бакинської спеціальної музичної школи                                                                                              |                                   |
| Сафіна Фасахат Зіганшинівна                | Татарська АРСР                        | Кукморський                                           | Нац.   | голова колгоспу «Тукай-Кирлай» Кзил-Юлдузського району                                                                                                 |                                   |
| Сафронов Іван Петрович                     | Чкаловська область                    | Бугурусланський                                       | Союзу  | голова Чкаловського облвиконкому |                                   |
| Свиридов Володимир Петрович                | Військовий виборчий округ             |                                                       | Нац.   | головнокомандувач Центральної групи радянських військ в Австрії, генерал-лейтенант артилерії                                                           |                                   |
| Сеїдов Гасан Алі огли                      | Азербайджанська РСР                   | Ленкоранський                                         | Союзу  | 2-й секретар ЦК КП(б) Азербайджану |                                   |
| Сеїтов Піржан                              | Кара-Калпацька АРСР                   | Ходжейлінський                                        | Нац.   | слухач Вищої партійної школи при ЦК ВКП(б) |                                   |
| Селюкін Михайло Осипович                   | Мордовська АРСР                       | Темниковський                                         | Нац.   | голова Президії Верховної ради Мордовської АРСР |                                   |
| Сембаєв Абдихамі Ібнійович                 | Казахська РСР                         | Уральський                                            | Союзу  | міністр освіти Казахської РСР |                                   |
| Семенов Олексій Дмитрович                  | Приморський край                      | Спаський                                              | Союзу  | голова Приморського крайвиконкому |                                   |
| Семенова Тетяна Іванівна                   | Бурят-Монгольська АРСР                | Улан-Уденський міський                                | Нац.   | завідувачка шкірно-венеричного відділення Улан-Уденської інфекційної лікарні                                                                           |                                   |
| Семиволос Олексій Ілліч                    | Дніпропетровська область              | Криворізький                                          | Союзу  | керуючий рудоуправління імені Ілліча тресту «Дзержинськруда»                                                                                           |                                   |
| Семикін Василь Романович                   | Кемеровська область                   | Кисельовський                                         | Союзу  | вибійник шахти № 1-2 тресту «Кагановичуголь» |                                   |
| Сергєєв Павло Никанорович                  | Сталінградська область                | Хоперський                                            | Союзу  | головний агроном Ново-Анненського районного відділу сільського господарства                                                                            |                                   |
| Сердюк Зіновій Тимофійович                 | Київська область                      | Черкаський                                            | Союзу  | секретар ЦК КП(б) України |                                   |
| Сєнін Іван Семенович                       | Житомирська область                   | Малинський                                            | Союзу  | заступник голови Ради Міністрів Української РСР |                                   |
| Сєнніков Аркадій Андрійович                | Туркменська РСР                       | Ашхабадський-Ленінський                               | Нац.   | 2-й секретар ЦК КП(б) Туркменії |                                   |
| Сизов Іван Михайлович                      | Горьковська область                   | Кулебацький                                           | Союзу  | сталевар Кулебацького металургійного заводу імені Кірова                                                                                               |                                   |
| Симон Модест Остапович                     | Новосибірська область                 | Барабинський                                          | Союзу  | директор Сибірського науково-дослідного інституту тваринництва                                                                                         |                                   |
| Симонов Кирило Михайлович                  | РРФСР                                 | Смоленський                                           | Нац.   | письменник |                                   |
| Симонов Олександр Васильович               | Калузька область                      | Калузький                                             | Союзу  | голова Калузького облвиконкому |                                   |
| Симонов Павло Васильович                   | Єврейська автономна область           | Смідовичський                                         | Нац.   | 1-й секретар обкому ВКП(б) Єврейської АО |                                   |
| Симухіна Тамара Матвіївна                  | Удмуртська АРСР                       | Іжевський-Первомайський                               | Нац.   | слюсар Іжевського механічного заводу |                                   |
| Синиця Михайло Сафронович                  | Київська область                      | Київський-Кагановицький                               | Союзу  | 1-й секретар Київського міськкому КП(б) України |                                   |
| Синяговський Петро Юхимович                | Ворошиловградська область             | Кадіївський                                           | Союзу  | начальник дільниці № 5 шахти імені Сталіна Ірмінського шахтоуправління № 2 тресту «Кадіїввугілля»                                                      |                                   |
| Сиром'ятникова Зінаїда Миколаївна          | Горьковська область                   | Уренський                                             | Союзу  | хірург Ветлузької районної лікарні |                                   |
| Сирота Василь Дмитрович                    | Українська РСР                        | Ізмаїльський                                          | Нац.   | голова колгоспу імені Татарбунарського повстання |                                   |
| Сисоєв Петро Петрович                      | Удмуртська АРСР                       | Глазовський                                           | Нац.   | 1-й секретар Глазовського райкому ВКП(б) |                                   |
| Ситников Георгій Семенович                 | Ярославська область                   | Щербаковський                                         | Союзу  | 1-й секретар Ярославського обкому ВКП(б) |                                   |
| Сичов Трохим Дорофійович                   | Бурят-Монгольська АРСР                | Кабанський                                            | Нац.   | голова колгоспу «Первое Мая» села Красний Яр Байкало-Кударінського аймаку                                                                              |                                   |
| Сілін Іван Семенович                       | Курська область                       | Курський міський                                      | Союзу  | фрезерувальник, майстер Курського заводу «Сельмашзапчасть»                                                                                             |                                   |
| Сіляєв Федір Пахомович                     | Білоруська РСР                        | Брестський                                            | Нац.   | 1-й секретар Брестського обкому КП(б) Білорусії |                                   |
| Сімонженкова Мотрона Кузьмівна             | Московська область                    | Орєхово-Зуєвський                                     | Союзу  | голова Московського обласного комітету профспілки робітників текстильної промисловості                                                                 | померла 30.04.1953                |
| Сіпаріс Юозас Вінцович                     | Литовська РСР                         | Вільнюський східний                                   | Нац.   | актор Литовського державного театру драми, заслужений артист Литовської РСР                                                                            |                                   |
| Сіхарулідзе Василь Володимирович           | Грузинська РСР                        | Чохатаурський                                         | Нац.   | 1-й секретар Махарадзевського райкому КП(б) Грузії | репресований 1952                 |
| Скачков Семен Андрійович                   | Челябінська область                   | Челябінський-Ленінський                               | Союзу  | директор Челябінського тракторного заводу |                                   |
| Скверняк Олександр Вікентійович            | Одеська область                       | Одеський-Ленінський                                   | Союзу  | старший машиніст депо станції Одеса-Товарна |                                   |
| Скворцов Іван Олександрович                | Псковська область                     | Островський                                           | Союзу  | голова Псковського облвиконкому |                                   |
| Скрябін Костянтин Іванович                 | Киргизька РСР                         | Фрунзенський міський                                  | Союзу  | голова Президії Киргизького філіалу Академії наук СРСР                                                                                                 |                                   |
| Скулков Ігор Петрович                      | Горно-Алтайська автономна область     | Шебалинський                                          | Нац.   | 2-й секретар Красноярського крайкому ВКП(б) |                                   |
| Слєпко Ілля Овсійович                      | Хабаровський край                     | Комсомольський                                        | Союзу  | фрезерувальник суднобудівного заводу № 199 імені Ленінського Комсомолу міста Комсомольська-на-Амурі                                                    |                                   |
| Слободянюк Маркіян Сергійович              | Вінницька область                     | Вінницький сільський                                  | Союзу  | 1-й секретар Вінницького сільського райкому КП(б) України                                                                                              |                                   |
| Слонь Михайло Варнайович                   | Станіславська область                 | Долинський                                            | Союзу  | 1-й секретар Станіславського обкому КП(б) України |                                   |
| Сметанін Павло Гнатович                    | Рязанська область                     | Касимовський                                          | Союзу  | голова Рязанського облвиконкому |                                   |
| Смирнов Дмитро Григорович                  | Горьковська область                   | Горьковський-Ленінський                               | Союзу  | 1-й секретар Горьковського обкому ВКП(б) |                                   |
| Снечкус Антанас Юозович                    | Литовська РСР                         | Вільнюський                                           | Союзу  | 1-й секретар ЦК КП(б) Литви |                                   |
| Снєжко Павлина Вікентіївна                 | Молодечненська область                | Молодечненський                                       | Союзу  | голова виконкому Ольковицької сільської ради Вілейського району                                                                                        |                                   |
| Созін Василь Миколайович                   | Кіровська область                     | Яранський                                             | Союзу  | 1-й секретар Кікнурського райкому ВКП(б) |                                   |
| Соколова Віра Іванівна                     | Смоленська область                    | Сичовський                                            | Союзу  | дільничний зоотехнік Сичовського державного племінного розсадника                                                                                      |                                   |
| Соколова Марія Олексіївна                  | Московська область                    | Серпуховський                                         | Союзу  | лікар дитячої лікарні міста Серпухова |                                   |
| Соколова-Пономарьова Ольга Дмитрівна       | Омська область                        | Називаєвський                                         | Союзу  | декан факультету педіатрії Омського медичного інституту                                                                                                |                                   |
| Соколовський Василь Данилович              | Сталінградська область                | Калачовський                                          | Союзу  | 1-й заступник міністра Збройних сил СРСР, маршал СРСР                                                                                                  |                                   |
| Соловйов Іван Трохимович                   | Читинська область                     | Сретенський                                           | Союзу  | старший машиніст депо Зілово Забайкальської залізниці                                                                                                  |                                   |
| Соловйов-Сєдой Василь Павлович             | Ленінград                             | Свердловський                                         | Союзу  | композитор, голова правління Ленінградського відділення Спілки композиторів СРСР                                                                       |                                   |
| Сорока Микола Іванович                     | Алтайський край                       | Горно-Алтайський                                      | Союзу  | 1-й секретар Горно-Алтайського обкому ВКП(б) |                                   |
| Сорокіна Людмила Йосипівна                 | Латвійська РСР                        | Вілянський                                            | Нац.   | вчителька Карклінської початкової школи |                                   |
| Соснін Олександр Тимофійович               | Карело-Фінська РСР                    | Октябрський                                           | Нац.   | слюсар Онезького машинобудівного заводу |                                   |
| Спиридонов Олексій Михайлович              | Марійська АРСР                        | Юрінський                                             | Нац.   | 1-й секретар Марійського обкому ВКП(б) | дообраний 8.06.1952               |
| Співак Марко Сидорович                     | Сталінська область                    | Костянтинівський                                      | Союзу  | голова Сталінського облвиконкому |                                   |
| Сталін Йосип Віссаріонович                 | Москва                                | Сталінський                                           | Союзу  | генеральний секретар ЦК ВКП(б), голова Ради Міністрів СРСР                                                                                             | помер 5.03.1953                   |
| Станілієне Дануте Юргівна                  | Литовська РСР                         | Тельшяйський                                          | Нац.   | секретар Плунгеського волкому КП(б) Литви Плунгеського повіту                                                                                          |                                   |
| Станков Іван Іванович                      | Карело-Фінська РСР                    | Сегежський міський                                    | Нац.   | старший содівник Сегежського целюльозно-паперового комбінату                                                                                           |                                   |
| Старовєров Павло Костянтинович             | Курська область                       | Ракитянський                                          | Союзу  | директор Курського інституту удосконалення вчителів |                                   |
| Старовєрова Анастасія Григорівна           | Мордовська АРСР                       | Ардатовський                                          | Союзу  | старший агроном Дубенської МТС |                                   |
| Староторжський Олександр Павлович          | Брянська область                      | Новозибківський                                       | Союзу  | голова Брянського облвиконкому | помер 25.05.1950                  |
| Стафійчук Іван Йосипович                   | Київська область                      | Таращанський                                          | Союзу  | голова Київського облвиконкому | дообраний 23.12.1951              |
| Стахурський Михайло Михайлович             | Вінницька область                     | Вінницький міський                                    | Союзу  | 1-й секретар Вінницького обкому КП(б) України |                                   |
| Степанкевич Катерина Василівна             | Вінницька область                     | Жмеринський                                           | Союзу  | голова колгоспу «Промінь Жовтня» Барського району |                                   |
| Степанова Олександра Гнатівна              | Могильовська область                  | Климовицький                                          | Союзу  | член Партійної колегії при ЦК КП(б) Білорусії? |                                   |
| Степанок Данило Тимофійович                | Українська РСР                        | Одеський                                              | Нац.   | директор Кам'яно-Мостівської МТС Первомайського району                                                                                                 |                                   |
| Стефаник Семен Васильович                  | Львівська область                     | Львівський                                            | Союзу  | заступник голови Львівського облвиконкому |                                   |
| Стракович Єфросинія Адамівна               | Гомельська область                    | Рогачовський                                          | Союзу  | агроном колгоспу «Комсомол» Стрешинського району |                                   |
| Стрельникова Феодосія Панасівна            | Киргизька РСР                         | Кизил-Аскерський                                      | Нац.   | директор племінного радгоспу «Аламедін» Фрунзенської області                                                                                           |                                   |
| Строкач Тимофій Амвросійович               | Вінницька область                     | Могилів-Подільський                                   | Союзу  | міністр внутрішніх справ Української РСР |                                   |
| Струєв Олександр Іванович                  | Сталінська область                    | Сталінський перший                                    | Союзу  | 1-й секретар Сталінського обкому КП(б) України |                                   |
| Ступников Михайло Максимович               | Амурська область                      | Амурський                                             | Союзу  | голова колгоспу імені Сталіна Тамбовського району |                                   |
| Субботін Клавдій Петрович                  | Тульська область                      | Щокинський                                            | Союзу  | голова Тульського облвиконкому |                                   |
| Сувіров Віктор Іванович                    | Військовий виборчий округ             |                                                       | Союзу  | командир авіаційного з'єднання, полковник ВПС СРСР |                                   |
| Суєркулов Абди                             | Киргизька РСР                         | Тянь-Шанський                                         | Союзу  | 2-й секретар ЦК КП(б) Киргизії |                                   |
| Сукаускене Олександра Адомівна             | Литовська РСР                         | Паневежський сільський                                | Нац.   | завідувачка Кургановської початкової школи | померла 30.08.1951                |
| Султанов Дехкан                            | Узбецька РСР                          | Ташкентський-Ленінський міський                       | Нац.   | помічник машиніста тепловоза депо Ташкент-Товарна |                                   |
| Сумбатов-Топурідзе Ювельян Давидович       | Азербайджанська РСР                   | Нухинський                                            | Союзу  | заступник голови Ради Міністрів Азербайджанської РСР                                                                                                   | репресований .07.1953             |
| Супрунов Валентин Кузьмич                  | Краснодарський край                   | Туапсинський                                          | Союзу  | завідувач кафедри Кубанського медичного інституту імені Червоної Армії, професор                                                                       |                                   |
| Суранов Бакір                              | Киргизька РСР                         | Молотовський                                          | Нац.   | змінний майстер металургійного заводу імені Фрунзе Ошської області                                                                                     |                                   |
| Суранова Кумуш                             | Киргизька РСР                         | Наринський                                            | Нац.   | голова виконкому Он-Арчинської сільської ради Наринського району                                                                                       |                                   |
| Суслов Віктор Максимович                   | РРФСР                                 | Краснодарський                                        | Нац.   | 2-й секретар Краснодарського крайкому ВКП(б) | дообраний 30.09.1951              |
| Суслов Михайло Андрійович                  | Саратовська область                   | Саратовський-Ленінський                               | Союзу  | секретар ЦК ВКП(б) |                                   |
| Сухоруков Ізот Миколайович                 | Адигейська автономна область          | Майкопський сільський                                 | Нац.   | голова колгоспу «Политотделец» |                                   |
| Сьомін Олексій Володимирович               | Томська область                       | Томський сільський                                    | Союзу  | 1-й секретар Томського обкому ВКП(б) |                                   |
| Сюкіяйнен Йосип Іванович                   | Карело-Фінська РСР                    | Сортавальський міський                                | Нац.   | директор Карело-Фінського філіалу Інституту Маркса-Енгельса-Леніна при ЦК ВКП(б)                                                                       |                                   |
| Тайбеков Єлубай Базімович                  | Казахська РСР                         | Молотовський                                          | Союзу  | 1-й секретар Акмолінського обкому КП(б) Казахстану |                                   |
| Таймі Адольф Петрович                      | Карело-Фінська РСР                    | Лоухський                                             | Нац.   | голова Верховної ради Карело-Фінської РСР |                                   |
| Танасевський Максим Никифорович            | Молдавська РСР                        | Тираспольський                                        | Нац.   | слюсар-механік Тираспольського консервного заводу імені Ткаченка                                                                                       |                                   |
| Тараскін Олексій Єгорович                  | Мордовська АРСР                       | Краснослободський                                     | Нац.   | голова колгоспу «Новая жизнь» Інсарського району | помер 22.04.1951                  |
| Тарасов Михайло Петрович                   | РРФСР                                 | Уфимський                                             | Нац.   | секретар ВЦРПС, голова Верховної ради Російської РФСР                                                                                                  |                                   |
| Тарасов Петро Михайлович                   | Челябінська область                   | Міаський                                              | Союзу  | головний хірург Челябінської обласної лікарні, доцент кафедри загальної хірургії                                                                       |                                   |
| Тарасов Степан Никонович                   | Дніпропетровська область              | Синельниковський                                      | Союзу  | голова Партійної колегії при ЦК КП(б)У |                                   |
| Тарасова Алла Костянтинівна                | Москва                                | Свердловський                                         | Союзу  | артистка Московського художнього академічного театру СРСР імені Горького, народна артистка СРСР                                                        |                                   |
| Татаринцев Віталій Григорович              | Івановська область                    | Вічугський                                            | Союзу  | голова Івановського облвиконкому |                                   |
| Тахтарова Марія Олександрівна              | Естонська РСР                         | Нарвський                                             | Нац.   | старший інструктор виробничого навчання комбінату «Кренгольмська мануфактура»                                                                          |                                   |
| Твалчрелідзе Георгій Григорович            | Абхазька АРСР                         | Сухумський сільський                                  | Нац.   | секретар Партійної колегії при ЦК КП(б) Грузії | дообраний 30.07.1950              |
| Тебеньков Леонід Олександрович             | Удмуртська АРСР                       | Іжевський-Ждановський                                 | Нац.   | сталевар Іжевського металургійного заводу |                                   |
| Тевосян Іван Федорович                     | Дніпропетровська область              | Нікопольський                                         | Союзу  | заступник голови Ради Міністрів СРСР, міністр чорної металургії СРСР                                                                                   |                                   |
| Телєгіна Ганна Миколаївна                  | Красноярський край                    | Уярський                                              | Союзу  | вчителька російської мови і літератури школи міста Красноярська                                                                                        |                                   |
| Тельман Юліана Федорівна                   | Естонська РСР                         | Тартуський північний                                  | Нац.   | завідувач відділу з роботи серед жінок ЦК КП(б) Естонії                                                                                                |                                   |
| Тельпук Борис Никонович                    | Білоруська РСР                        | Пінський                                              | Нац.   | голова виконавчого комітету Тятловицької сільської ради Лунінецького району                                                                            |                                   |
| Теучеж Нух Цугович                         | Адигейська автономна область          | Кошехабльський                                        | Нац.   | голова Адигейського облвиконкому |                                   |
| Техова Марія Йорданівна                    | Південно-Осетинська автономна область | Ленінгорський                                         | Нац.   | начальник державної інспекції із якості насіння Ленінгорського району                                                                                  |                                   |
| Тимофєєв Петро Тихонович                   | Хакаська автономна область            | Чорногорський                                         | Нац.   | гірничий майстер шахти № 7 комбінату «Красноярскуголь»                                                                                                 |                                   |
| Тимофєєва Агафія Григорівна                | Московська область                    | Клинський                                             | Союзу  | голова колгоспу «Правда» Клинського району |                                   |
| Тимошенко Семен Костянтинович              | Поліська область                      | Мозирський сільський                                  | Союзу  | командувач військ Білоруського військового округу, маршал СРСР                                                                                         |                                   |
| Титов Михайло Васильович                   | Карело-Фінська РСР                    | Біломорський сільський                                | Нац.   | голова колгоспу «Красный остров» |                                   |
| Титов Павло Іванович                       | Кримська область                      | Сімферопольський міський                              | Союзу  | 1-й секретар Кримського обкому ВКП(б) |                                   |
| Титов Федір Єгорович                       | Латвійська РСР                        | Лієпайський                                           | Нац.   | 2-й секретар ЦК КП(б) Латвії |                                   |
| Тихонов Микола Семенович                   | Ленінград                             | Дзержинський                                          | Союзу  | письменник, голова Радянського комітету захисту миру                                                                                                   |                                   |
| Тихомиров Володимир Дмитрович              | Карело-Фінська РСР                    | Первомайський                                         | Нац.   | головний лікар Карело-Фінського республіканського шкіряно-венерологічного диспансеру                                                                   |                                   |
| Тичина Павло Григорович                    | Українська РСР                        | Київський                                             | Нац.   | письменник, академік АН УРСР |                                   |
| Тімашова Мотрона Федорівна                 | Воронезька область                    | Ліскинський                                           | Союзу  | директор Шишовської МТС Бобровського району |                                   |
| Ткач Дмитро Григорович                     | Молдавська РСР                        | Кишинівський міський                                  | Союзу  | секретар ЦК КП(б) Молдавії |                                   |
| Ткачова Тетяна Ізосимівна                  | Алтайський край                       | Славгородський                                        | Союзу  | голова колгоспу «Путь Сталина» Локтєвського району |                                   |
| Ткачук Марко Якович                        | Українська РСР                        | Тернопільський                                        | Нац.   | голова Тернопільського облвиконкому |                                   |
| Тойгомбаєв Джаманкул                       | Киргизька РСР                         | Кочкорський                                           | Нац.   | 1-й секретар Тянь-Шанського обкому КП(б) Киргизії |                                   |
| Тока Салчак Калбакхорекович                | Тувинська автономна область           | Кизилський                                            | Союзу  | 1-й секретар Тувинського обкому ВКП(б) |                                   |
| Токарєв Дмитро Степанович                  | Татарська АРСР                        | Мензелінський                                         | Нац.   | міністр держбезпеки Татарської АРСР, генерал-майор |                                   |
| Токтоманбетова Куліпа                      | Киргизька РСР                         | Чуйський                                              | Нац.   | секретар ЦК КП(б) Киргизії |                                   |
| Толбаст Борис Степанович                   | Естонська РСР                         | Хаапсалуський                                         | Нац.   | 1-й секретар ЦК ЛКСМ Естонії |                                   |
| Толстова-Парійська Надія Георгіївна        | Київська область                      | Білоцерківський                                       | Союзу  | професор Білоцерківського сільськогосподарського інституту, доктор ветеринарних наук                                                                   |                                   |
| Топурідзе Олександр Єпіфанович             | Грузинська РСР                        | Сухумський міський                                    | Нац.   | секретар ЦК КП(б) Грузії | помер 14.02.1951                  |
| Торсуков Олександр Іванович                | Горьковська область                   | Лисковський                                           | Союзу  | капітан річкового пароплаву «Володарский» |                                   |
| Трифонова Антоніна Григорівна              | Свердловська область                  | Алапаєвський                                          | Союзу  | вчителька, завідувач початкової школи № 3 міста Верхняя Салда                                                                                          |                                   |
| Трофименко Олександр Іванович              | Українська РСР                        | Харківський                                           | Нац.   | слюсар Харківського турбогенераторного заводу імені Кірова                                                                                             |                                   |
| Трофименко Сергій Георгійович              | Краснодарський край                   | Краснодарський сільський                              | Союзу  | командувач військ Північно-Кавказького військового округу, генерал-полковник                                                                           | помер 16.10.1953                  |
| Трофименков Микола Іванович                | Краснодарський край                   | Кропоткінський                                        | Союзу  | старший агроном радгоспу «Кубань» |                                   |
| Трофимов Іван Дмитрович                    | Саратовська область                   | Енгельський                                           | Союзу  | майстер Енгельського заводу імені Урицького |                                   |
| Трофимов Олександр Степанович              | Литовська РСР                         | Зарасайський                                          | Нац.   | 2-й секретар ЦК КП(б) Литви |                                   |
| Троценко Юхим Григорович                   | Читинська область                     | Борзенський                                           | Союзу  | командувач військ Забайкальського військового округу, генерал-лейтенант                                                                                | дообраний 29.03.1953              |
| Трумбетова Жумагуль                        | Кара-Калпацька АРСР                   | Муйнакський                                           | Нац.   | робітниця Муйнацького м'ясо-рибоконсервного комбінату                                                                                                  |                                   |
| Тупіцин Михайло Миколайович                | Новгородська область                  | Новгородський                                         | Союзу  | 1-й секретар Новгородського обкому ВКП(б) |                                   |
| Туполєв Андрій Миколайович                 | РРФСР                                 | Куйбишевський                                         | Нац.   | авіаконструктор, головний конструктор авіаційного заводу № 156, керівник ОКБ, академік АН СРСР                                                         |                                   |
| Туратбеков Досали                          | Киргизька РСР                         | Фрунзенський-Первомайський                            | Нац.   | голова Фрунзенського облвиконкому |                                   |
| Тургумбаєва Тілен                          | Киргизька РСР                         | Калінінський                                          | Нац.   | голова Фрунзенського облвиконкому | дообрана 18.02.1951               |
| Турдиєв Халіл                              | Узбецька РСР                          | Ташкентський сільський                                | Нац.   | голова Ташкентського облвиконкому |                                   |
| Туришева Ганна Степанівна                  | Омська область                        | Омський-Кагановицький                                 | Союзу  | голова колгоспу «14 лет Октября» Горьковського району                                                                                                  |                                   |
| Турсун-заде Мірзо                          | Таджицька РСР                         | Сталінабадський міський                               | Союзу  | письменник, голова правління Спілки радянських письменників Таджикистану                                                                               |                                   |
| Турсункулов Хамракул                       | Узбецька РСР                          | Янгі-Юльський                                         | Нац.   | голова колгоспу імені Кагановича Янгі-Юльського району Ташкентської області                                                                            |                                   |
| Туряниця Іван Іванович                     | Українська РСР                        | Ужгородський                                          | Нац.   | голова Закарпатського облвиконкому |                                   |
| Туткушев Сюнюш                             | Горно-Алтайська автономна область     | Усть-Канський                                         | Нац.   | голова колгоспу імені Карла Маркса Усть-Канського району                                                                                               |                                   |
| Тухтубаєв Іван Іванович                    | Горно-Алтайська автономна область     | Онгудайський                                          | Нац.   | голова Горно-Алтайського облвиконкому |                                   |
| Тюхтєнєва Олена Сергіївна                  | Горно-Алтайська автономна область     | Турочакський                                          | Нац.   | викладач педагогічного училища |                                   |
| Увачан Василь Миколайович                  | національні округи                    | Евенкійський національний округ                       | Нац.   | 1-й секретар Евенкійського окружкому ВКП(б) |                                   |
| Ужев Павло Федорович                       | Читинська область                     | Читинський сільський                                  | Союзу  | голова Читинського облвиконкому |                                   |
| Умаров Гасан Ягіявич                       | Дагестанська АРСР                     | Лакський                                              | Нац.   | слюсар-монтажник заводу |                                   |
| Унгурян Петро Миколайович                  | Молдавська РСР                        | Фалештський                                           | Нац.   | головний шампаніст Бесарабського комбінату шампанських вин                                                                                             |                                   |
| Ундасинов Нуртас Дандібайович              | Казахська РСР                         | Алма-Атинський міський                                | Союзу  | голова Ради Міністрів Казахської РСР |                                   |
| Уразбаєв Насир Рафікович                   | Башкирська АРСР                       | Янаульський                                           | Нац.   | голова Ради Міністрів Башкирської АРСР |                                   |
| Усманов Абіджан                            | Узбецька РСР                          | Катта-Курганський                                     | Союзу  | 1-й секретар Паст-Даргомського райкому КП(б) Узбекистану Самаркандської області                                                                        |                                   |
| Усманова Тинік                             | Таджицька РСР                         | Шахристанський                                        | Нац.   | голова колгоспу «Комуніст Таджикистану» |                                   |
| Усманходжаєв Бузрук-Ходжа                  | Узбецька РСР                          | Кокандський міський                                   | Нац.   | голова Ферганського облвиконкому |                                   |
| Успенський Микола Олексійович              | Воронезька область                    | Воронезький сільський                                 | Союзу  | завідувач кафедри селекції і сім'яноводства польових культур Воронезького сільськогосподарського інституту                                             |                                   |
| Ууемийз Юханнес Юліусович                  | Естонська РСР                         | Валгаський                                            | Нац.   | машиніст паровозного депо Валга Естонської залізниці                                                                                                   |                                   |
| Ушаков Єгор Кузьмич                        | Владимирська область                  | Муромський                                            | Союзу  | голова колгоспу «Прудищинский» Муромського району |                                   |
| Фадєєв Олександр Олександрович             | Чкаловська область                    | Сорочинський                                          | Союзу  | письменник, генеральний секретар Спілки радянських письменників СРСР                                                                                   |                                   |
| Фазлетдінова Фатима Фазлетдинівна          | Башкирська АРСР                       | Бірський                                              | Союзу  | бригадир тракторної бригади Баїшевської МТС Дюртюлінського району                                                                                      |                                   |
| Федоров Архип Дмитрович                    | Новгородська область                  | Староруський                                          | Союзу  | голова Новгородського облвиконкому |                                   |
| Федоров Олексій Федорович                  | Ізмаїльська область                   | Ізмаїльський                                          | Союзу  | 1-й секретар Ізмаїльського обкому КП(б) України |                                   |
| Федорова Зінаїда Тихонівна                 | Кіровська область                     | Малмижський                                           | Союзу  | секретар ЦК ВЛКСМ |                                   |
| Федосюк Олександра Іванівна                | Білоруська РСР                        | Кобринський                                           | Нац.   | завідувач відділу ЦК КП(б) Білорусії |                                   |
| Федотов Сергій Олексійович                 | Владимирська область                  | Владимирський                                         | Союзу  | машиніст Владимирського паровозного депо |                                   |
| Ферін Михайло Олексійович                  | Башкирська АРСР                       | Черниковський                                         | Нац.   | директор Черниковського заводу |                                   |
| Федюнькін Дмитро Федорович                 | Молотовська область                   | Комі-Пермяцький                                       | Союзу  | голова Молотовського облвиконкому |                                   |
| Філіппов Іван Маркелович                   | Українська РСР                        | Дніпропетровський                                     | Нац.   | голова Дніпропетровського облвиконкому |                                   |
| Філіппова Клавдія Борисівна                | Брянська область                      | Карачевський                                          | Союзу  | головний лікар Навлінської районної лікарні |                                   |
| Фіонін Семен Іванович                      | Удмуртська АРСР                       | Увинський                                             | Нац.   | голова колгоспу «Авангард» Нилгінського району | помер 1.03.1952                   |
| Фотул Марія Йосипівна                      | Закарпатська область                  | Ужгородський                                          | Союзу  | голова колгоспу «Молода гвардія» Свалявського округу                                                                                                   |                                   |
| Фролова Парасковія Іванівна                | Владимирська область                  | Гусь-Хрустальний                                      | Союзу  | ткаля прядильно-ткацької фабрики імені Лакіна |                                   |
| Фронтасьєв Володимир Павлович              | Смоленська область                    | Смоленський міський                                   | Союзу  | 1-й секретар Смоленського обкому ВКП(б) |                                   |
| Фрунзе Марія Петрівна                      | Молдавська РСР                        | Резинський                                            | Нац.   | голова виконкому Тріфештської сільської ради Резинського району                                                                                        |                                   |
| Фурцева Катерина Олексіївна                | Москва                                | Куйбишевський                                         | Союзу  | 2-й секретар Московского міськкому ВКП(б) |                                   |
| Халікова Саїда Ахмедівна                   | Таджицька РСР                         | Тавіль-Даринський                                     | Нац.   | секретар ЦК КП(б) Таджикистану |                                   |
| Халмуратов Уразмет                         | Кара-Калпацька АРСР                   | Тахта-Купирський                                      | Нац.   | лікар-хірург Кара-Калпацької республіканської лікарні                                                                                                  |                                   |
| Харитон Юлій Борисович                     | Ленінград                             | Калінінський                                          | Союзу  | академік АН СРСР, головний конструктор і науковий керівник КБ-11 (Арзамас-16)                                                                          |                                   |
| Харчевнікова Парасковія Іванівна           | Татарська АРСР                        | Казанський міський                                    | Нац.   | майстер Казанського механічного заводу |                                   |
| Харченко Андрій Володимирович              | Таджицька РСР                         | Регарський                                            | Нац.   | міністр внутрішніх справ Таджицької РСР, генерал-майор                                                                                                 |                                   |
| Хафізов Вагіз Хафізович                    | Татарська АРСР                        | Бугульминський                                        | Союзу  | голова колгоспу «Униш» Ново-Письмянського району |                                   |
| Хворостухін Олексій Іванович               | Іркутська область                     | Іркутський                                            | Союзу  | 1-й секретар Іркутського обкому ВКП(б) |                                   |
| Хмарук Анастасія Савівна                   | Вінницька область                     | Бершадський                                           | Союзу  | вчителька, директор неповної середньої школи села Стратіївки Ольгопільського району                                                                    |                                   |
| Ходжаєв Гані                               | Узбецька РСР                          | Чимбайський                                           | Союзу  | начальник управління будівництва залізниці Чарджоу—Ташсака                                                                                             |                                   |
| Холзаков Дмитро Михайлович                 | Удмуртська АРСР                       | Увинський                                             | Нац.   | голова колгоспу імені Леніна Селтінського району | дообраний 8.06.1952               |
| Хорава Акакій Олексійович                  | Грузинська РСР                        | Гегечкорський                                         | Нац.   | директор Тбіліського драматичного театру імені Шота Руставелі                                                                                          |                                   |
| Хотенков Іван Ілліч                        | Сталінська область                    | Макіївський                                           | Союзу  | майстер прокатного цеху Макіївського металургійного заводу імені Кірова                                                                                | дообраний 6.04.1952               |
| Хохлов Іван Сергійович                     | РРФСР                                 | Московський сільський                                 | Нац.   | голова правління Центросоюзу СРСР, генерал-лейтенант інтендантської служби                                                                             |                                   |
| Хоштарія Семен Георгійович                 | Абхазька АРСР                         | Гульрипшський                                         | Нац.   | заступник міністра сільського господарства СРСР |                                   |
| Хрущов Микита Сергійович                   | Москва                                | Калінінський                                          | Союзу  | секретар ЦК ВКП(б), 1-й секретар Московского обкому ВКП(б)                                                                                             |                                   |
| Хурсан Павло Федотович                     | Білоруська РСР                        | Бобруйський                                           | Нац.   | слюсар Бобруйського машинобудівного заводу імені Сталіна                                                                                               |                                   |
| Хуусарі Віктор Ерікович                    | Карело-Фінська РСР                    | Кондопозький міський                                  | Нац.   | майстер шліфувального цеху Кондпозького целюльозно-паперового комбінату                                                                                |                                   |
| Цадаса Гамзат                              | Дагестанська АРСР                     | Хунзахський                                           | Нац.   | письменник, народний поет Дагестану | помер 11.06.1951                  |
| Цанава Лаврентій Хомич                     | Могильовська область                  | Могильовський                                         | Союзу  | міністр держбезпеки Білоруської РСР | репресований .04.1953             |
| Царюк Володимир Зенонович                  | Білоруська РСР                        | Барановицький                                         | Нац.   | заступник голови Барановицького облвиконкому |                                   |
| Циденова Гунсин Аюшеївна                   | Бурят-Монгольська АРСР                | Єравнинський                                          | Нац.   | студентка Бурят-Монгольського зооветеринарного інституту                                                                                               |                                   |
| Цимакурідзе Кіндрат Сократович             | Грузинська РСР                        | Ахалцихський                                          | Нац.   | заступник голови Ради Міністрів Грузинської РСР, голова Держплану Грузинської РСР                                                                      |                                   |
| Цулукідзе Хусейн Алійович                  | Аджарська АРСР                        | Чаквинський                                           | Нац.   | голова колгоспу імені Молотова села Бобокваті Кобулетського району                                                                                     |                                   |
| Цхакая Міха Григорович                     | Абхазька АРСР                         | Сухумський сільський                                  | Нац.   | ветеран ВКП(б) | помер 19.03.1950                  |
| Цховребашвілі Володимир Гедеванович        | Грузинська РСР                        | Хашурський                                            | Нац.   | секретар ЦК КП(б) Грузії |                                   |
| Чадамба Леонід Борандайович                | Тувинська автономна область           | Кизилський східний                                    | Нац.   | письменник, директор Науково-дослідного інституту мови, літератури і історії Туви                                                                      |                                   |
| Чарквіані Кандід Нестерович                | Грузинська РСР                        | Тбіліський-ім.Берія                                   | Союзу  | 1-й секретар ЦК КП(б) Грузії |                                   |
| Чебан Іван Дмитрович                       | Молдавська РСР                        | Липканський                                           | Нац.   | письменник, директор Молдавського науково-дослідного інституту історії, мови і літератури                                                              |                                   |
| Чебан Тамара Савеліївна                    | Молдавська РСР                        | Котовський                                            | Нац.   | солістка Молдавського радіокомітету, народна артистка Молдавської РСР                                                                                  |                                   |
| Челищева Ольга Олексіївна                  | Смоленська область                    | Демидівський                                          | Союзу  | бригадир тракторної бригади Зарубінської МТС |                                   |
| Челідзе Семен Мойсейович                   | Абхазька АРСР                         | Гагринський                                           | Нац.   | завідувач сільськогосподарського відділу ЦК КП(б) Грузії                                                                                               |                                   |
| Черкасов Микола Костянтинович              | Ленінград                             | Фрунзенський                                          | Союзу  | артист Ленінградського академічного театру драми імені Пушкіна, народний артист СРСР                                                                   |                                   |
| Черних Марія Василівна                     | Великолуцька область                  | Торопецький                                           | Союзу  | зоотехнік Великолуцького обласного управління сільського господарства                                                                                  |                                   |
| Чернишов Василь Юхимович                   | Мінська область                       | Борисовський                                          | Союзу  | 1-й секретар Мінського обкому КП(б) Білорусії |                                   |
| Чернишов Михайло Олександрович             | Ульяновська область                   | Інзенський                                            | Союзу  | голова Ульяновського облвиконкому |                                   |
| Черченко Мотрона Михайлівна                | Сумська область                       | Роменський                                            | Союзу  | дільничний агроном Засульської МТС |                                   |
| Чиботар Федір Федорович                    | Молдавська РСР                        | Тараклійський                                         | Нац.   | завідувач сектору науково-дослідного інституту шкіл Молдавської РСР                                                                                    |                                   |
| Чижикова Марія Тимофіївна                  | Киргизька РСР                         | Фрунзенський-Пролетарський                            | Нац.   | робітниця Фрунзенського інструментального заводу |                                   |
| Чиковані Михайло Герасимович               | Узбецька РСР                          | Ташкентський-Кіровський міський                       | Нац.   | секретар Ташкентського міськкому КП(б) Узбекистану |                                   |
| Чиковані Симон Іванович                    | Грузинська РСР                        | Сухумський сільський                                  | Нац.   | голова Спілки радянських письменників Грузії |                                   |
| Чимба Олександр Манигійович                | Тувинська автономна область           | Кизил-Мажаликський                                    | Нац.   | голова Тувинського облвиконкому |                                   |
| Чирков Борис Петрович                      | Саратовська область                   | Вольський                                             | Союзу  | актор Театру-студії кіноактора, народний артист СРСР                                                                                                   |                                   |
| Чичинадзе Давид Олексійович                | Грузинська РСР                        | Тбіліський-Сталінський                                | Нац.   | голова Ленінського райвиконкому міста Тбілісі |                                   |
| Чичинадзе Костянтин Георгійович            | Абхазька АРСР                         | Сухумі-Чарквіані                                      | Нац.   | завідувач відділу партійних, профспілкових і комсомольських органів ЦК КП(б) Грузії                                                                    | репресований .11.1951             |
| Чіаурелі Михайло Едишерович                | Грузинська РСР                        | Телавський                                            | Нац.   | кінорежисер кіностудії «Мосфільм», народний артист СРСР                                                                                                |                                   |
| Чорноусов Борис Миколайович                | РРФСР                                 | Омський                                               | Нац.   | голова Ради Міністрів Російської РФСР |                                   |
| Чочуа Андрій Максимович                    | Абхазька АРСР                         | Ткварчельський                                        | Нац.   | голова Президії Верховної Ради Абхазької АРСР |                                   |
| Чув'юрова Олександра Павлівна              | Комі АРСР                             | Усть-Куломський                                       | Нац.   | заступник голови колгоспу імені Жданова села Дерев'янськ Усть-Куломського району                                                                       |                                   |
| Чуйков Василь Іванович                     | Військовий виборчий округ             |                                                       | Союзу  | головнокомандувач Групи радянських окупаційних військ в Німеччині, генерал армії                                                                       |                                   |
| Чулада Йонас Вінцович                      | Литовська РСР                         | Шяуляйський                                           | Союзу  | голова Кельмеського повітового виконкому |                                   |
| Чулетов Мурат                              | Туркменська РСР                       | Ашхабадський-Сталінський                              | Нац.   | машиніст тепловозу депо станції Ашхабад |                                   |
| Чураєв Віктор Михайлович                   | Харківська область                    | Харківський-Ленінський                                | Союзу  | 1-й секретар Харківського обкому КП(б) України |                                   |
| Чурін Гнат Лукич                           | Молотовська область                   | Чусовський                                            | Союзу  | машиніст електровоза депо станції Чусовська Свердловської залізниці                                                                                    |                                   |
| Чуркін Василь Нестерович                   | Північно-Осетинська АРСР              | Промишлєнний                                          | Нац.   | 2-й секретар Північно-Осетинського обкому ВКП(б) |                                   |
| Чутких Олександр Степанович                | Москва                                | Кіровський                                            | Союзу  | технічний майстер Краснохолмського камвольного комбінату                                                                                               |                                   |
| Чухно Андрій Васильович                    | Ставропольський край                  | Георгіївський                                         | Союзу  | голова колгоспу «Коммунистический маяк» Георгієвського району                                                                                          |                                   |
| Чухно Парасковія Григорівна                | Житомирська область                   | Новоград-Волинський                                   | Союзу  | голова колгоспу імені Н-ського полку села Великий Луг Довбишського району                                                                              |                                   |
| Чучукало Василь Данилович                  | Ровенська область                     | Сарненський                                           | Союзу  | 1-й секретар Ровенського обкому КП(б) України |                                   |
| Чхубіанішвілі Захарій Миколайович          | Грузинська РСР                        | Телавський                                            | Союзу  | голова Ради Міністрів Грузинської РСР |                                   |
| Шабаєв Досу                                | Киргизька РСР                         | Кіровський                                            | Нац.   | 1-й секретар Таласького обкому КП(б) Киргизії |                                   |
| Шагадаєв Міновар                           | Таджицька РСР                         | Гармський                                             | Союзу  | голова Президії Верховної ради Таджицької РСР |                                   |
| Шадрін Костянтин Прокопович                | Новосибірська область                 | Новосибірський сільський                              | Союзу  | голова колгоспу «Гигант» Тогучинського району |                                   |
| Шадурі Ростом Семенович                    | Аджарська АРСР                        | Батумі-Приморський                                    | Нац.   | секретар ЦК КП(б) Грузії |                                   |
| Шалков Іван Андрійович                     | Тульська область                      | Єфремовський                                          | Союзу  | 1-й секретар Тульського обкому ВКП(б) |                                   |
| Шамсутдінова Зугіра Шайхетдинівна          | Башкирська АРСР                       | Янаульський                                           | Союзу  | 1-й секретар Татишлінського райкому ВКП(б) |                                   |
| Шаповалова Тетяна Петрівна                 | Воронезька область                    | Бутурлинівський                                       | Союзу  | завідувач Воронезького обласного відділу соціального забезпечення                                                                                      |                                   |
| Шарабан Яків Миколайович                   | Сталінська область                    | Краматорський                                         | Союзу  | токар Старо-Краматорського машинобудівного заводу імені Орджонікідзе                                                                                   |                                   |
| Шарафєєв Саїд Мінгазович                   | Татарська АРСР                        | Чистопольський                                        | Нац.   | голова Ради Міністрів Татарської АРСР |                                   |
| Шаріпов Ахмеджан                           | Таджицька РСР                         | Канібадамський                                        | Нац.   | голова колгоспу імені Стаханова Канібадамського району                                                                                                 |                                   |
| Шаріпова Гавгар                            | Таджицька РСР                         | Кулябський                                            | Нац.   | голова Кулябського райвиконкому |                                   |
| Шаройко Марфа Дмитрівна                    | Барановицька область                  | Столбцовський                                         | Союзу  | міністр м'ясної і молочної промисловості Білоруської РСР                                                                                               |                                   |
| Шаталін Микола Миколайович                 | Владимирська область                  | Александровський                                      | Союзу  | головний редактор журналу «Партийная жизнь» |                                   |
| Шафранов Петро Григорович                  | Харківська область                    | Харківський сільський                                 | Союзу  | командувач військ Донбаського району протиповітряної оборони (ППО) СРСР, генерал-лейтенант                                                             |                                   |
| Шацький Іван Петрович                      | Краснодарський край                   | Слов'янський                                          | Союзу  | бригадир тракторної бригади Михайлівської МТС Курганинського району                                                                                    |                                   |
| Шаяхметов Жумабай                          | Казахська РСР                         | Туркестанський                                        | Нац.   | 1-й секретар ЦК КП(б) Казахстану |                                   |
| Шверник Микола Михайлович                  | РРФСР                                 | Свердловський                                         | Нац.   | голова Президії Верховної ради СРСР |                                   |
| Швецов Аркадій Дмитрович                   | Молотовська область                   | Кунгурський                                           | Союзу  | головний конструктор заводу імені Сталіна | помер 19.03.1953                  |
| Шевчук Амвросій Михайлович                 | Львівська область                     | Золочівський                                          | Союзу  | голова колгоспу «Перемога» села Балучин Красненського району                                                                                           |                                   |
| Шекіхачев Мухамед Хагуцирович              | Кабардинська АРСР                     | Нальчицький сільський                                 | Нац.   | 1-й секретар Нальчицького райкому ВКП(б) |                                   |
| Шепелєва Анастасія Павлівна                | Орловська область                     | Єлецький                                              | Союзу  | голова колгоспу «Красный луч» Краснінського району |                                   |
| Шепілов Дмитро Трохимович                  | Свердловська область                  | Каменськ-Уральський                                   | Союзу  | інспектор ЦК ВКП(б) |                                   |
| Шеришоріна Софія Сидорівна                 | Саратовська область                   | Ртищевський                                           | Союзу  | завідувач кафедри бактеріології Саратовського державного університету, доктор медичних наук, професор                                                  |                                   |
| Шерстнєва Марія Степанівна                 | Марійська АРСР                        | Йошкар-Олинський міський                              | Нац.   | вчителька початкових класів і завуч школи № 11 міста Йошкар-Оли                                                                                        |                                   |
| Шилкін Михайло Сергійович                  | Таджицька РСР                         | Ленінабадський                                        | Союзу  | 2-й секретар ЦК КП(б) Таджикистану |                                   |
| Шипілов Борис Семенович                    | Краснодарський край                   | Армавірський                                          | Союзу  | 1-й секретар Тимашовського райкому ВКП(б) |                                   |
| Шишкін Сергій Миколайович                  | Московська область                    | Раменський                                            | Союзу  | заступник міністра авіаційної промисловості СРСР |                                   |
| Шишонков Василь Кузьмич                    | Комі АРСР                             | Прилузький                                            | Нац.   | 1-й заступник голови Ради Міністрів Комі АРСР |                                   |
| Шкірятов Матвій Федорович                  | РРФСР                                 | Тульсько-Рязанський                                   | Нац.   | заступник голови Комітету партійного контролю при ЦК ВКП(б)                                                                                            | помер 18.01.1954                  |
| Шкіцький Дмитро Андрійович                 | Хакаська автономна область            | Аскизський                                            | Нац.   | голова колгоспу імені Леніна Алтайського району |                                   |
| Школьний Нестор Олександрович              | Чернігівська область                  | Новгород-Сіверський                                   | Союзу  | голова колгоспу «Жовтень» села Дігтярівки Новгород-Сіверського району                                                                                  |                                   |
| Шкуліпа Єфросинія Іванівна                 | Сумська область                       | Конотопський                                          | Союзу  | колгоспниця колгоспу «Більшовик» Конотопського району                                                                                                  |                                   |
| Шмельков Іван Єгорович                     | Казахська РСР                         | Алма-Атинський сільський                              | Союзу  | 1-й секретар Алма-Атинського міськкому КП(б) Казахстану                                                                                                |                                   |
| Шолохов Михайло Олександрович              | Ростовська область                    | Міллеровський                                         | Союзу  | письменник, академік АН СРСР |                                   |
| Штейман Станіслав Іванович                 | Костромська область                   | Буйський                                              | Союзу  | головний зоотехнік племінного радгоспу «Караваево» |                                   |
| Штирова Олександра Михайлівна              | Москва                                | Краснопресненський                                    | Союзу  | ткаля-багатоверстатниця ткацької фабрики Московського комбінату «Трехгорная мануфактура» імені Дзержинського                                           |                                   |
| Шубін Геннадій Миколайович                 | Псковська область                     | Псковський                                            | Союзу  | 1-й секретар Псковського обкому ВКП(б) |                                   |
| Шувандіна Таїсія Іванівна                  | Івановська область                    | Івановський міський                                   | Союзу  | ткаля, секретар цехового партбюро Івановської текстильної фабрики імені Федора Зінов'єва                                                               |                                   |
| Шулімова Єлизавета Петрівна                | Мордовська АРСР                       | Торбеєвський                                          | Нац.   | голова виконкому Жуковської сільської ради Торбеєвського району                                                                                        |                                   |
| Шульга Яків Митрофанович                   | Українська РСР                        | Сумський                                              | Нац.   | бригадир тракторної бригади Лебединської МТС Лебединського району                                                                                      |                                   |
| Шумаускас Мотеюс Юозович                   | Литовська РСР                         | Алітуський                                            | Союзу  | голова Держплани при РМ Литовської РСР |                                   |
| Шумилов Михайло Степанович                 | Воронезька область                    | Усманський                                            | Союзу  | командувач військ Воронезького військового округу, генерал-полковник                                                                                   |                                   |
| Шупеня Степан Петрович                     | Білоруська РСР                        | Полоцький                                             | Нац.   | голова Полоцького облвиконкому |                                   |
| Шупиков Данило Юхимович                    | Литовська РСР                         | Тракайський                                           | Нац.   | секретар ЦК КП(б) Литви |                                   |
| Шурдумов Таліб Умарович                    | Черкеська автономна область           | Хабезський                                            | Нац.   | 1-й секретар Черкеського обкому ВЛКСМ |                                   |
| Шуригін Павло Іванович                     | Мурманська область                    | Мурманський                                           | Союзу  | голова Мурманського облвиконкому |                                   |
| Щепакін Михайло Дмитрович                  | Тульська область                      | Тульський міський                                     | Союзу  | головний механік, зброяр Тульського збройового заводу                                                                                                  |                                   |
| Щепаник Іван Павлович                      | Дрогобицька область                   | Бориславський                                         | Союзу  | директор Бориславського 9-го нафтопромислу тресту «Бориславнафта» об'єднання «Укрнафта»                                                                |                                   |
| Щербаков Володимир Васильович              | Калінінградська область               | Калінінградський міський                              | Союзу  | 1-й секретар Калінінградського обкому ВКП(б) |                                   |
| Щербаков Володимир Іванович                | Горьковська область                   | Сергачський                                           | Союзу  | командувач військ Горьковського військового округу, генерал-лейтенант                                                                                  |                                   |
| Щупко Клавдія Василівна                    | Казахська РСР                         | Акмолинський                                          | Союзу  | старший агроном Караугольної МТС |                                   |
| Юдін Павло Федорович                       | Орловська область                     | Ливенський                                            | Союзу  | головний редактор газети «За прочный мир, за народную демократию!»                                                                                     |                                   |
| Юрген Ян Янович                            | Латвійська РСР                        | Валкський                                             | Нац.   | ректор Латвійського державного університету |                                   |
| Юр'єв Василь Михайлович                    | Архангельська область                 | Няндомський                                           | Союзу  | бригадир поточної механізованої бригади лісопункту Ікса Мошинського лістрансгоспу Няндомського району                                                  |                                   |
| Юркунас Йонас Йонович                      | Литовська РСР                         | Укмергський                                           | Нац.   | директор Вепрянської неповної середньої школи |                                   |
| Юсифов Юсиф Ніфталі огли                   | Нахічеванська АРСР                    | Норашенський                                          | Нац.   | 1-й секретар Нахічеванського обкому КП(б) Азербайджану                                                                                                 |                                   |
| Юсифова Фіруза Джебраїл кизи               | Нахічеванська АРСР                    | Ордубадський                                          | Нац.   | вчителька Ордубадської середньої школи |                                   |
| Юсупов Ісамідін                            | Узбецька РСР                          | Андижанський сільський                                | Нац.   | голова колгоспу «XIX партз'їзд» Андижанського району Андижанської області                                                                              | дообраний 25.02.1951              |
| Юсупов Усман                               | Узбецька РСР                          | Ташкентський-Сталінський                              | Союзу  | 1-й секретар ЦК КП(б) Узбекистану |                                   |
| Юшкевич Василь Олександрович               | Куйбишевська область                  | Сизранський                                           | Союзу  | командувач військ Приволзького військового округу, генерал-полковник                                                                                   | помер 15.03.1951                  |
| Ягодін Дмитро Миколайович                  | Бурят-Монгольська АРСР                | Улан-Уденський сільський                              | Нац.   | машиніст паровозного депо станції Улан-Уде |                                   |
| Ягодкіна Євдокія Григорівна                | Харківська область                    | Красноградський                                       | Союзу  | 1-й секретар Старовірівського райкому КП(б)У |                                   |
| Якимов Петро Михайлович                    | Марійська АРСР                        | Куженерський                                          | Нац.   | голова колгоспу «Победа» Куженерського району |                                   |
| Якобсон Аугуст Міхкелевич                  | Естонська РСР                         | Лянеський                                             | Нац.   | письменник, голова правління Спілки письменників Естонської РСР                                                                                        |                                   |
| Яковлєв Іван Дмитрович                     | Новосибірська область                 | Новосибірський-Кіровський                             | Союзу  | 1-й секретар Новосибірського обкому ВКП(б) |                                   |
| Яковлєв Олександр Сергійович               | Новосибірська область                 | Новосибірський Центральний                            | Союзу  | авіаконструктор, начальник Головного управління Наркомату авіаційної промисловості СРСР                                                                |                                   |
| Яковлєв Павло Никанорович                  | Тамбовська область                    | Мічуринський                                          | Союзу  | заступник директора Центральної генетичної лабораторії імені Мічуріна, академік ВАСГНІЛ, професор                                                      |                                   |
| Яковлєв Сергій Якович                      | Казахська РСР                         | Карагандинський сільський                             | Союзу  | секретар ЦК КП(б) Казахстану | дообраний 27.01.1952              |
| Якубов Мір Теймур Мір Алекпер огли         | Азербайджанська РСР                   | Бакинський-Джапарідзевський                           | Нац.   | міністр внутрішніх справ Азербайджанської РСР |                                   |
| Якуніна Катерина Панасівна                 | Сталінградська область                | Камишинський                                          | Союзу  | бригадир тракторної бригади Таловської МТС |                                   |
| Янус Олександр Миколайович                 | Естонська РСР                         | Пярнуський                                            | Союзу  | 1-й секретар Вільяндського повітового комітету КП(б) Естонії; секретар ЦК КП(б) Естонії                                                                |                                   |
| Янчайтіте Тетяна Йонівна                   | Литовська РСР                         | Вілкавішкський                                        | Нац.   | 1-й секретар Шакяйського повіткому КП(б) Литви |                                   |
| Ярошенко Степан Климентійович              | Харківська область                    | Куп'янський                                           | Союзу  | голова колгоспу «8-е Березня» Куп'янського району |                                   |
| Яснов Михайло Олексійович                  | Москва                                | Москворецький                                         | Союзу  | голова Московського міськвиконкому |                                   |